# 10. Mai
Der 10. Mai ist der 130. Tag des gregorianischen Kalenders (der 131. in Schaltjahren), somit bleiben 235 Tage bis zum Jahresende.

## Ereignisse

### Politik und Weltgeschehen
- 1503: Christoph Kolumbus erreicht auf seiner vierten Reise die Cayman Islands, denen er wegen zahlreich angetroffener Meeresschildkröten den Namen Las Tortugas gibt.
- 1650: Bei der Rückeroberung Irlands besiegt die englische Parlamentsarmee unter Roger Boyle irische Truppen in der Schlacht von Macroom.

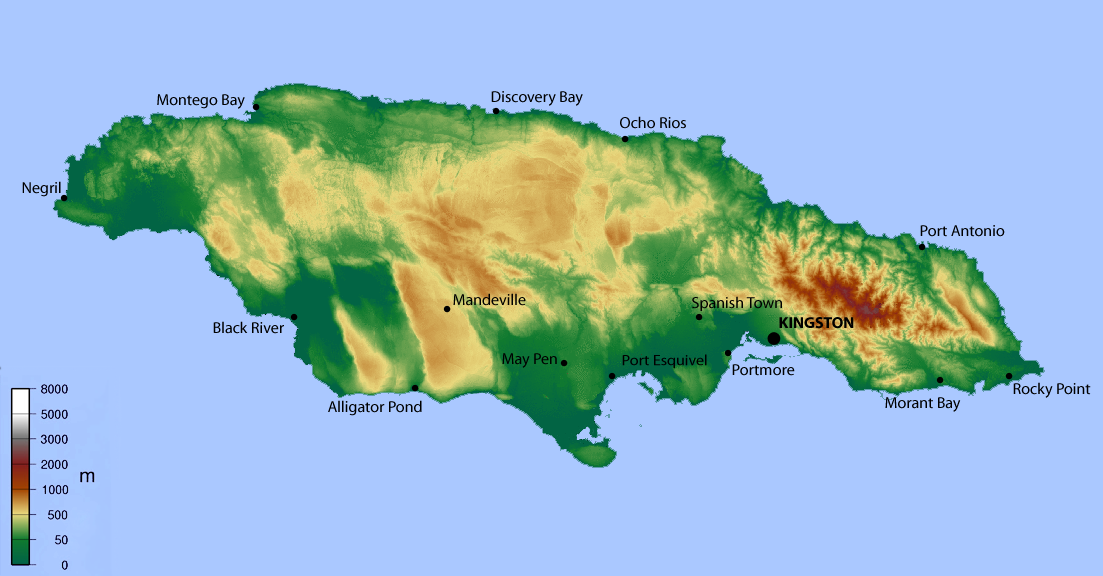
1655: Jamaika

- 1655: Englische Truppen unter William Penn landen im Süden der spanischen Kolonie Jamaika. Die spanische Kolonialverwaltung in Spanish Town ergibt sich bereits am nächsten Tag den Angreifern. Die Karibikinsel bleibt bis 1962 in britischem Besitz.

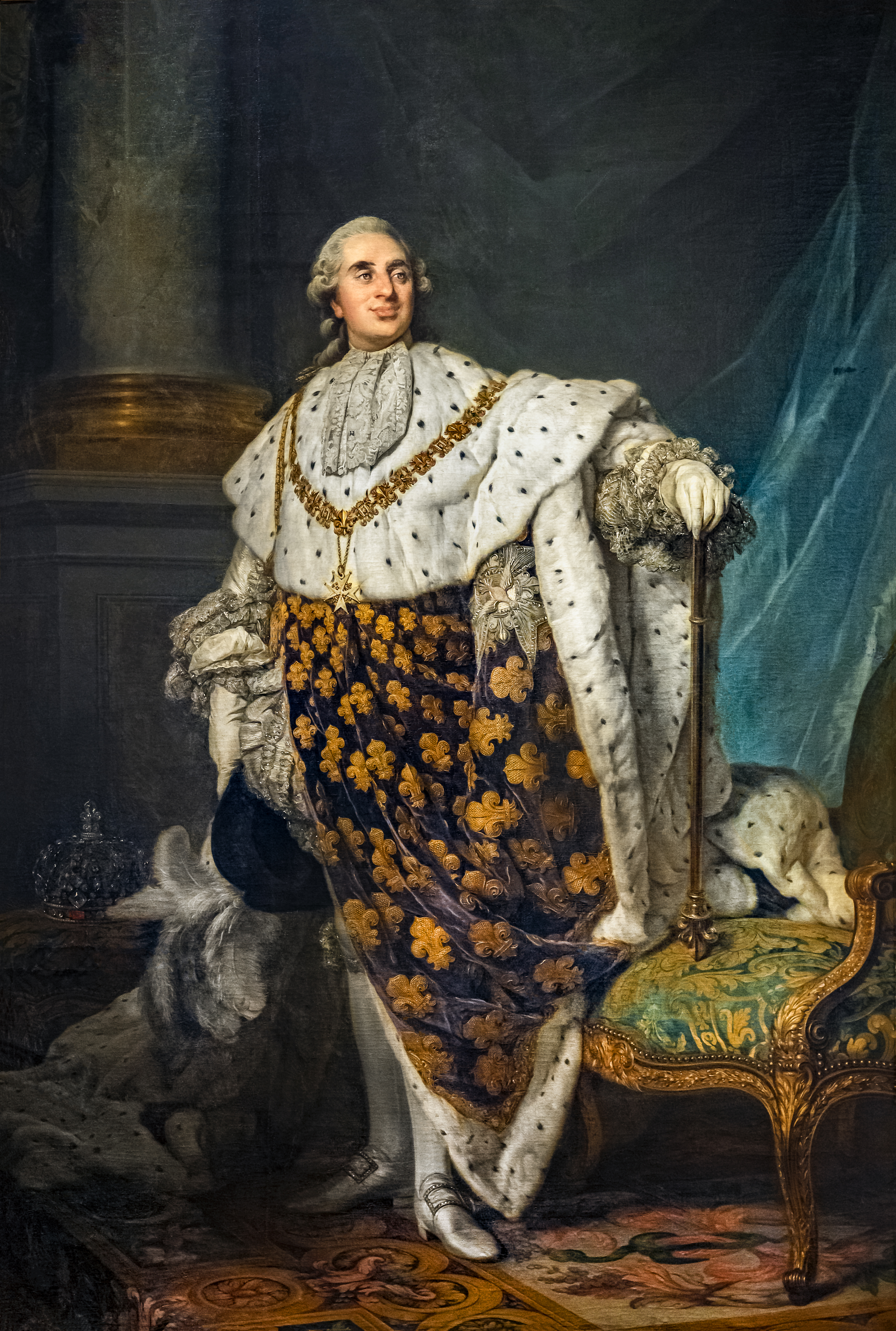
1774: Ludwig XVI.

- 1774: Mit dem Tod von Ludwig XV. an den Pocken wird, da alle seine Söhne vor ihm verstorben sind, sein Enkel Ludwig XVI. König von Frankreich.
- 1775: Der zweite Kontinentalkongress aller britischen Kolonien in Amerika tritt in Philadelphia zusammen. Die Tagung erfolgt an wechselnden Orten bis zum 2. März 1789.
- 1775: In der Schlacht von Ticonderoga wird die 52 Mann starke britische Besatzung des gleichnamigen Forts von aufständischen Kolonisten unter Ethan Allen und Benedict Arnold im Amerikanischen Unabhängigkeitskrieg gefangen genommen. Es fällt nur ein einziger Schuss, niemand wird beim Kampf ernsthaft verletzt.
- 1794: Élisabeth Philippe Marie Hélène de Bourbon, die jüngere Schwester von Ludwig XVI., wird während der Französischen Revolution nur 7 Tage nach Vollendung ihres 30. Lebensjahres vom Revolutionstribunal in Paris zum Tode verurteilt und am gleichen Tag hingerichtet.

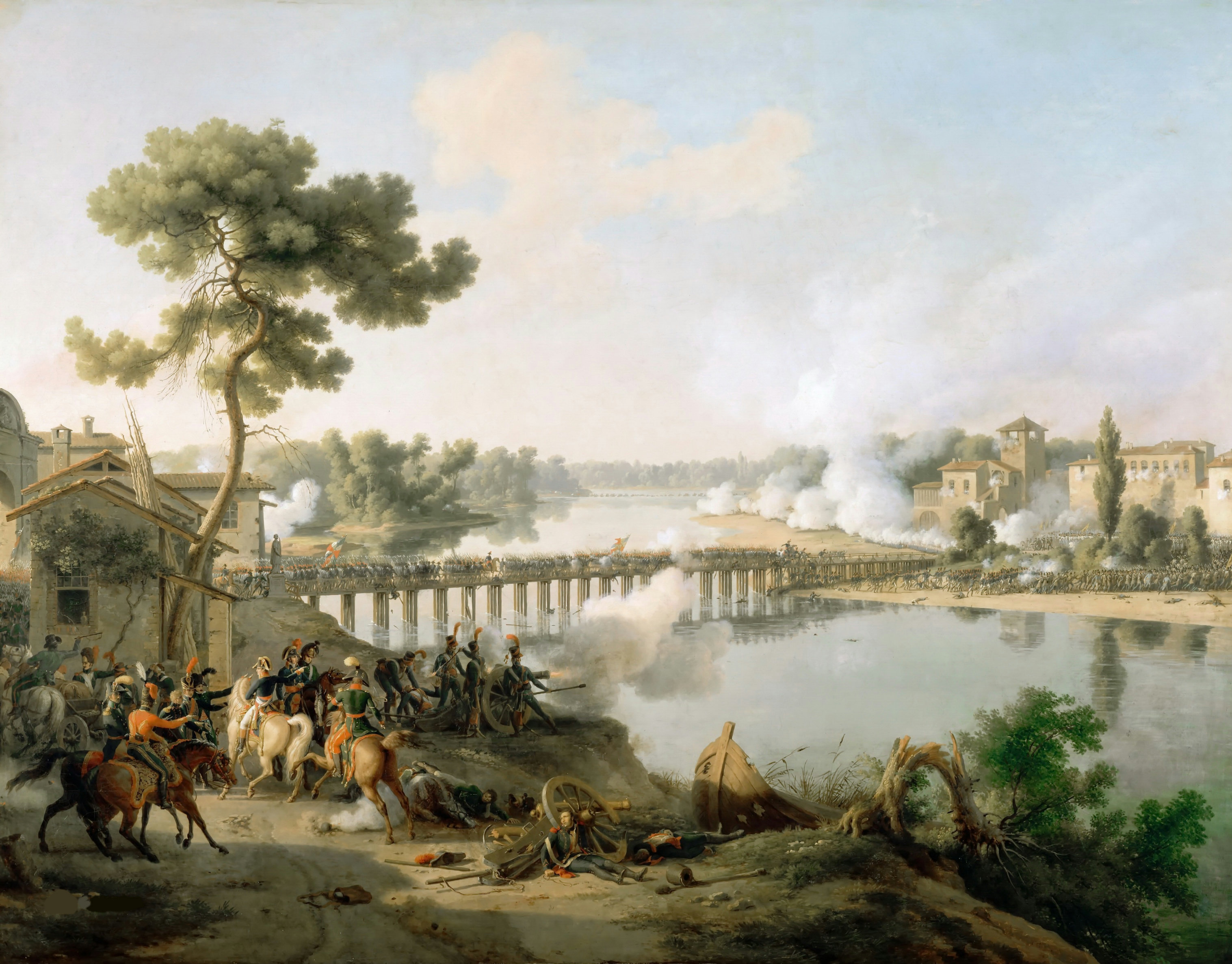
1796: Schlacht bei Lodi

- 1796: Die französische Armee unter Napoleon Bonaparte siegt während des Italienfeldzuges in der Schlacht bei Lodi über österreichische Truppen, nachdem es ihm gelungen ist, Sardinien-Piemont am 28. April zu einem Waffenstillstand zu zwingen.
- 1849: Nach Beginn der Reichsverfassungskampagne meutern in Hagen Landwehreinheiten, die befürchten, gegen die Revolutionäre in Baden eingesetzt zu werden, und ziehen unter der Führung von Caspar Butz nach Iserlohn. Der Iserlohner Aufstand wird nach nur einer Woche niedergeschlagen.

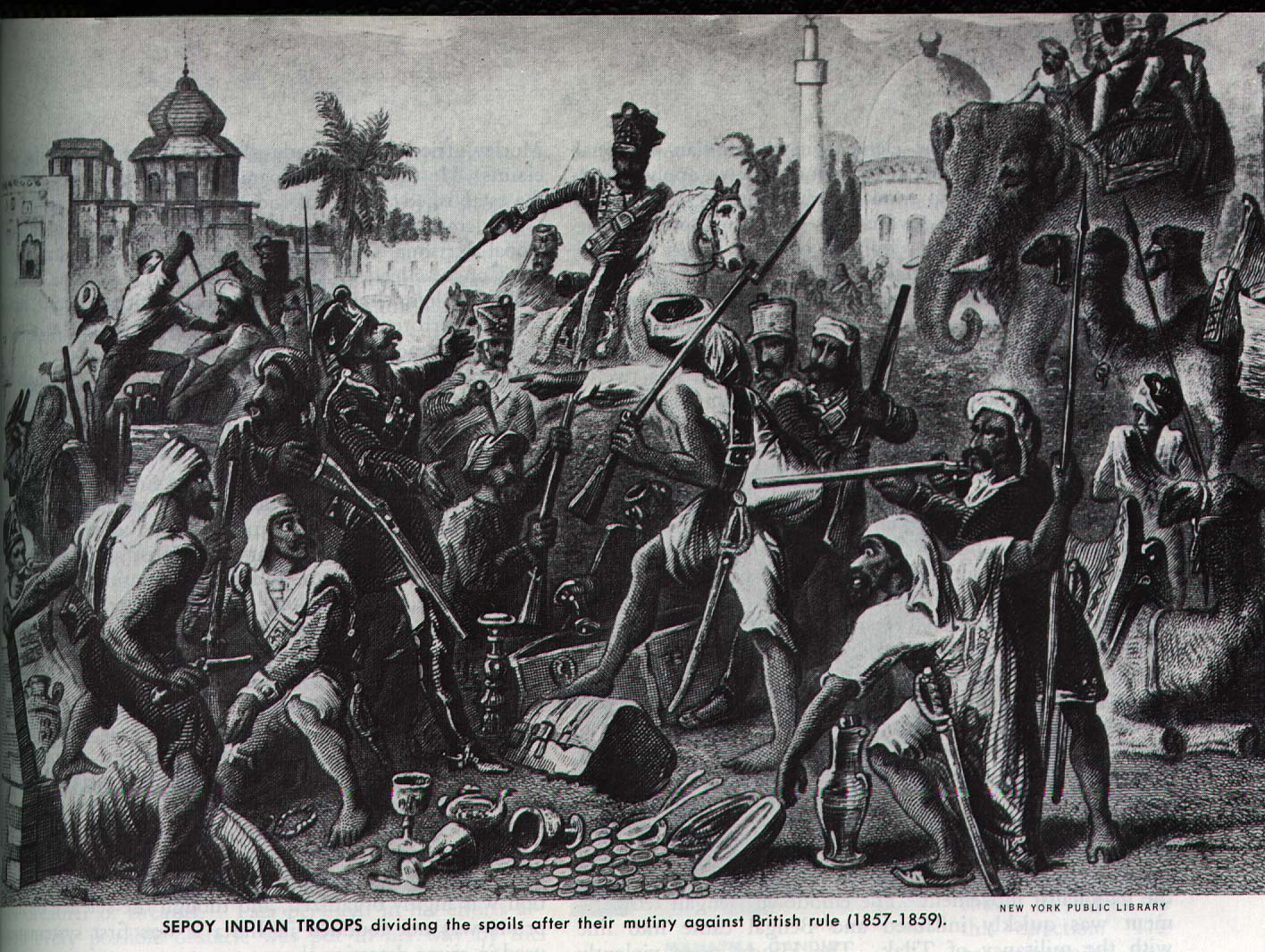
1857: Sepoy-Aufstand

- 1857: Einen Tag nach der öffentlichen Degradierung indischer Angehöriger (Sepoys) der britischen Garnison in Merath, Britisch-Indien, die sich geweigert haben, die neuen Enfield-Gewehre zu bedienen, beginnt mit einem Massaker an 50 Soldaten, Zivilbeamten, Frauen und Kindern der Sepoy-Aufstand gegen die britischen Kolonialherren.

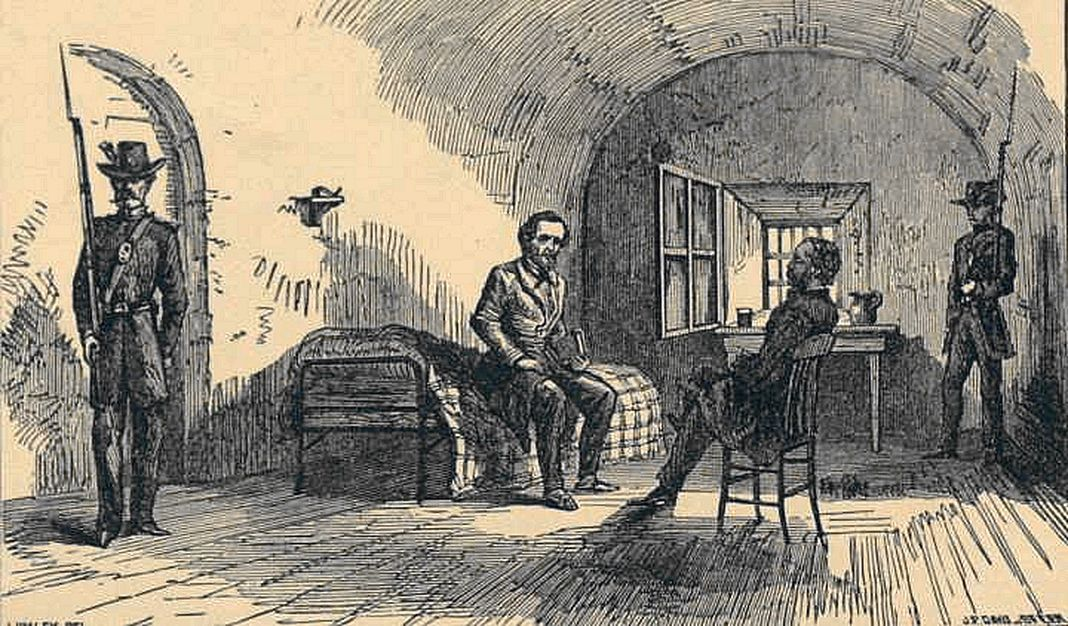
1865: Jefferson Davis in Haft

- 1865: Der Südstaaten-Präsident Jefferson Davis wird mit seiner Familie und Begleitung gegen Ende des Sezessionskrieges von Truppen der Union bei Irvinville in Georgia gefangen genommen.
- 1865: Der Guerillaführer William Clark Quantrill gerät mit seinen Quantrill’s Raiders während des Sezessionskrieges in Kentucky in einen von Unionstruppen gelegten Hinterhalt. Er erliegt seinen dabei erlittenen Verletzungen am 6. Juni.

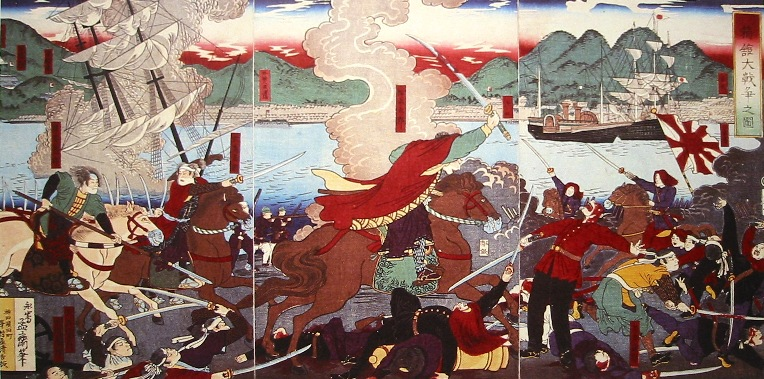
1869: Seeschlacht von Hakodate

- 1869: Die mehrtägige Seeschlacht von Hakodate zwischen Schiffen des japanischen Kaiserreichs am Beginn der Meiji-Restauration und Schiffen der abgespaltenen Republik Ezo endet mit einem Sieg Japans.

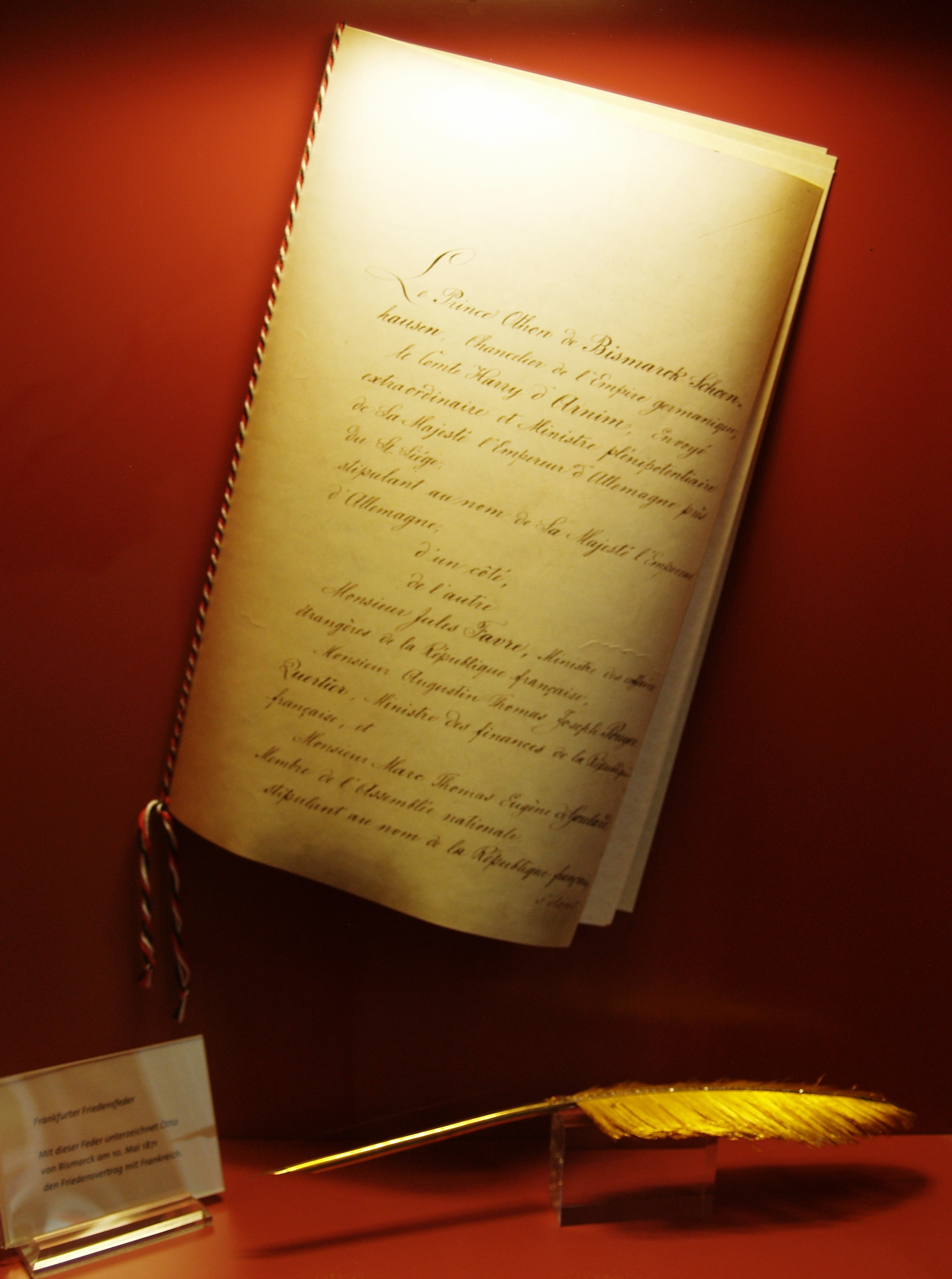
1871: Friede von Frankfurt

- 1871: Der auf dem Vorfrieden von Versailles vom 26. Februar basierende Friede von Frankfurt beendet den Deutsch-Französischen Krieg. Frankreich muss das Elsass und Teile Lothringens abtreten. Sie kommen als Reichsland Elsaß-Lothringen an das Deutsche Kaiserreich.

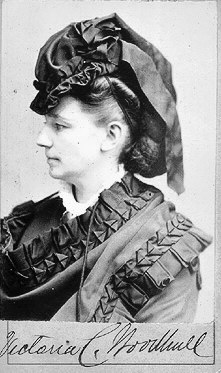
1872: Victoria Woodhull

- 1872: Die Frauenrechtlerin Victoria Woodhull wird von der Equal Rights Party als erste Frau für das Amt des US-Präsidenten vorgeschlagen, obwohl Frauen noch nicht das aktive Wahlrecht in den Vereinigten Staaten besitzen. Ihre Gegner schmähen daraufhin die Kandidatin als Mrs. Satan.
- 1877: Nach dem Beginn des russisch-türkischen Kriegs erklärt Rumänien unter Carol I. seine Unabhängigkeit vom Osmanischen Reich. Diese wird ein Jahr später durch den Vertrag von Berlin anerkannt.
- 1906: Zar Nikolaus II. eröffnet mit einer Thronrede die gewählte erste Staatsduma im Russischen Kaiserreich.

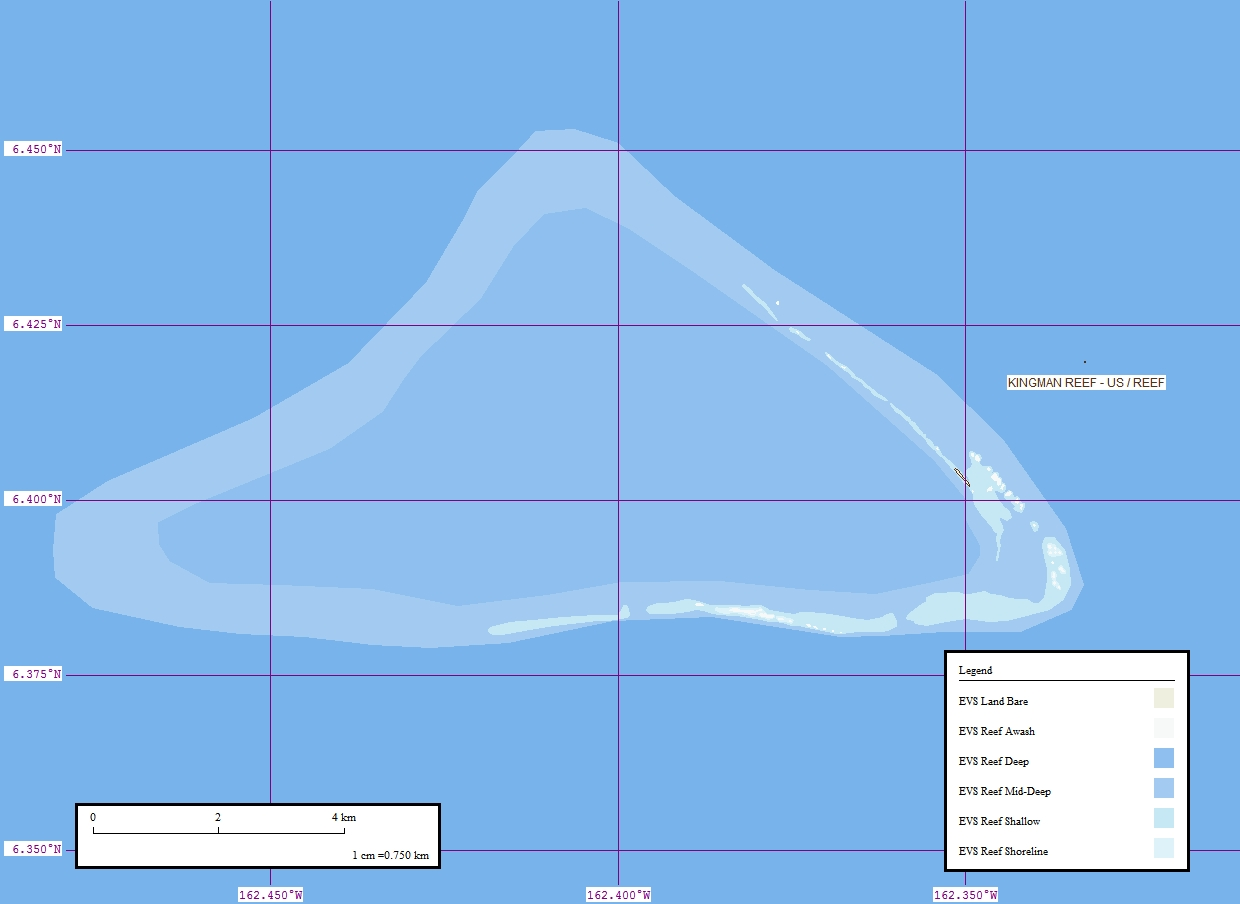
1922: Kingmanriff

- 1922: Die USA annektieren unter Berufung auf den Guano Islands Act von 1856 das zu den Line Islands gehörende Kingmanriff, ein Korallenriff im Nordpazifik.

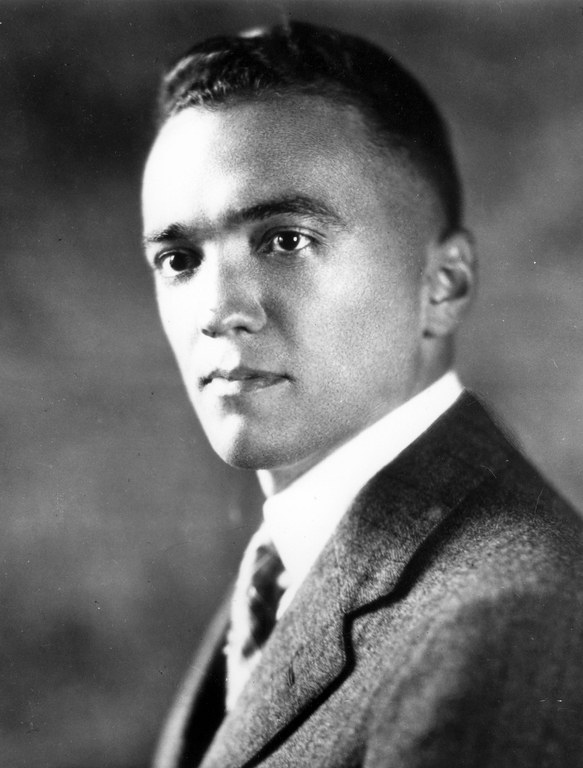
1924: J. Edgar Hoover

- 1924: J. Edgar Hoover wird Chef des von ihm initiierten Federal Bureau of Investigation (FBI), einer US-amerikanischen Bundesbehörde zur Bekämpfung von Verbrechen, im Zuge derer Staatsgrenzen überschritten werden. Er behält das Amt des Direktors 48 Jahre lang bis zu seinem Tod.
- 1932: Das seit dem 16. Jahrhundert bekannte Lied Het Wilhelmus wird offiziell zur Nationalhymne der Niederlande bestimmt.
- 1933: Die austrofaschistische Regierung unter Engelbert Dollfuß verordnet die Aussetzung aller Wahlen auf Bundes-, Landes- und Gemeindeebene und festigt damit den Ständestaat in Österreich.

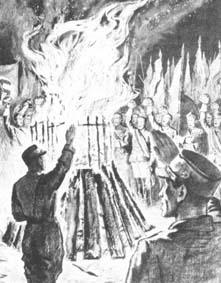
1933: Bücherverbrennung

- 1933: In Deutschland beginnen nach der Machtergreifung Nationalsozialisten und ihre Helfershelfer aus Kreisen von Professoren und Studenten in über 20 Städten mit der Bücherverbrennung im Rahmen der Aktion „Wider den undeutschen Geist“. Die Liste der verbrannten Bücher 1933 umfasst Dutzende Autoren, welche entweder jüdische Vorfahren haben oder pazifistisches oder kommunistisches Gedankengut verbreiten. Grundlage bilden die Schwarzen Listen des Bibliothekars Wolfgang Herrmann.
- 1933: Die Nationalsozialisten gründen die Deutsche Arbeitsfront als Einheitsverband der Arbeitnehmer und Arbeitgeber mit dem Vermögen der zerschlagenen Gewerkschaften. Das Streikrecht ist zugleich abgeschafft.

1940: Fall Gelb

- 1940: Der Westfeldzug (Fall Gelb) der deutschen Wehrmacht im Zweiten Weltkrieg beginnt nach der Ankunft Adolf Hitlers im Führerhauptquartier „Felsennest“ in Rodert, Bad Münstereifel, mit dem Einmarsch in die neutralen Staaten Niederlande, Belgien und Luxemburg.
- 1940: Flugzeuge der deutschen Luftwaffe bombardieren irrtümlich Freiburg im Breisgau, wobei 57 Menschen ums Leben kommen.

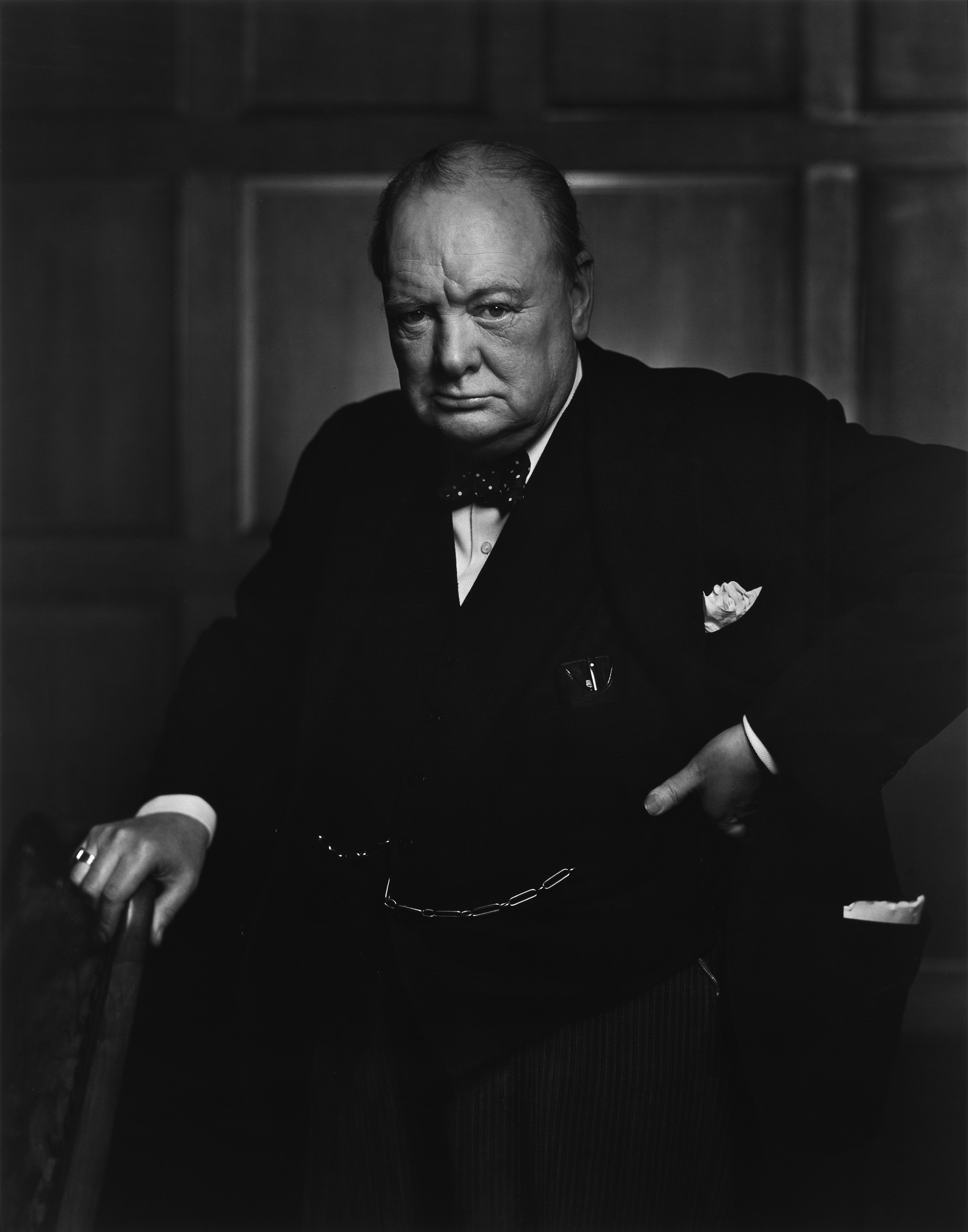
1940: Winston Churchill

- 1940: Neville Chamberlain tritt als Premierminister Großbritanniens zurück. Sein Nachfolger Winston Churchill bildet ein Kriegskoalitionskabinett mit allen Parteien.
- 1940: Britische Truppen landen in Reykjavík und besetzen das neutrale Island, um einer befürchteten Invasion durch das Deutsche Reich zuvorzukommen.
- 1941: Rudolf Heß fliegt auf eigene Faust nach Schottland, um Friedensverhandlungen mit Douglas Douglas-Hamilton, aufzunehmen, den er für einen Hauptrepräsentanten der britischen Friedensbewegung hält, und gerät dabei in Kriegsgefangenschaft, nachdem sein Flugzeug abgestürzt ist.
- 1949: Der Parlamentarische Rat entscheidet sich mit knapper Mehrheit von 33:29 Stimmen für Bonn als provisorische Hauptstadt der Bundesrepublik Deutschland.
- 1953: Die Stadt Chemnitz in Sachsen wird in Karl-Marx-Stadt umbenannt. Zugleich erhält auch der zugehörige Bezirk den neuen Namen.
- 1954: Das Bundesarbeitsgericht in Kassel, das bereits im April seine Rechtsprechungstätigkeit aufgenommen hat, wird mit einem Festakt durch Gerichtspräsident Hans Carl Nipperdey offiziell eröffnet.

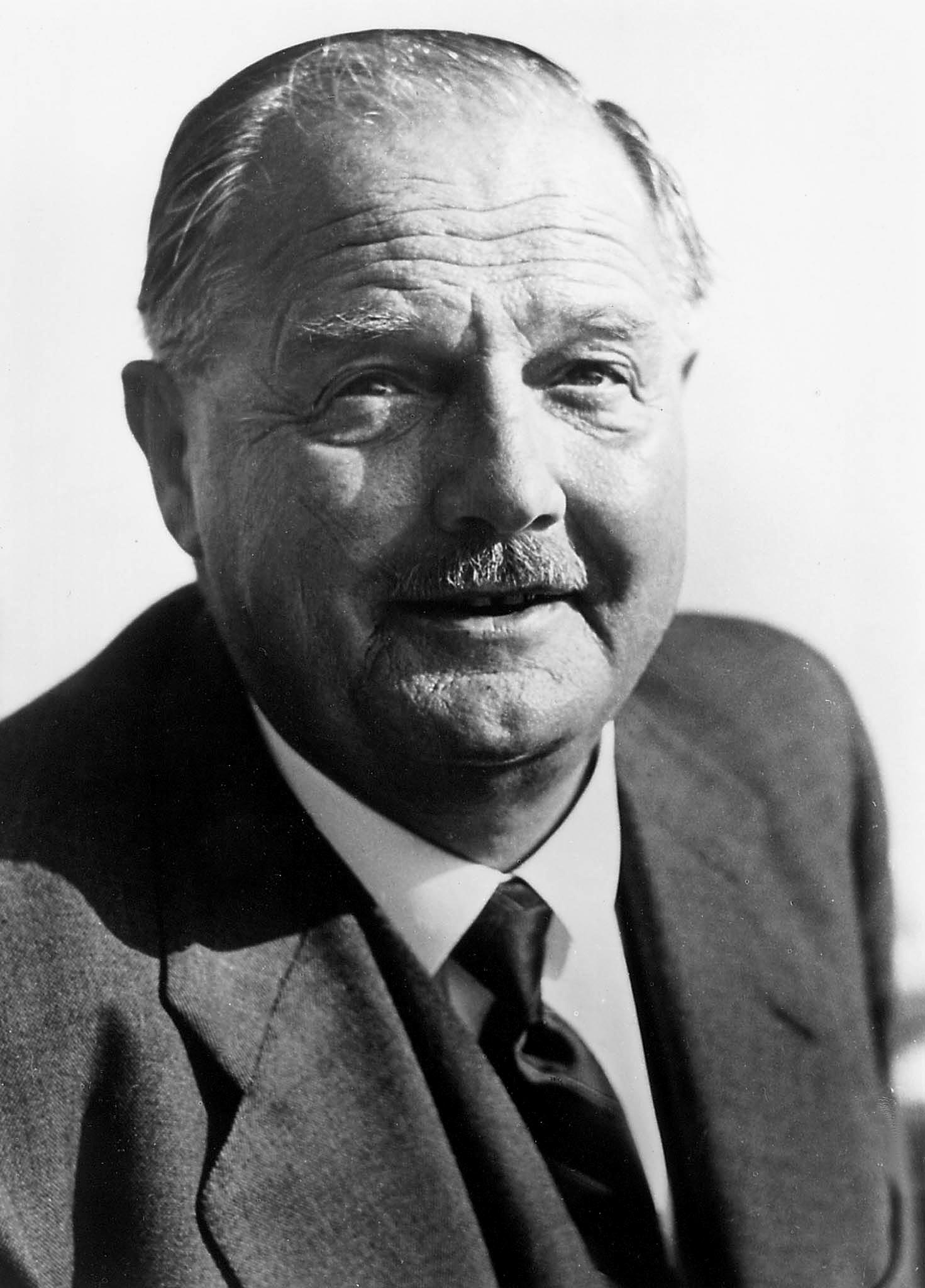
1959: Julius Raab

- 1959: Bei der Nationalratswahl in Österreich wird die SPÖ mit Bruno Pittermann stimmenstärkste Partei. Die ÖVP unter Bundeskanzler Julius Raab erhält jedoch auf Grund der Wahlarithmetik ein Mandat mehr. Die KPÖ ist erstmals nicht mehr im Nationalrat vertreten.
- 1969: Die US-Army beginnt in Vietnam mit einem Großangriff auf den Hügel Dong Ap Bia in der Nähe der kambodschanischen Grenze, der in den US-Militärkarten als Hügel 937 verzeichnet ist. Die letzte große US-Bodenoffensive im Vietnamkrieg wird später als Schlacht am Hamburger Hill bekannt. Sie dauert bis zum 20. Mai.
- 1970: Die Kommunistische Jugend Österreichs (KJÖ) wird als Jugendorganisation der KPÖ aus der Freien Österreichischen Jugend (FÖJ) heraus gegründet.
- 1972: In einem Referendum in Irland stimmen 83,1 Prozent der Abstimmenden dem Beitritt des Landes zur Europäischen Wirtschaftsgemeinschaft zu.
- 1973: Bei einer Versammlung an der mauretanischen Grenze wird die Befreiungsbewegung Frente Polisario ins Leben gerufen. al-Wali Mustafa Sayyid wird zum Generalsekretär der neuen Organisation gewählt, die auf die Unabhängigkeit der Kolonie Spanisch-Sahara abzielt.

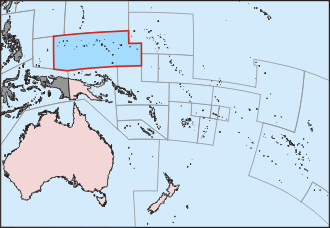
1979: Mikronesien (blau markiert)

- 1979: Die vier Staaten im von den USA verwalteten Treuhandgebiet Pazifische Inseln ratifizieren sowohl eine Verfassung für das neue Gemeinwesen Föderierte Staaten von Mikronesien als auch einen Assoziierungsvertrag mit den USA, die den militärischen Schutz des Gebietes übernehmen. Am 3. November 1986 tritt seine Unabhängigkeit in Kraft.
- 1981: Bei den Wahlen zum Abgeordnetenhaus von Berlin siegt die CDU mit ihrem Spitzenkandidaten Richard von Weizsäcker deutlich. Damit ist nach dem Scheitern des Senats von Dietrich Stobbe (SPD) auch sein Nachfolger Hans-Jochen Vogel (SPD) gescheitert.

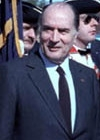
1981: François Mitterrand

- 1981: Der Sozialist François Mitterrand schlägt im zweiten Wahlgang der französischen Präsidentschaftswahlen seinen konservativen Konkurrenten Valéry Giscard d’Estaing von der UDF und wird beim dritten Anlauf französischer Präsident. Er ist der erste sozialistische Staatschef der Fünften Republik.

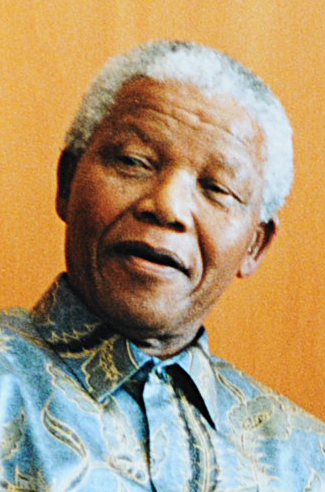
1994: Nelson Mandela

- 1994: Der am Vortag gewählte Nelson Mandela wird erster schwarzafrikanischer Präsident Südafrikas und hält bei der Amtseinführung seine Antrittsrede.
- 2005: Im georgischen Tiflis wird aus einer Menschenmenge heraus versucht, auf den US-Präsidenten George W. Bush bei einer Rede auf dem Platz der Freiheit eine Handgranate zu werfen. Sie detoniert durch technisches Versagen nicht. Der den zweiten Anschlag auf Bush verübende Attentäter kann in den Folgewochen ermittelt und festgenommen werden.
- 2010: Der Europäische Rat beschließt die Einrichtung eines Euro-Rettungsschirms mit einem Umfang von 750 Milliarden Euro. Die griechische Staatsschuldenkrise weitet sich zu einer Eurokrise aus.
- 2017: Moon Jae-in wird in Folge der Präsidentschaftswahl neuer Präsident der Republik Korea. Seine Vorgängerin Park Geun-hye war zuvor aufgrund eines Korruptionsskandals und einer Protestwelle ihres Amtes enthoben worden.

### Wirtschaft
- 1833: Auf Anregung von Preußen gründen die Kleinstaaten Sachsen-Weimar-Eisenach, Sachsen-Meiningen, Sachsen-Altenburg, Sachsen-Coburg-Gotha, Schwarzburg-Rudolstadt, Schwarzburg-Sondershausen, Reuß-Greiz, Reuß-Schleiz und Reuß-Ebersdorf den Zoll- und Handelsverein der Thüringischen Staaten, der am nächsten Tag geschlossen dem im März gegründeten Deutschen Zollverein beitritt. Wirksam werden beide Zollverbünde mit dem 1. Januar 1834.

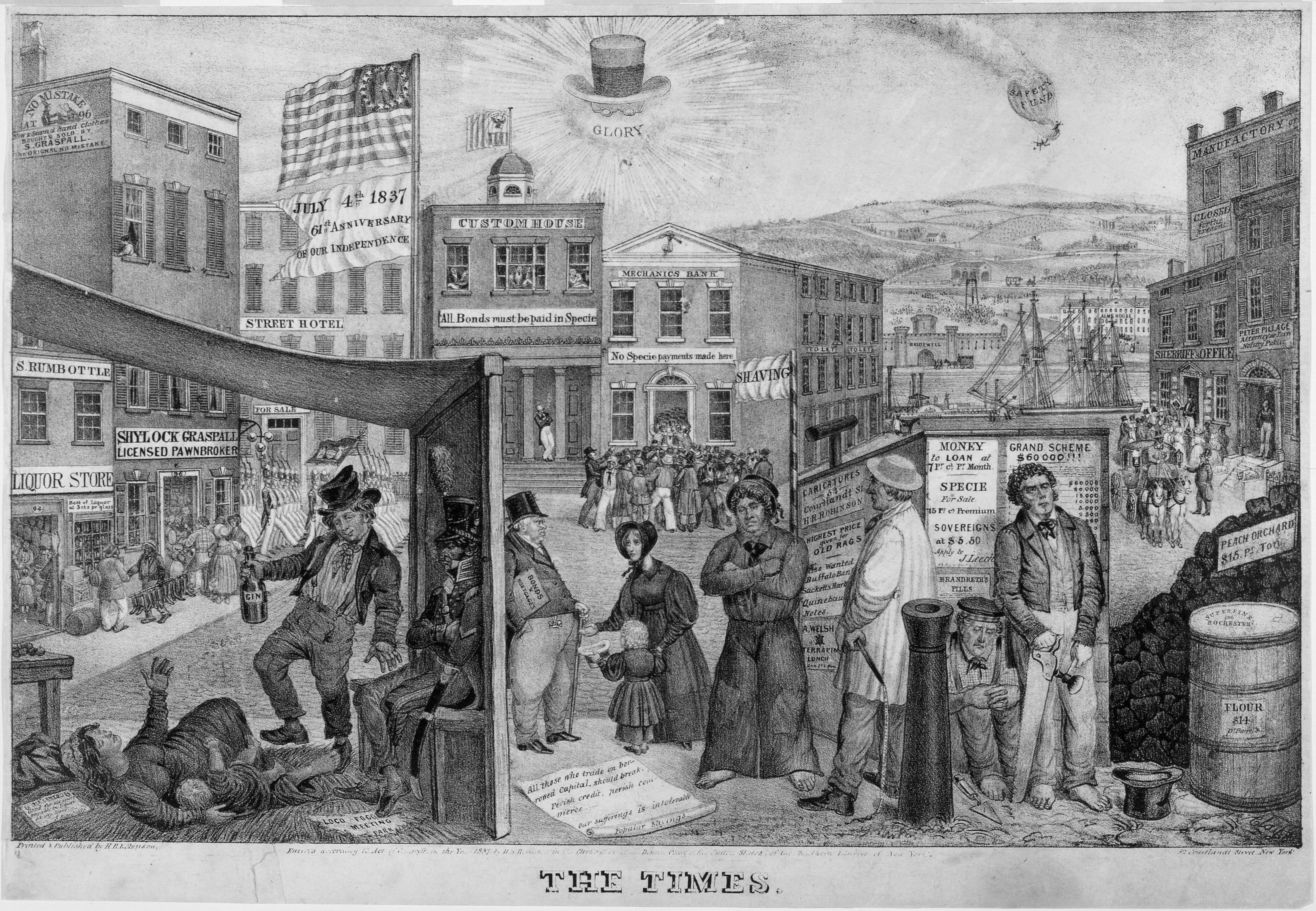
Cartoon zur Wirtschaftskrise 1837

- 1837: Die Einstellung der Konvertibilität von Papiergeld in Gold- und Silbermünzen durch alle New Yorker Banken führt zur spekulativ beeinflussten Wirtschaftskrise von 1837 in den USA. Auslöser ist weiters die Wirtschaftspolitik des letzten Präsidenten Andrew Jackson und der Entzug staatlicher Gelder aus der Second Bank of the United States. Die Weigerung von US-Präsident Martin Van Buren, staatliche Maßnahmen zur Rettung der Wirtschaft zu ergreifen, trägt in der Folge dazu bei, die Schäden und Dauer der Krise zu erhöhen.

1869: Feier der Schienenverbindung

- 1869: Die erste transkontinentale Bahnlinie in den USA wird von der Central Pacific Railroad und der Union Pacific Railroad gemeinsam in Betrieb genommen. Der „goldene Nagel“ wird in Utah in den Schienenweg geschlagen, dort, wo sich heute die Gedenkstätte Golden Spike National Historic Site befindet. Ein tatsächlich aus Gold bestehender von Leland Stanford gestifteter und eigens angefertigter Nagel wird nie in die Schienen eingesetzt.
- 1904: Der deutsche Automobilhersteller August Horch übersiedelt mit seinem 1899 gegründeten Unternehmen A. Horch & Cie. von Reichenbach im Vogtland nach Zwickau.
- 1950: In Barcelona wird der Automobilhersteller SEAT von der spanischen Staats-Holding Instituto Nacional de Industria, Banken und dem italienischen Fiat-Konzern gegründet.
- 1993: Die Nationalbank der kirgisischen Republik bringt die ersten Banknoten mit der Landeswährung Som in Umlauf. Kirgisistan ist damit der erste zentralasiatische Staat, der die Rubelzone verlässt.

### Wissenschaft und Technik
- 1861: Die Kaiserliche Akademie der Wissenschaften in Wien wird in einer Sitzung über die Entdeckung der Alkalimetalle Caesium im Jahr 1860 und Rubidium durch die Deutschen Robert Wilhelm Bunsen und Gustav Robert Kirchhoff informiert.

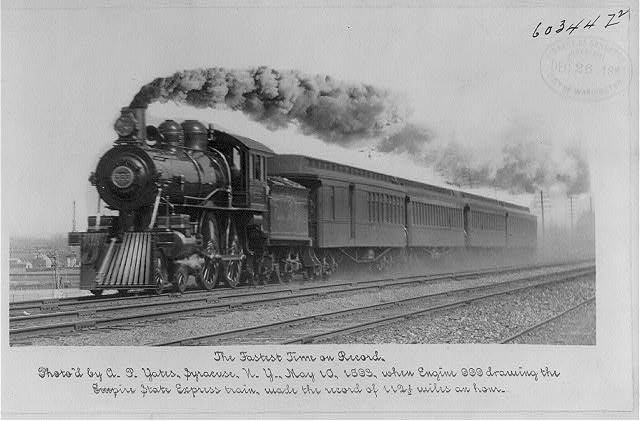
1893: Lokomotive Nr. 999 während ihrer Rekordfahrt

- 1893: Die Dampflokomotive NYC Nr. 999 der New York Central Railroad erreicht gemäß der Überlieferung als erstes Fahrzeug eine Geschwindigkeit von mehr als 100 mph (etwa 161 km/h).
- 1927: Das Ausbesserungswerk Braunschweig der Reichsbahn an der Borsigstraße nimmt seinen Betrieb auf. 17 Tage später verlässt die erste ausgebesserte Lok das Werk. Rund 50 Jahre später schließt es als letztes Dampflokwerk der Bundesbahn.
- 1954: Texas Instruments stellt in Dayton, Ohio, den ersten Silicium-Transistor vor.

### Kultur

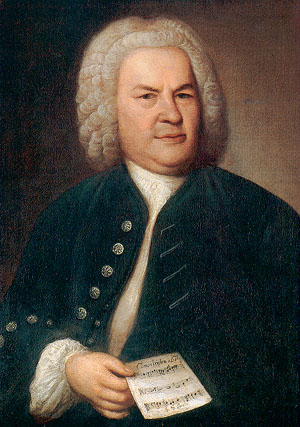
1725: Johann Sebastian Bach

- 1725: Johann Sebastian Bachs Kirchenkantate Auf Christi Himmelfahrt allein wird in seinem zweiten Amtsjahr in Leipzig uraufgeführt. Der Text stammt von Christiana Mariana von Ziegler.
- 1790: An der Comédie Italienne in Paris findet die Uraufführung des historischen Dramas Jeanne d'Arc à Orléans von Rodolphe Kreutzer statt.
- 1809: In Wien müssen Aufführungen des Fidelio von Ludwig van Beethoven für diesen und den nächsten Tag abgesagt werden, da die in Schönbrunn eingetroffenen napoleonischen Truppen androhen, die Stadt zu beschießen.

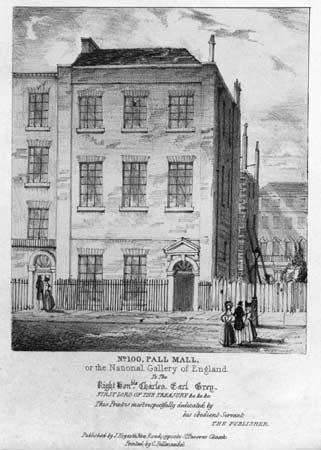
1824: National Gallery

- 1824: Die von der britischen Regierung nach dem Kauf der Kunstsammlung von John Julius Angerstein ins Leben gerufene Londoner National Gallery öffnet im ehemaligen Stadtpalais Angersteins, Nr. 100 Pall Mall, für den Publikumsverkehr.
- 1843: Die Oper Die sizilianische Vesper von Peter Joseph von Lindpaintner hat ihre Uraufführung in Stuttgart.
- 1893: In Bonn wird im Rahmen des zweiten Kammermusikfestes das Beethoven-Haus eröffnet, das Geburtshaus des Komponisten ist damit eine Gedenkstätte.
- 1894: In Weimar wird die erste Oper von Richard Strauss, Guntram, uraufgeführt. Sie wird zwar freundlich aufgenommen, jedoch nach wenigen Vorstellungen wieder abgesetzt.
- 1907: Die Uraufführung der Oper Ariane et Barbe-Bleue (Blaubart) von Paul Dukas nach dem gleichnamigen Drama von Maurice Maeterlinck erfolgt an der Opéra-Comique in Paris. Vertreter der Zweiten Wiener Schule äußern sich in der Folge begeistert über das Werk, das jedoch nie besonders populär wird und Dukas’ einzige Oper bleibt.
- 1914: Die Uraufführung der Oper Die Marketenderin von Engelbert Humperdinck mit dem Libretto von Robert Misch findet in Köln statt.
- 1922: Die Oper Venus von Othmar Schoeck mit dem Libretto von Armin Rüeger, angeregt durch eine Novelle von Prosper Mérimée, hat ihre Uraufführung in Zürich am Stadttheater.
- 1935: Das politisch-literarische Kabarett Die Katakombe in Berlin wird auf Betreiben Joseph Goebbels’ von der Gestapo geschlossen. Der Betreiber Werner Finck wird vorübergehend im KZ Esterwegen interniert.

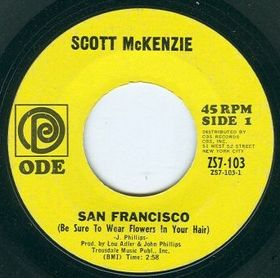
1967: Scott McKenzies Single San Francisco

- 1967: Das von John Phillips geschriebene und von Scott McKenzie gesungene Lied San Francisco (Be Sure to Wear Flowers in Your Hair) erscheint bei Ode Records. Es gilt heute als Hymne der Hippie-Bewegung und des im gleichen Jahr stattfindenden Summer of Love.
- 1987: Im Großen Haus der Württembergischen Staatstheater Stuttgart wird die Neufassung des Balletts Dornröschen mit der Musik von Pjotr Iljitsch Tschaikowski uraufgeführt. Erstmals betätigt sich Marcia Haydée als Choreografin.

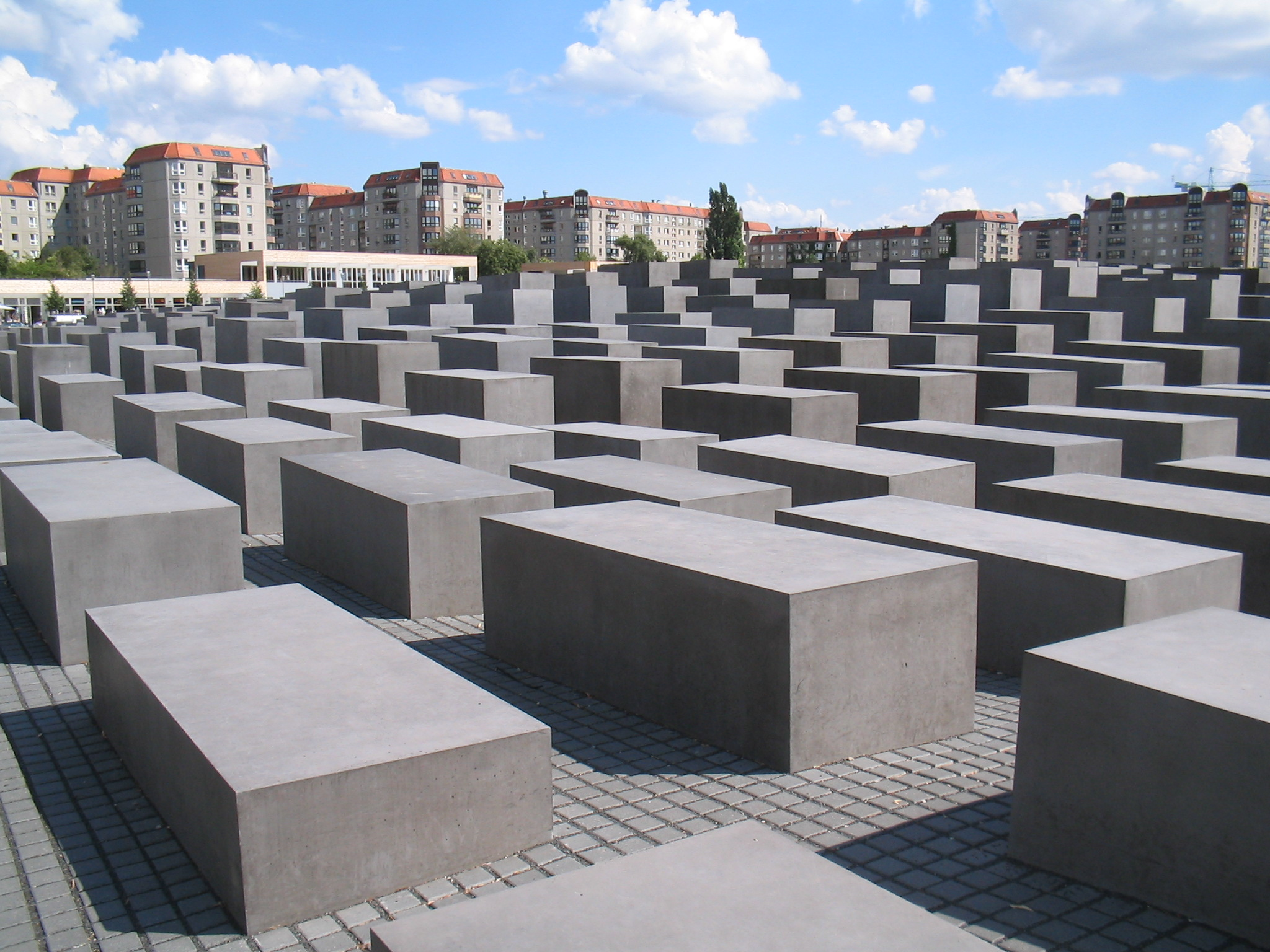
2005: Das Mahnmal in Berlin

- 2005: Das aus 2711 Stelen bestehende, von Peter Eisenman entworfene Denkmal für die ermordeten Juden Europas in Berlin wird eingeweiht.

### Gesellschaft

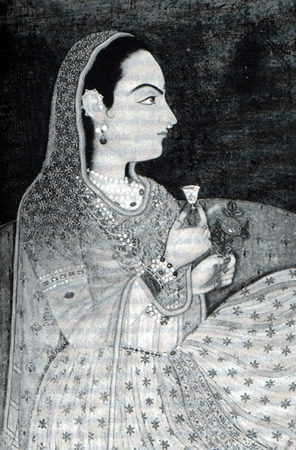
1612: Mumtaz Mahal

- 1612: Prinz Khurram, der spätere indische Großmogul Shah Jahan, heiratet die 19-jährige Tochter von Asaf Khan, Arjumand Banu Begum, die den Namen Mumtaz Mahal verliehen bekommt. Die dritte Frau des Prinzen wird in der Folge seine Lieblingsfrau.

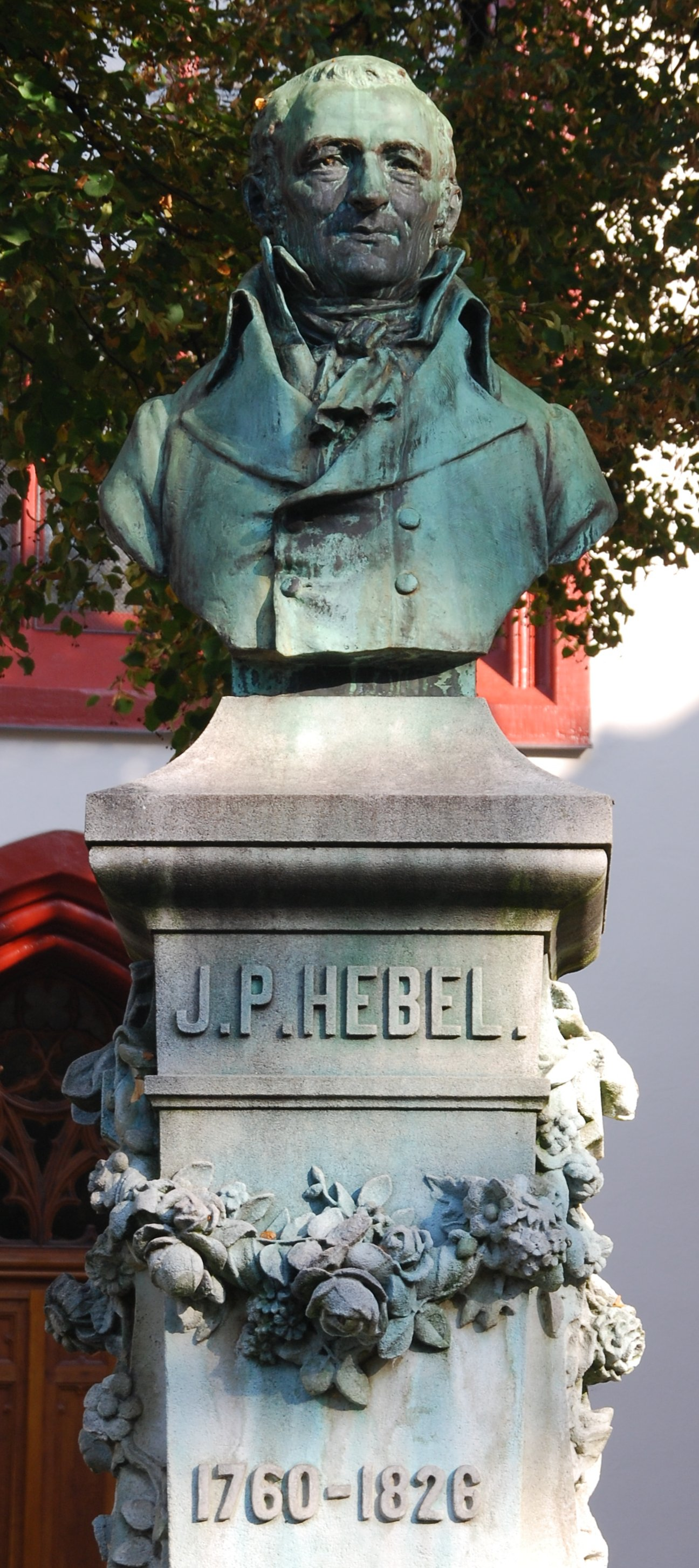
1860: Hebel-Denkmal in Basel

- 1860: Anlässlich des 100. Geburtstags des Dichters und Theologen Johann Peter Hebel wird in Basel die Basler Hebelstiftung gegründet. Erster Stiftungspräsident wird Christian Friedrich Schönbein. Stiftungszweck ist ein mündlich überlieferter Wunsch Hebels: Die ältesten Männer seines Heimatdorfes Hausen im Wiesental sollen jedes Jahr einen Schoppen Wein erhalten und die vier besten Schüler mit einer Gabe bedacht werden.
- 1994: John Wayne Gacy wird im Staatsgefängnis von Illinois, USA, durch die Giftspritze hingerichtet. Der als „Killer-Clown“ bekannte Serienmörder ist am 13. März 1980 wegen Tötens von 33 Menschen zu 21-facher lebenslanger Haft und zwölfmaliger Todesstrafe verurteilt worden.
- 2005: In einem Internetforum wird das Video um den Spielercharakter Leeroy Jenkins aus World of Warcraft veröffentlicht, das sich zu einem Internetphänomen entwickelt.

### Religion
- 0946: Agapitus II. wird von Alberich II., Herrscher über Rom und das Papsttum, als Nachfolger des verstorbenen Marinus II. zum Papst ernannt.
- 1530: Philipp Melanchthon beendet in Augsburg die Niederschrift der Apologie der Confessio Augustana, die beim anstehenden Reichstag vorgelegt werden soll.

### Katastrophen
- 1996: Am Mount Everest werden mehrere kommerzielle Expeditionen mit insgesamt 30 Menschen von einem Wetterumschwung mit Schneesturm überrascht. Bis zum Ende des folgenden Tages kommen insgesamt 8 Menschen bei dem bisher schwersten Unglück am Mount Everest ums Leben. Der überlebende Teilnehmer Jon Krakauer hält die Ereignisse später in dem Buch Into Thin Air fest, in dem er schwere Vorwürfe gegen den Bergführer Anatoli Nikolajewitsch Bukrejew erhebt, was diesen zu einer Gegendarstellung unter dem Titel Der Gipfel veranlasst.
- 1997: Bei einem Erdbeben im Ostiran, das mit einer Stärke zwischen 7,1 und 7,5 auf der Richterskala angegeben wird, kommen je nach Quelle zwischen 1500 und 4000 Menschen ums Leben.

Kleinere Unglücksfälle sind in den Unterartikeln von Katastrophe und in der Liste von Katastrophen aufgeführt.

### Sport
- 1977: Mit dem Bundesliga-Fußballmatch gegen die Spielgemeinschaft FK Austria/WAC wird das Weststadion als Heimstadion des SK Rapid Wien eröffnet. Die Heimmannschaft siegt mit 1:0. Die offizielle Eröffnungsfeier des Stadions, das auch dem SC Wacker Wien eine Zeit lang als Heimstätte dient, findet erst am 14. September statt.

Einträge von Leichtathletik-Weltrekorden befinden sich unter der jeweiligen Disziplin unter Leichtathletik.

## Geboren

### Vor dem 18. Jahrhundert
- 0850: Seiwa, 56. Tennō von Japan
- 0893: al-Hamdānī, arabischer Gelehrter
- 1152: Gangjong, 22. König des koreanischen Goryeo-Reiches
- 1265: Fushimi, 92. Tennō von Japan

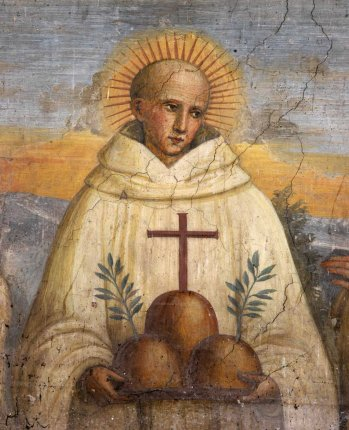
Bernardo Tolomei (* 1272)

- 1272: Bernardo Tolomei, Heiliger der römisch-katholischen Kirche und Begründer der Olivetaner
- 1291: Gilbert de Clare, 7. Earl of Gloucester, englischer Adeliger
- 1484: Wolfgang von Baden, Markgraf von Baden
- 1491: Suzanne de Bourbon-Beaujeu, Herzogin von Bourbon und Auvergne, sowie Gräfin von Clermont
- 1521: Johann Ernst, Herzog von Sachsen-Coburg
- 1525: Urban von Trennbach, Fürstbischof von Passau
- 1540: Pierre de Saint-Priest d’Épinac, Erzbischof von Lyon
- 1542: Aires de Saldanha, Vizekönig von portugiesisch Indien
- 1548: Antonio Priuli, 94. Doge von Venedig
- 1581: Wolfgang Kilian, deutscher Kupferstecher
- 1635: Benedikt Abelzhauser, bayrischer Benediktinermönch und Gelehrter
- 1645: Johann Jakob Kees, Leipziger Handelsherr und kursächsischer Oberpostmeister
- 1653: Leander Anguissola, italienischer Kartograf, Pädagoge, Ingenieur und Oberstleutnant
- 1663: Philipp Karl Franz von Arenberg, Herzog von Arenberg und Herzog von Aarschot
- 1664: Rudolph zur Lippe-Brake, Graf zur Lippe-Brake
- 1682: Peter Friedrich Arpe, deutscher Jurist
- 1697: Jean-Marie Leclair, französischer Komponist und Violinist

### 18. Jahrhundert

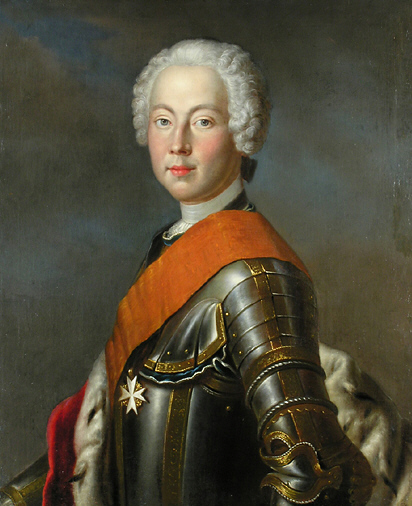
Friedrich III. (* 1711)

- 1711: Friedrich III., Markgraf von Brandenburg-Bayreuth
- 1714: Sophie Charlotte Ackermann, deutsche Schauspielerin
- 1718: Angelius Johann Daniel Aepinus, deutscher Philosoph und Hochschullehrer
- 1727: Anne Robert Jacques Turgot, französischer Staatsmann und Ökonom
- 1730: George Ross, US-amerikanischer Jurist und Politiker, Unterzeichner der Amerikanischen Unabhängigkeitserklärung
- 1731: Tommaso Antici, italienischer Kardinal der römisch-katholischen Kirche
- 1737: Franz Egon von Fürstenberg, Fürstbischof von Paderborn und Hildesheim
- 1742: Ture Johan Bielke, schwedischer Jurist und Verschwörer gegen König Gustav III.
- 1743: Lucie-Madeleine d’Estaing, französische Adlige und Mätresse Ludwigs XV.
- 1745: Wilhelm Florentin von Salm-Salm, Erzbischof von Prag
- 1748: Louis Pierre Vieillot, französischer Ornithologe
- 1752: Maria Amalie Auguste, Pfalzgräfin von Zweibrücken-Birkenfeld-Bischweiler, Königin von Sachsen und Herzogin von Warschau
- 1752: Pierre Riel de Beurnonville, französischer General und Staatsmann, Pair und Marschall von Frankreich
- 1754: Asmus Carstens, deutscher Maler des Klassizismus
- 1754: John Sinclair, schottischer Ökonom und Politiker
- 1760: Charles de Bonchamps, französischer Anführer des Aufstandes der Vendée
- 1760: Johann Peter Hebel, deutscher Dichter, evangelischer Theologe und Pädagoge
- 1760: Claude Joseph Rouget de Lisle, französischer Komponist, Dichter und Offizier

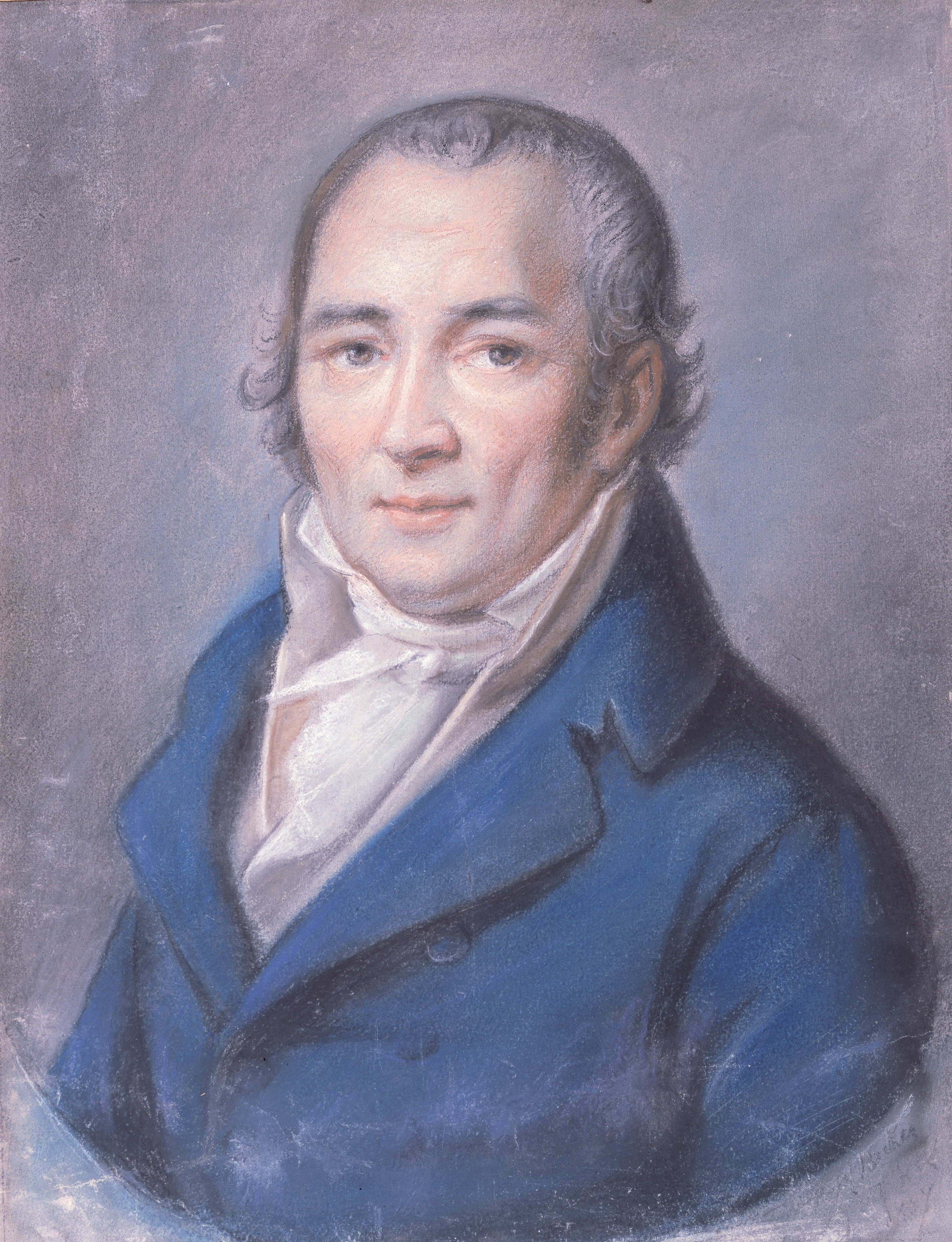
Johann Peter Hebel (1760)

- 1763: Johann Gottlieb Blümner, deutscher Beamter
- 1766: Jean-Baptiste Broussier, französischer General
- 1770: Louis-Nicolas Davout, französischer General, Marschall von Frankreich
- 1776: George Thomas Smart, britischer Dirigent, Organist, Geiger und Komponist

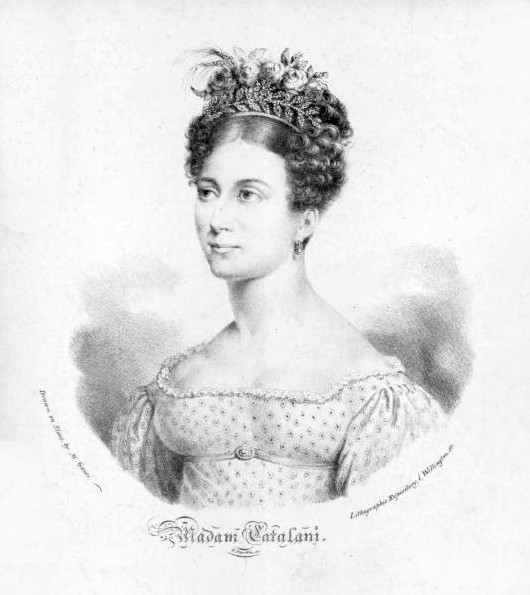
Die Sängerin Angelica Catalani (* 1780)

- 1780: Angelica Catalani, italienische Opernsängerin
- 1784: Carlo Filangieri, italienischer General
- 1784: Heinrich von der Tann, deutscher Offizier und Abgeordneter
- 1788: Augustin Jean Fresnel, französischer Physiker und Ingenieur
- 1789: Jared Sparks, US-amerikanischer Geschichtsschreiber
- 1795: Augustin Thierry, französischer Historiker
- 1799: Wilhelm Adolf Lette, deutscher Sozialpolitiker und Jurist
- 1800: Nikolai Alexejewitsch Titow, russischer Komponist

### 19. Jahrhundert

#### 1801–1850
- 1801: Hugh J. Anderson, US-amerikanischer Politiker

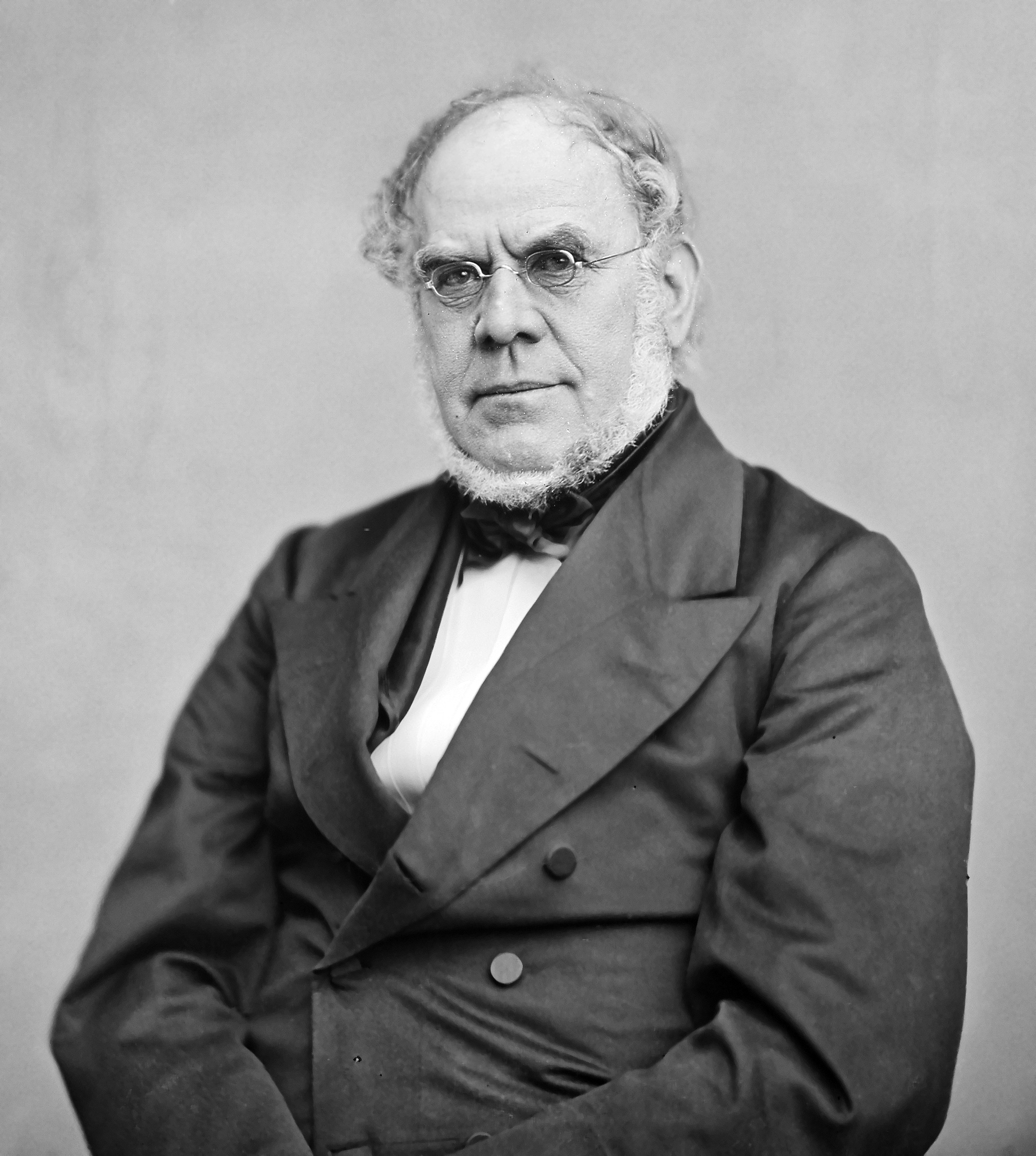
Horatio Allen (* 1802)

- 1802: Horatio Allen, US-amerikanischer Eisenbahningenieur und Erfinder
- 1802: Magnus Adolph Blüher, deutscher Theologe und Autor
- 1802: Friedrich August von Othegraven, preußischer Generalleutnant und Kommandant
- 1802: Franz von Spiegelfeld, Landespräsident von Salzburg und Statthalter von Oberösterreich
- 1803: Moritz Heinrich Rosenhauer, deutscher Pfarrer und Politiker
- 1803: Christopher Rice Mansel Talbot, walisischer Politiker, Industrieller und Adliger
- 1804: Mariano Falcini, italienischer Architekt
- 1804: Max Harhammer, Bürgermeister der Stadt Landshut
- 1805: Alexander Braun, deutscher Botaniker
- 1806: John Baillie, britischer Maschinenbau-Ingenieur
- 1806: Maximilian von Ditfurth, kurhessischer Offizier und Militärhistoriker
- 1806: August Dühr, deutscher Klassischer Philologe
- 1806: James Shields, US-amerikanischer Politiker
- 1807: Karl Braun, sächsischer Jurist und Politiker, Minister und Ministerpräsident
- 1807: Jean Victor Coste, französischer Naturforscher
- 1807: Karl Gottlob Francke, deutscher Chirurg und Hochschullehrer
- 1807: Bernhard Horwitz, deutsch-britischer Schachspieler
- 1807: James Lambdin, US-amerikanischer Porträtmaler, Museumsdirektor und Kunstpädagoge
- 1808: Adolf Meier, deutscher Lehrer und Zeichner
- 1809: Anton Hungari, deutscher Priester, Dichter, Schriftsteller und Publizist
- 1809: Peter Tunner, österreichischer Bergbaupionier
- 1810: Franz Knebel, Schweizer Genre-, Veduten- und Landschaftsmaler
- 1810: Christoph Conrad Weinmeister, österreichischer Sensenfabrikant und Industrieller
- 1811: Pierre Lagrave, französischer Komponist
- 1812: William Henry Barlow, britischer Bauingenieur
- 1812: Ferdinand Schneider, österreichischer Politiker
- 1812: Gottlob Spindler, württembergischer Architekt und Baubeamter
- 1813: Montgomery Blair, US-amerikanischer Politiker, Bundesstaatsanwalt und Minister
- 1813: Giovanni Battista Maneschi, italienischer Prälat
- 1813: Gustav Christian Schwabe, deutscher Kaufmann, Reeder und Kunstförderer
- 1814: Luigi Bisi, italienischer Maler und Architekt
- 1814: Wilhelm Petzel, preußischer Generalmajor
- 1815: Wendelin von Maltzahn, deutscher Literaturhistoriker
- 1815: Otto von Ribbeck, preußischer Generalmajor
- 1816: Friedrich Gerstäcker, deutscher Abenteuer-Schriftsteller
- 1816: John Charles Ryle, britischer Bischof
- 1816: Heinrich Weule, deutscher Maschinenfabrikant

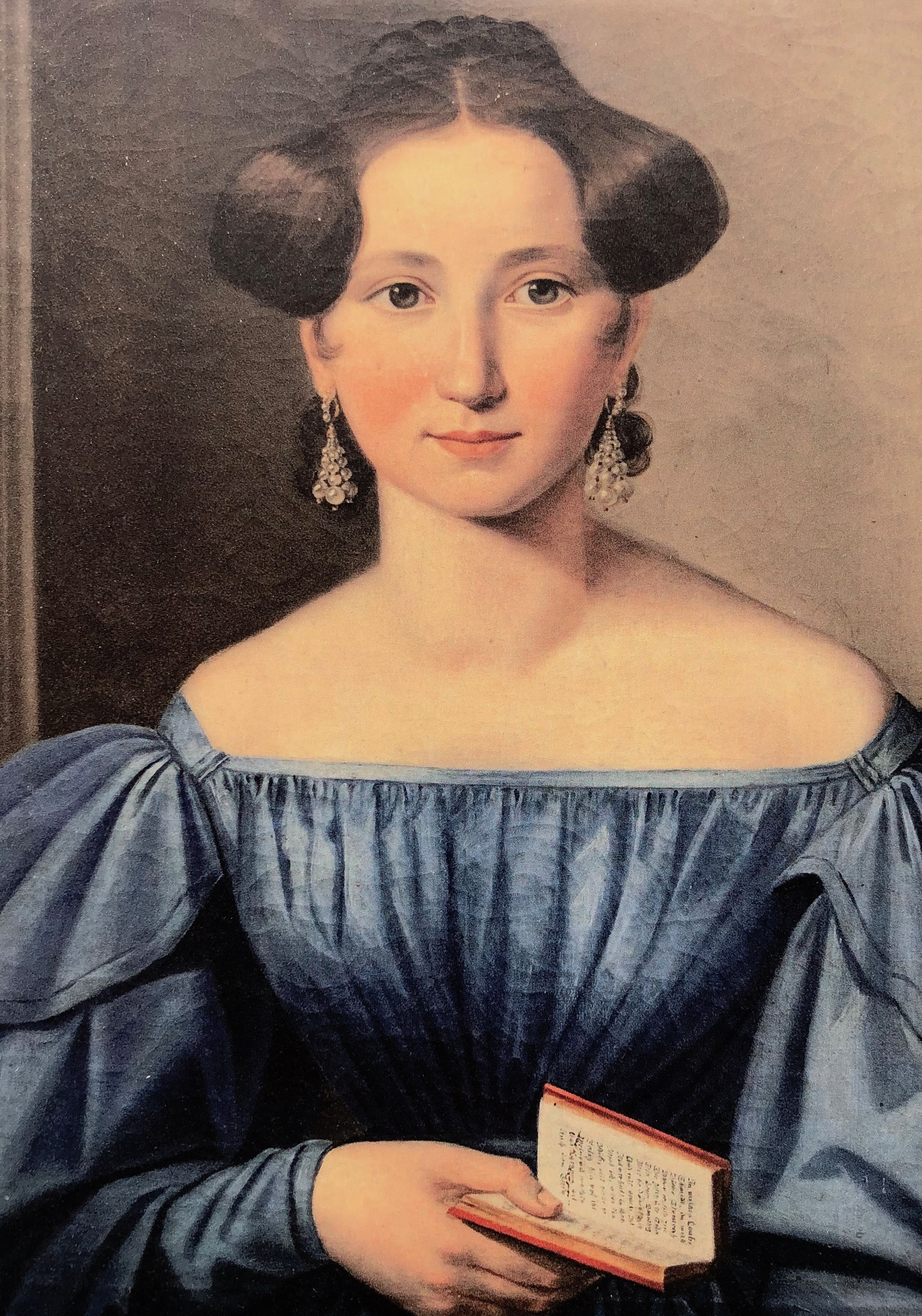
Emma Herwegh (* 1817)

- 1817: Emma Herwegh, deutsche Bankierstochter, Revolutionärin und Vorkämpferin der Frauenrechtsbewegung
- 1817: Friedrich August de Leuw, deutscher Landschafts- und Vedutenmaler
- 1817: Philipp Schwarzenberg, deutscher Chemiker, Unternehmer und Abgeordneter in der Frankfurter Nationalversammlung
- 1817: Julius Springer, deutscher Buchhändler und Verleger
- 1818: Johan Vilhelm Gertner, dänischer Maler
- 1818: František Hegenbarth, tschechischer Cellist und Musikpädagoge
- 1819: Julius Carl Wilhelm Staudinger, deutscher Jurist, Kammerdirektor und Mitglied des Preußischen Abgeordnetenhauses
- 1820: Ludwig Des Coudres, deutscher Historien- und Porträtmaler
- 1820: Hermann Ebel, deutscher Keltologe und Indogermanist
- 1821: Baldassare Boncompagni, italienischer Mathematikhistoriker
- 1821: Jan David Geerling Grootveld, niederländischer Maler
- 1822: August von Pettenkofen, österreichischer Maler und Illustrator
- 1823: Charles Ellice, britischer General
- 1823: Christian Friedrich Kahnt, deutscher Musikverleger und Redakteur
- 1823: John Sherman, US-amerikanischer Politiker, Abgeordneter, Senator, US-Außenminister, US-Finanzminister
- 1823: Adolf Streckfuß, deutscher Schriftsteller
- 1824: Adolf Hartmann, deutscher Jurist und Diplomat des Königreichs Hannover
- 1824: Wilhelm Kastner, deutscher Jurist und Reichstagsabgeordneter
- 1824: Joseph von Lindwurm, deutscher Dermatologe und Klinikdirektor
- 1824: Arnold von Rosenberg, preußischer Landrat, Kammerherr und Zeremonienmeister
- 1825: Gustav Bissinger, deutscher Gymnasialprofessor und Ehrenbürger von Erlangen
- 1825: August von Pelzeln, österreichischer Ornithologe
- 1825: Heinrich Tønnies, dänischer Fotograf
- 1825: Reinhold von Werner, deutscher Vizeadmiral und Militärschriftsteller
- 1826: Rudolph Woldemar von Bodenhausen, königlich-sächsischer Rittmeister, Rittergutsbesitzer und Landtagsabgeordneter
- 1826: Leopold von Edelsheim-Gyulai, k. u. k. österreich-ungarischer Offizier
- 1826: Henry Clifton Sorby, britischer Naturforscher
- 1827: William Windom, US-amerikanischer Jurist und Politiker, Abgeordneter und Senator, US-Finanzminister
- 1829: Caroline Stocker-Caviezel, Schweizer Frauenrechtlerin
- 1830: François Marie Raoult, französischer Physiker und Chemiker
- 1833: Jakob Lindau, deutscher Politiker aus Baden, MdR
- 1835: Wilhelm von Blume, preußischer General der Infanterie

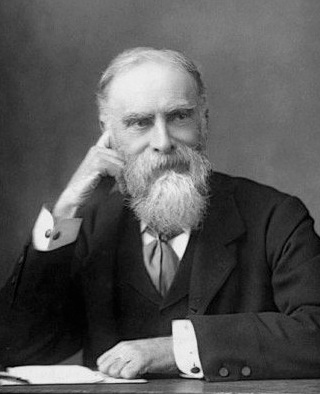
James Bryce (* 1838)

- 1838: James Bryce, 1. Viscount Bryce, britischer Jurist, Historiker und Politiker
- 1838: John Wilkes Booth, US-amerikanischer Theaterschauspieler und Attentäter Abraham Lincolns
- 1840: William Kobbé, US-amerikanischer Offizier
- 1841: James Gordon Bennett junior, US-amerikanischer Zeitungsverleger
- 1843: Benito Pérez Galdós, spanischer Schriftsteller
- 1844: Adolf Held, deutscher Nationalökonom
- 1847: Mary French Sheldon, US-amerikanische Forschungsreisende und Autorin
- 1847: Wilhelm Killing, deutscher Mathematiker
- 1849: Ernst Müller, Schweizer evangelischer Geistlicher und Bühnenautor
- 1850: Thomas Lipton, britischer Selfmademan, Unternehmer und Händler (Lipton Tea), Yachteigner (America’s Cup)

#### 1851–1900

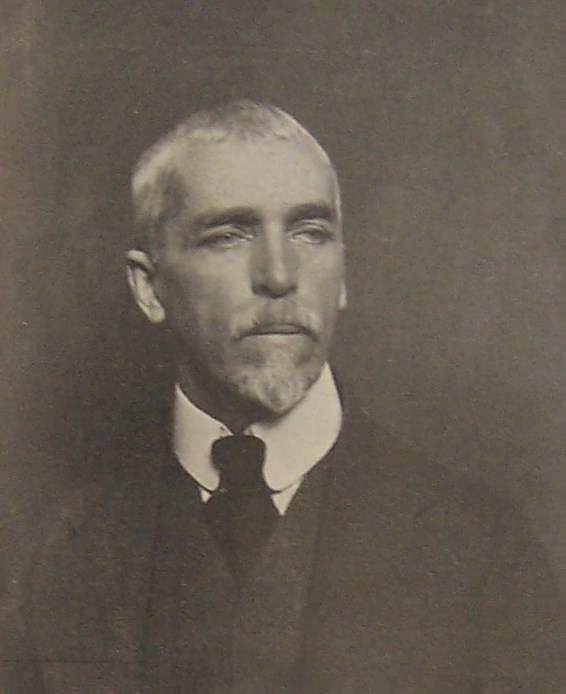
Adolf Brütt (* 1855)

- 1855: Adolf Brütt, deutscher Bildhauer und Steinmetz, Gründer der Weimarer Bildhauerschule
- 1855: Yukteswar Giri, indischer Yogi und Guru
- 1856: Florian Berndl, österreichischer Naturheilkundler
- 1857: Julius Smend, deutscher Theologe
- 1857: Hendrik Zwaardemaker, niederländischer Physiologe
- 1858: Willem Leonard Pieter Arnold Molengraaff, niederländischer Rechtswissenschaftler
- 1863: Kaarle Krohn, finnischer Folklorist
- 1866: Bruno Ablaß, deutscher Rechtsanwalt und Notar, Politiker, MdR
- 1866: Wladislaw Klimaszewski, deutscher Arzt und Schriftsteller
- 1867: Samuel Robison, US-amerikanischer Admiral; Oberbefehlshaber der US-Flotte

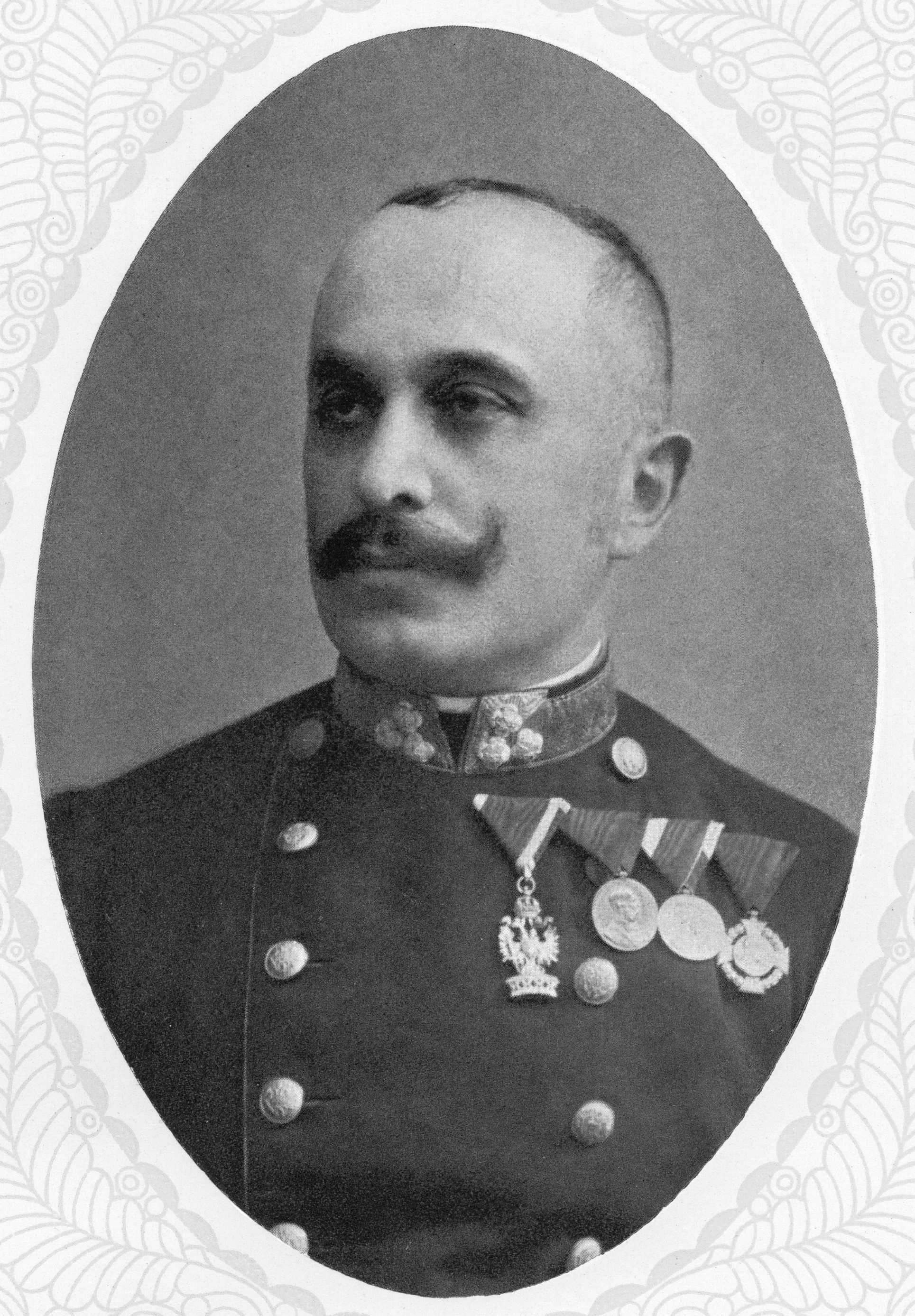
Demeter von Tuschinski (* 1870)

- 1870: Demeter von Tuschinski, österreichischer Staatsanwalt, rumänischer Oberlandesgerichtspräsident
- 1870: Franz Xaver Müller, österreichischer Komponist, Priester und Domkapellmeister
- 1872: August Adenauer, deutscher Jurist
- 1872: Marcel Mauss, französischer Ethnologe
- 1873: Peyveste Emuhvari, zehnte Frau des türkischen Sultans Abdülhamid II.
- 1873: Richard Wilhelm, deutscher Sinologe, Theologe und Missionar
- 1874: Martin Boelitz, deutscher Schriftsteller
- 1876: Ivan Cankar, slowenischer Schriftsteller
- 1876: Leopold Hennet, österreichischer Agrarier, Beamter und Minister
- 1876: Carl Cremer, deutscher Rechtsanwalt und Politiker, MdL, MdR
- 1876: Victor Méric, französischer Journalist
- 1877: Colombo Max, deutscher Maler
- 1877: Roderich Mojsisovics von Mojsvár, österreichischer Dirigent, Komponist und Bühnenschriftsteller

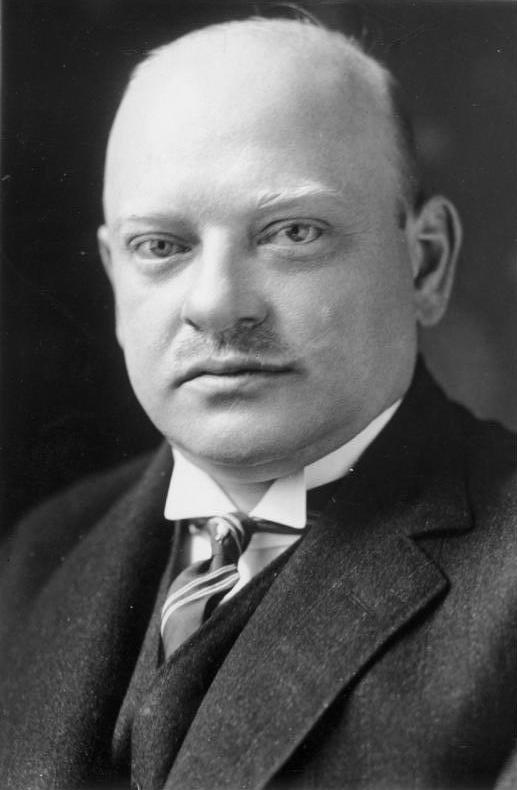
Gustav Stresemann (* 1878)

- 1878: Gustav Stresemann, deutscher Staatsmann, Reichskanzler, Außenminister, MdR, Friedensnobelpreisträger
- 1879: Hermann Andert, deutscher Paläontologe, Geologe und Bankdirektor
- 1879: Helene von Taussig, österreichische Malerin und Opfer der Shoah
- 1881: Karl Brückel, deutscher Schauspieler, Theaterregisseur, Sänger und Hörspielsprecher
- 1882: Luis Subercaseaux Errázuriz, chilenischer Diplomat, Leichtathlet und Fußballspieler
- 1882: Edmond Pichon, französischer Automobilrennfahrer
- 1883: Victor Johnson, britischer Radrennfahrer, Olympiasieger und Weltmeister
- 1883: Eugen Leviné, deutscher Kommunist der Münchner Räterepublik
- 1883: Heinz von Hennig, deutscher Schachspieler
- 1884: Roberto Firpo, argentinischer Tango-Musiker
- 1885: Fritz von Unruh, deutscher Schriftsteller, Maler, Redner und Dichter des literarischen Expressionismus
- 1886: Frank Ahearn, kanadischer Eigentümer der Ottawa Senators
- 1886: Karl Barth, Schweizer evangelisch-reformierter Theologe, gilt als „Kirchenvater des 20. Jahrhunderts“
- 1886: Rosa Münch, Schweizer Politikerin
- 1886: Olaf Stapledon, britischer Science-Fiction-Autor
- 1887: Günther Jachmann, deutscher Altphilologe
- 1887: August Pepöck, österreichischer Komponist und Kapellmeister
- 1888: Thore Michelsen, norwegischer Ruderer
- 1888: Max Steiner, österreichischer Komponist
- 1889: Regina Kägi-Fuchsmann, Schweizer Frauenrechtlerin

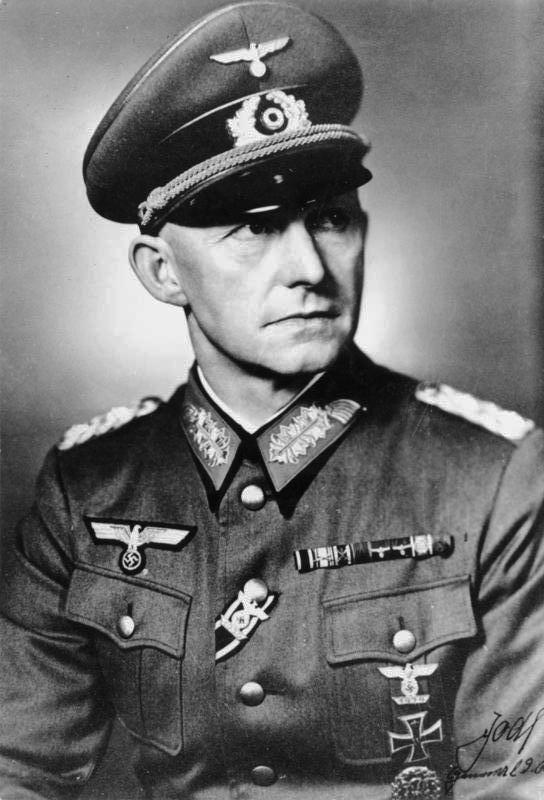
Alfred Jodl (* 1890)

- 1890: Alfred Jodl, deutscher Generaloberst, Chef des Wehrmachtführungsstabs, Hauptkriegsverbrecher
- 1890: Clarence Brown, US-amerikanischer Filmregisseur
- 1890: Jan Engbertus Jonkers, niederländischer Strafrechtler
- 1890: Curt Oertel, deutscher Kameramann, Filmregisseur und Filmproduzent
- 1891: Guilherme Rebelo de Andrade, portugiesischer Architekt
- 1891: Anton Dostler, deutscher Offizier und General im Zweiten Weltkrieg
- 1892: Arthur E. Nelson, US-amerikanischer Politiker
- 1892: Jan Weiss, tschechischer Schriftsteller
- 1893: György Négyesy, ungarischer Schachspieler
- 1894: Dimitri Tiomkin, russisch-ukrainisch-US-amerikanischer Filmkomponist und Dirigent
- 1896: Ferdinand Wedenig, österreichischer Politiker
- 1897: Einar Gerhardsen, norwegischer Politiker
- 1897: Rudolf Henz, österreichischer Schriftsteller, Programmdirektor des ORF
- 1898: Hélène Campinchi, französische Juristin und Widerstandskämpferin
- 1898: Herbert Elwell, US-amerikanischer Komponist und Musikpädagoge
- 1898: Ida Geiger, bayrische Aufständische gegen die nationalsozialistische Ideologie

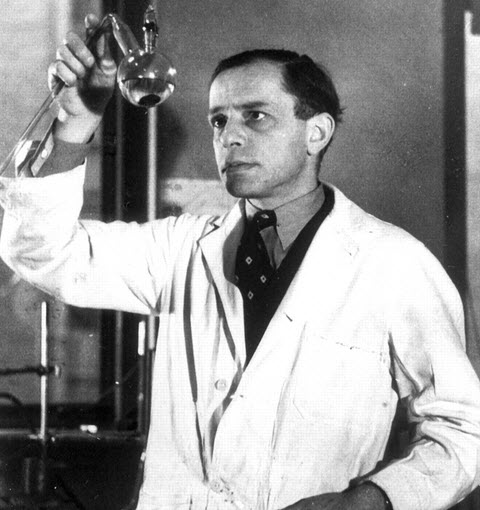
Rudolf Schönheimer (* 1898)

- 1898: Rudolf Schönheimer, deutscher Biochemiker
- 1899: Fred Astaire, US-amerikanischer Tänzer, Sänger und Schauspieler
- 1899: Karl Hartl, österreichischer Filmregisseur
- 1899: Karl Georg Pfleiderer, deutscher Politiker und Diplomat
- 1899: Ernst Rüdiger Starhemberg, österreichischer Politiker
- 1900: Ernst Ising, deutscher Mathematiker und Physiker
- 1900: Adolf Jobst, österreichisch-tschechischer Politiker, Restaurator und Maler
- 1900: Karl Ernst Krafft, Schweizer Statistiker und Wirtschaftsberater
- 1900: Cecilia Payne-Gaposchkin, britisch-amerikanische Astronomin

### 20. Jahrhundert

#### 1901–1925
- 1901: John Desmond Bernal, britischer Physiker und Wissenschaftshistoriker
- 1901: Guy Dollfuss, französischer Automobilrennfahrer
- 1901: Otto Höfler, österreichischer Germanist
- 1901: Gerhard Schutte, niederländischer Judoka
- 1902: Anatole Litvak, aus der Ukraine stammender Filmemacher

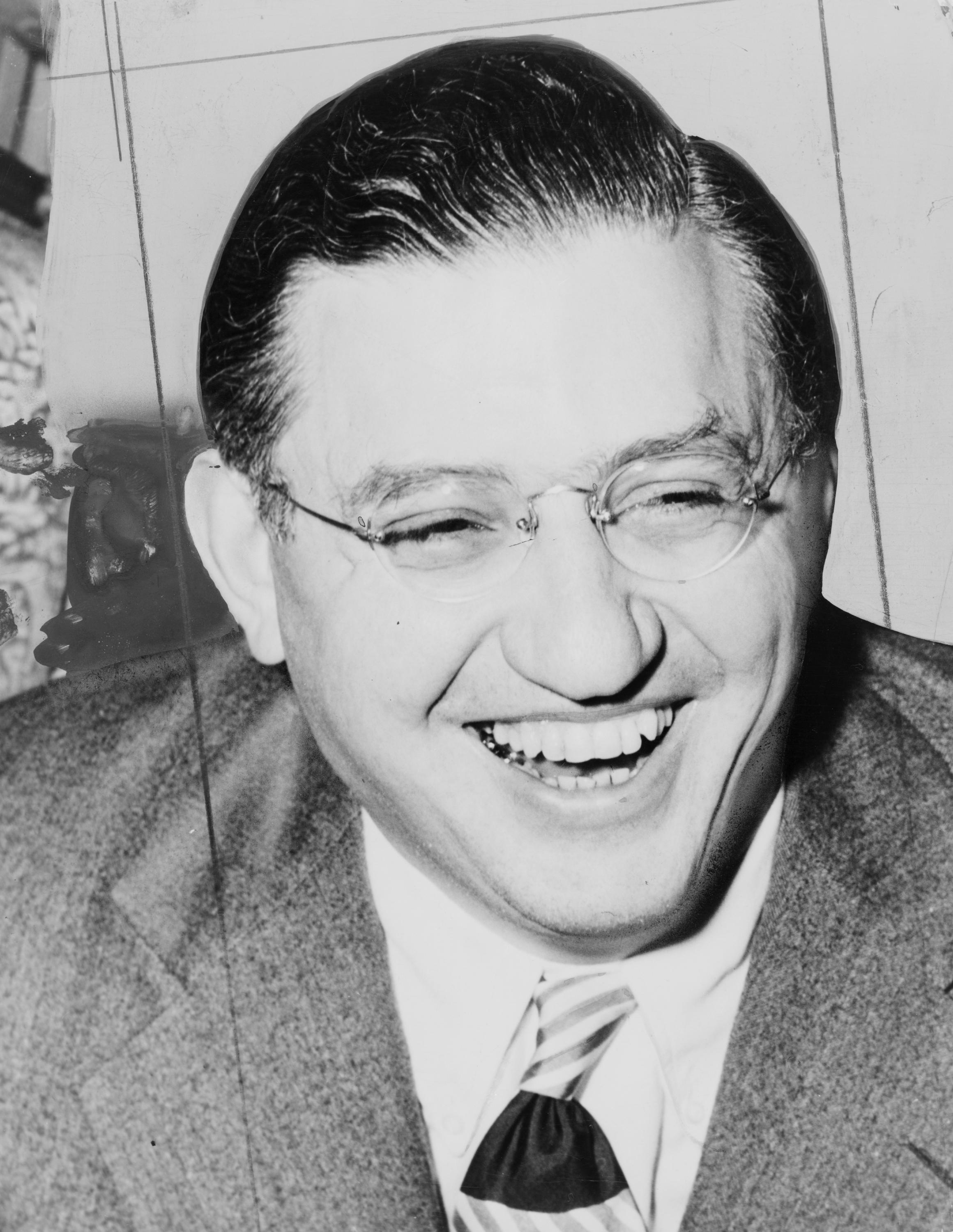
David O. Selznick (* 1902)

- 1902: David O. Selznick, US-amerikanischer Filmproduzent
- 1903: Hans Jonas, deutsch-jüdischer Philosoph und Ethiker
- 1903: Otto Bradfisch, SS-Obersturmbannführer, Anführer des Einsatzkommandos 8
- 1903: Kay Petre, kanadische Automobilrennfahrerin und Journalistin
- 1904: Frieda Belinfante, niederländisch-amerikanische Dirigentin, Musikerin und Widerstandskämpferin
- 1904: Kuwabara Takeo, japanischer Literaturwissenschaftler und Übersetzer
- 1905: Franz Xaver Meitinger, deutscher Politiker
- 1905: Markos Vamvakaris, griechischer Sänger und Komponist
- 1907: Friedrich Wilhelm Kraemer, deutscher Architekt und Hochschullehrer
- 1907: Charilaos Perpessas, griechischer Komponist
- 1908: Carl Albert, US-amerikanischer Politiker
- 1909: Ignacio Aguirrezabala, spanischer Fußballspieler
- 1909: Maybelle Carter, US-amerikanische Country- und Folksängerin
- 1909: Jean de Gavardie, französischer Automobilrennfahrer
- 1909: Flower A. Newhouse, US-amerikanische Autorin

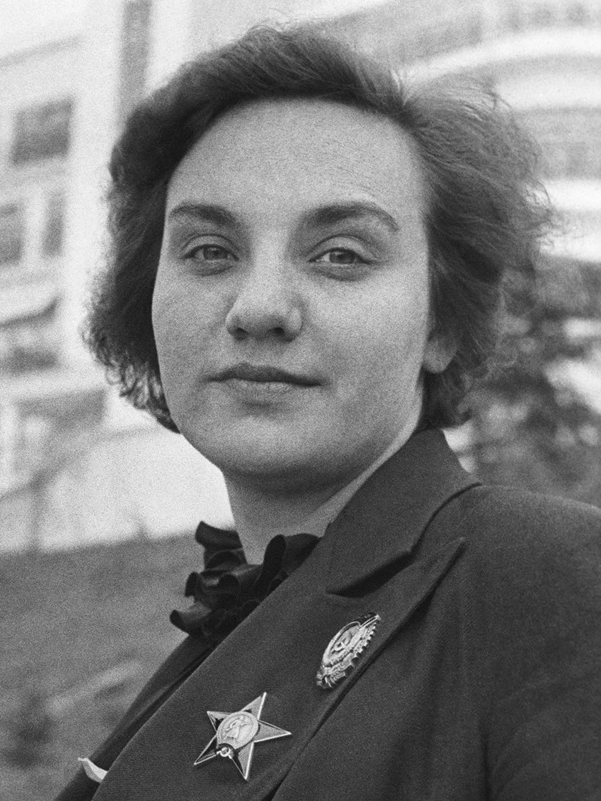
Walentina Grisodubowa (* 1909)

- 1909: Walentina Stepanowna Grisodubowa, sowjetische Pilotin
- 1910: Bernard Voorhoof, belgischer Fußballspieler
- 1910: Eric Berne, kanadischer Arzt und Psychiater
- 1910: J. Allen Hynek, US-amerikanischer Astronom
- 1911: Heinrich Roloff, deutscher Bibliothekar
- 1911: Alberto Soresina, italienischer Komponist und Musikpädagoge
- 1911: Isabelle Waldberg, Schweizer Künstlerin
- 1912: Adrian Aeschbacher, Schweizer Pianist
- 1913: Hellmut Becker, deutscher Jurist und Bildungsforscher
- 1914: Marcel Becquart, französischer Automobilrennfahrer
- 1914: Erwin Lange, deutscher Politiker

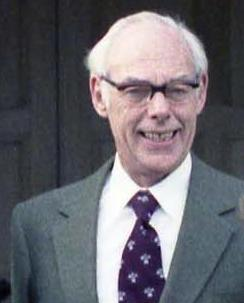
Denis Thatcher (* 1915)

- 1915: Denis Thatcher, britischer Geschäftsmann, Ehemann von Margaret Thatcher
- 1915: Monica Dickens, britische Schriftstellerin
- 1916: Milton Babbitt, US-amerikanischer Komponist
- 1916: Alfred Weidenmann, deutscher Jugendbuchautor und Regisseur
- 1917: Kurt Brand, deutscher Science-Fiction-Autor
- 1918: Peter Poreku Dery, ghanaischer Geistlicher, Erzbischof von Tamale (Ghana) und Kardinal
- 1919: Daniel Bell, US-amerikanischer Soziologe
- 1919: Erna Boulboullé, deutsche Buchhändlerin und Malerin
- 1919: Tibor Sárai, ungarischer Komponist
- 1920: Theo Aaldering, deutscher Gewichtheber
- 1920: Eric Sturgess, südafrikanischer Tennisspieler
- 1921: Oliver Hassencamp, deutscher Jugendbuch- und Romanautor

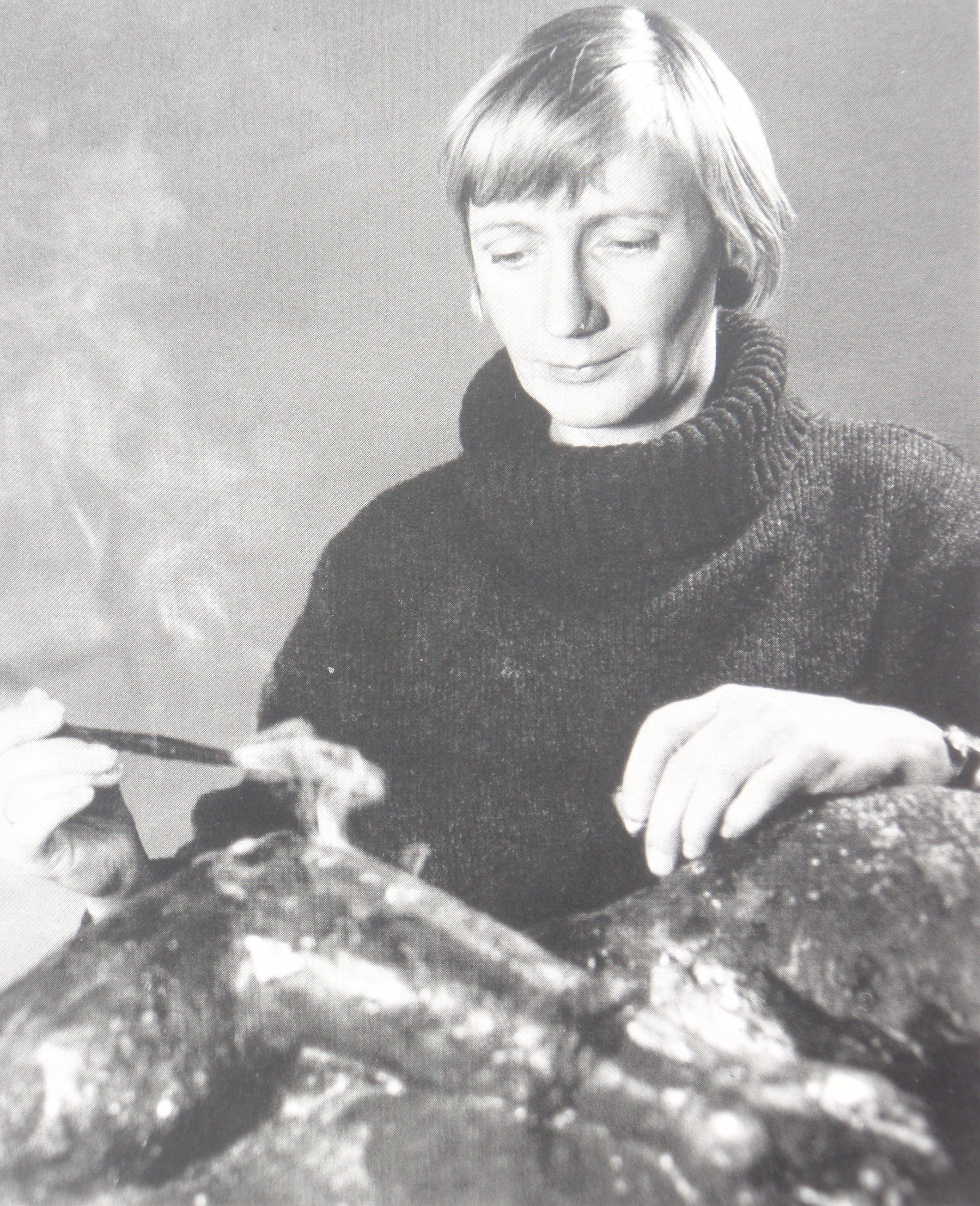
Ursula Querner (* 1921)

- 1921: Ursula Querner, deutsche Bildhauerin, Plastikerin und Grafikerin
- 1921: Helmut Walter, deutscher Brigadegeneral, Unterabteilungsleiter im Bundesnachrichtendienst
- 1922: Jacques Albrespic, französischer Komponist und Organist
- 1922: Emilio Arenales Catalán, guatemaltekischer Politiker
- 1922: Marc Drumaux, belgischer Arbeiterführer und Politiker
- 1923: Gerhard Wahrig, deutscher Lexikograph

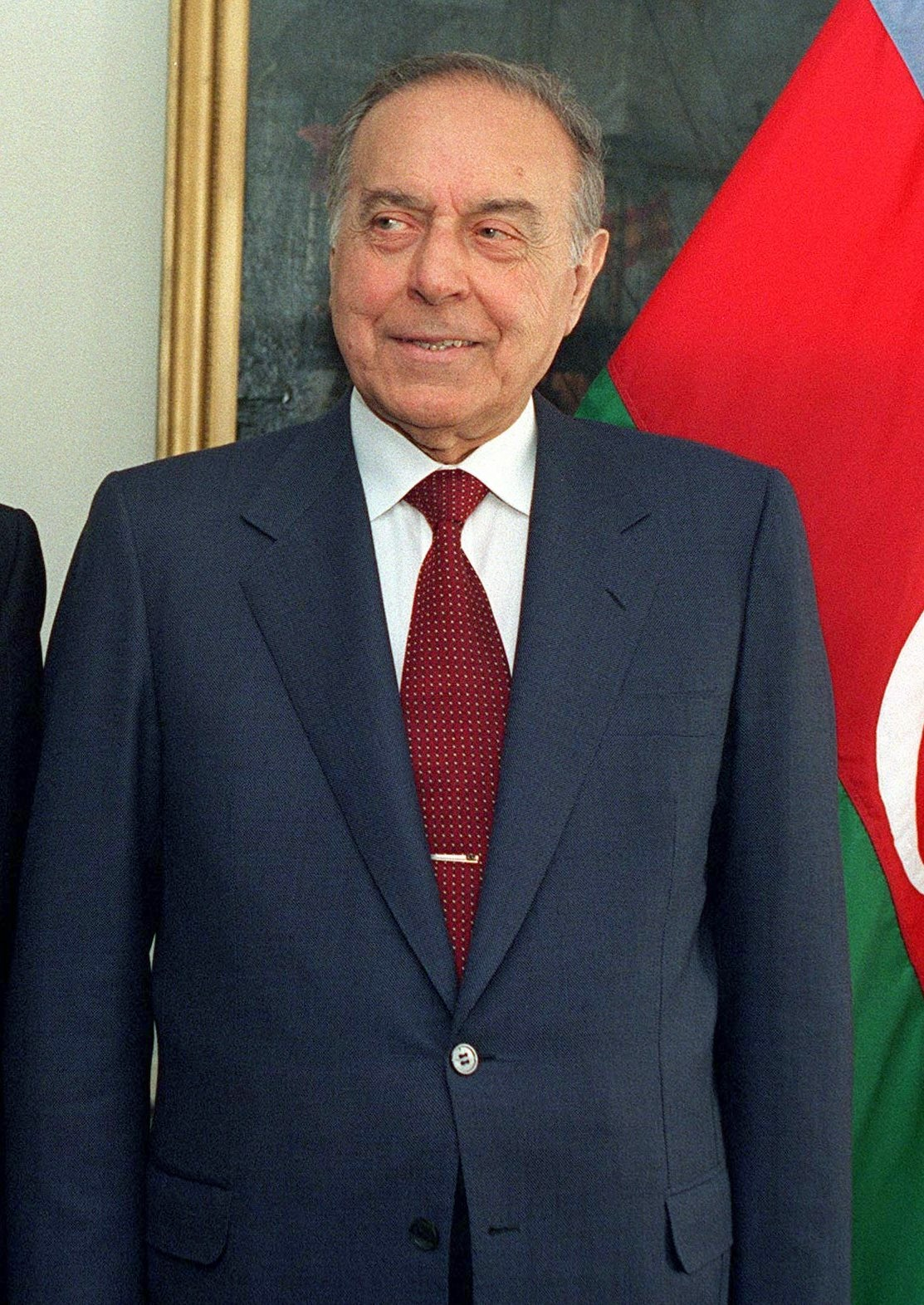
Heydər Əliyev (* 1923)

- 1923: Heydər Əliyev, aserbaidschanischer Politiker
- 1923: Nicolaus Sombart, deutscher Kultursoziologe und Schriftsteller
- 1924: Elfriede Mejchar, österreichische Fotografin
- 1925: Nasuh Akar, türkischer Ringer
- 1925: Hannelore Bollmann, deutsche Filmschauspielerin
- 1925: Néstor Rossi, argentinischer Fußballspieler und -trainer

#### 1926–1950
- 1926: Franco Angrisano, italienischer Schauspieler

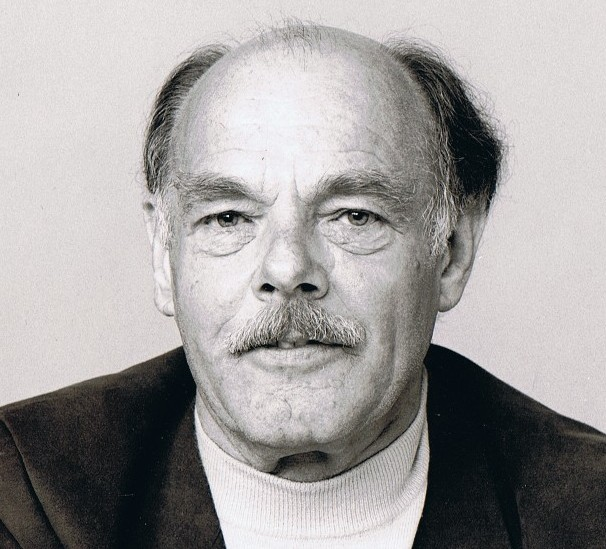
Günter Spang (* 1926)

- 1926: Günter Spang, deutscher Schriftsteller
- 1926: Hugo Banzer Suárez, bolivianischer Offizier, Politiker und Staatspräsident
- 1927: Marcel Mart, Luxemburger Politiker der Demokratischen Partei
- 1927: Senta Wengraf, österreichische Filmschauspielerin
- 1928: Pierre Mouallem, israelischer Erzbischof
- 1928: Arnold Rüütel, estnischer Politiker und Präsident
- 1928: Lothar Schmid, deutscher Verleger und Schachspieler
- 1929ː Rhoda Kalema, ugandische Politikerin
- 1929: Mel Lewis, US-amerikanischer Jazzmusiker
- 1929ː Antonine Maillet, kanadische Schriftstellerin
- 1929: Joachim Naumann, deutscher Diplomat
- 1929: Peter C. Newman, kanadischer Schriftsteller und Journalist
- 1929: Leni Statz, deutsche Humoristin und Kinderstimmen-Imitatorin
- 1930: Ernst Eichler, deutscher Sprachwissenschaftler

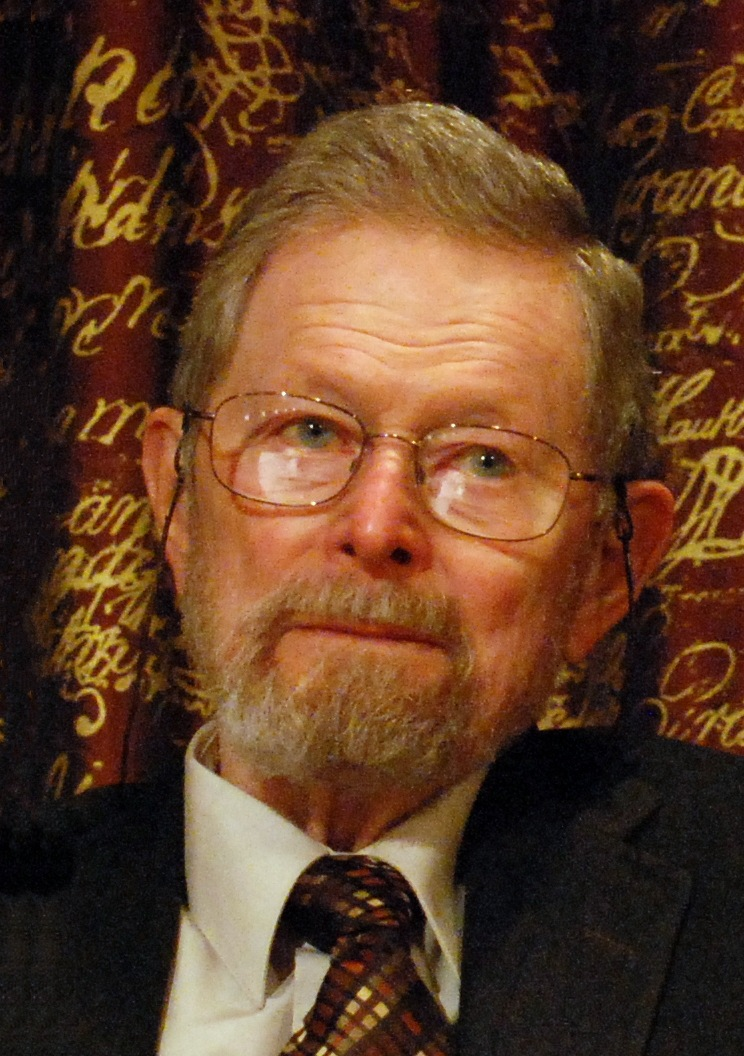
George Elwood Smith (* 1930)

- 1930: George Elwood Smith, US-amerikanischer Physiker und Nobelpreisträger
- 1931: Ettore Scola, italienischer Filmregisseur
- 1931: Yūzō Toyama, japanischer Komponist und Professor
- 1932: Gottfried Aegler, Schweizer Musiker
- 1932: Christiane Kubrick, deutsche Malerin und Schauspielerin
- 1932: Michel Leblond, französischer Fußballspieler
- 1933: Horst Waffenschmidt, deutscher Jurist und Politiker, MdB
- 1934: Jayne Cortez, US-amerikanische Dichterin und Improvisatorin
- 1934: Dmitri Nabokov, US-amerikanischer Opernsänger und Übersetzer
- 1935: Judith Beckmann, US-amerikanische Sopranistin
- 1935: Larry Williams, US-amerikanischer Sänger, Pianist und Songschreiber
- 1936: Manfred Riedel, deutscher Philosoph
- 1937: Jim Hickman, US-amerikanischer Baseballspieler
- 1937: Tamara Press, sowjetische Kugelstoßerin und Diskuswerferin
- 1937: Enno Thümler, deutscher Politiker
- 1938: John Harris, britischer Automobilrennfahrer
- 1938: Manuel Santana, spanischer Tennisspieler
- 1938: Marina Vlady, französische Schauspielerin

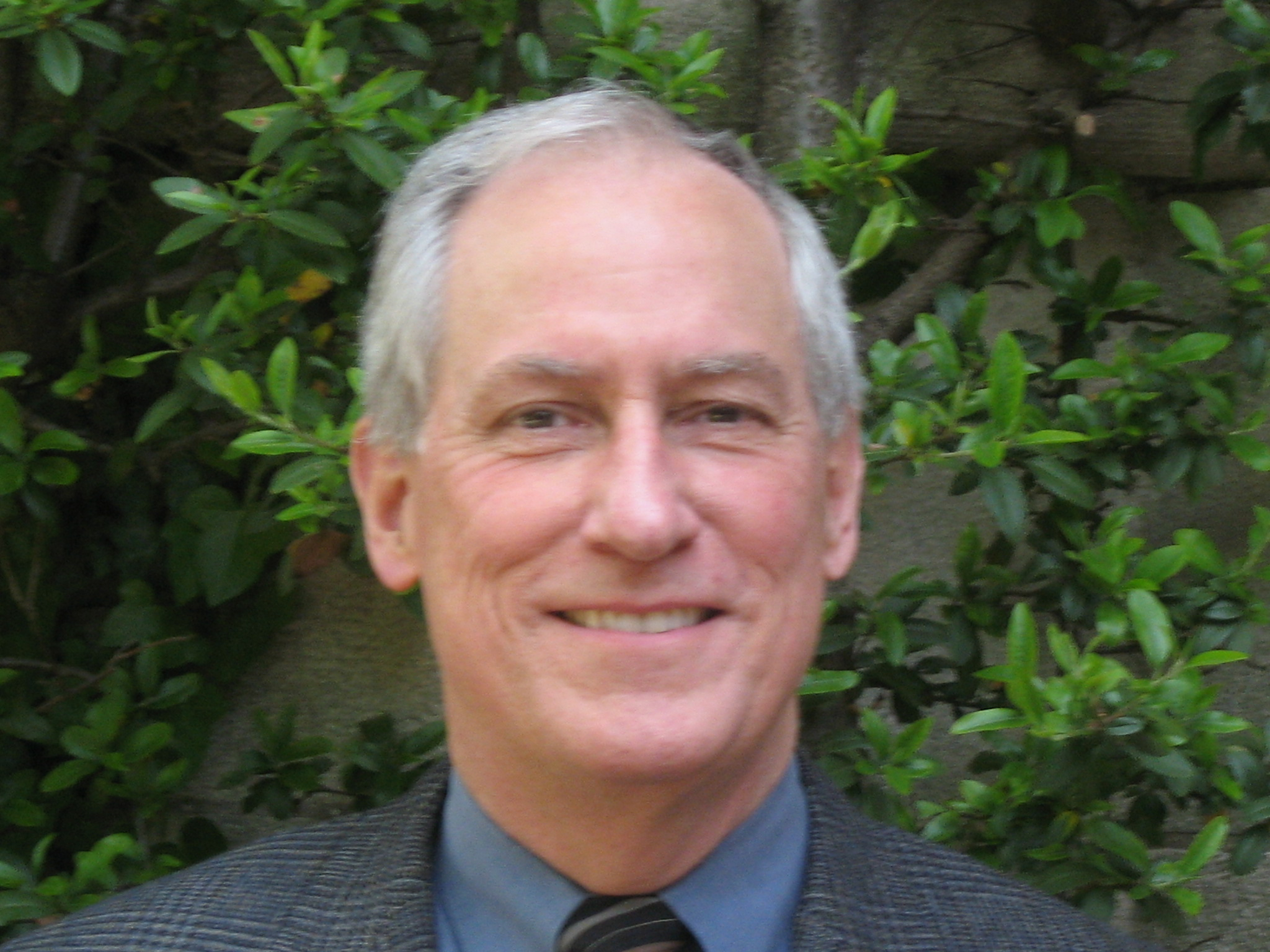
Robert Darnton (* 1939)

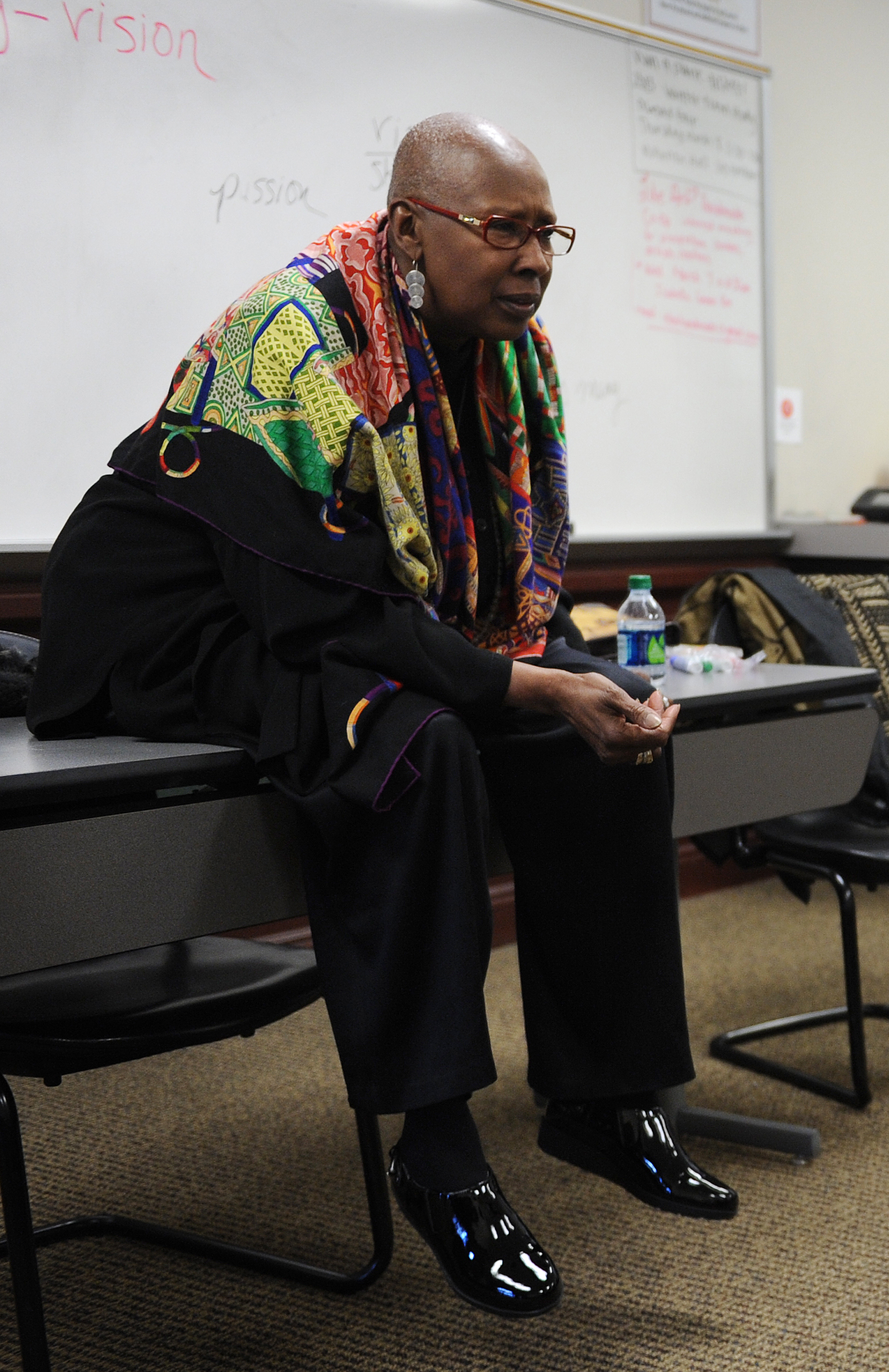
Judith Jamison (* 1943)

- 1939: Robert Darnton, US-amerikanischer Historiker
- 1939: Uwe Wandrey, deutscher Schriftsteller
- 1940: Terry Trotter, US-amerikanischer Jazz- und Studiomusiker
- 1941: Peter Franz, deutscher Autor
- 1942: Carl Douglas, jamaikanischer Sänger
- 1942: Hans Haider, österreichischer Manager
- 1943ː Judith Jamison, US-amerikanische Tänzerin und Choreografin
- 1943: Wolfgang Porsche, österreichischer Manager
- 1944: Gunnar Asmussen, dänischer Radrennfahrer
- 1944: Marie-France Pisier, französische Schauspielerin
- 1945: Little Bob, französischer Sänger
- 1945: Mats Wahl, schwedischer Schriftsteller
- 1946: Klaus Ager, österreichischer Komponist und Dirigent

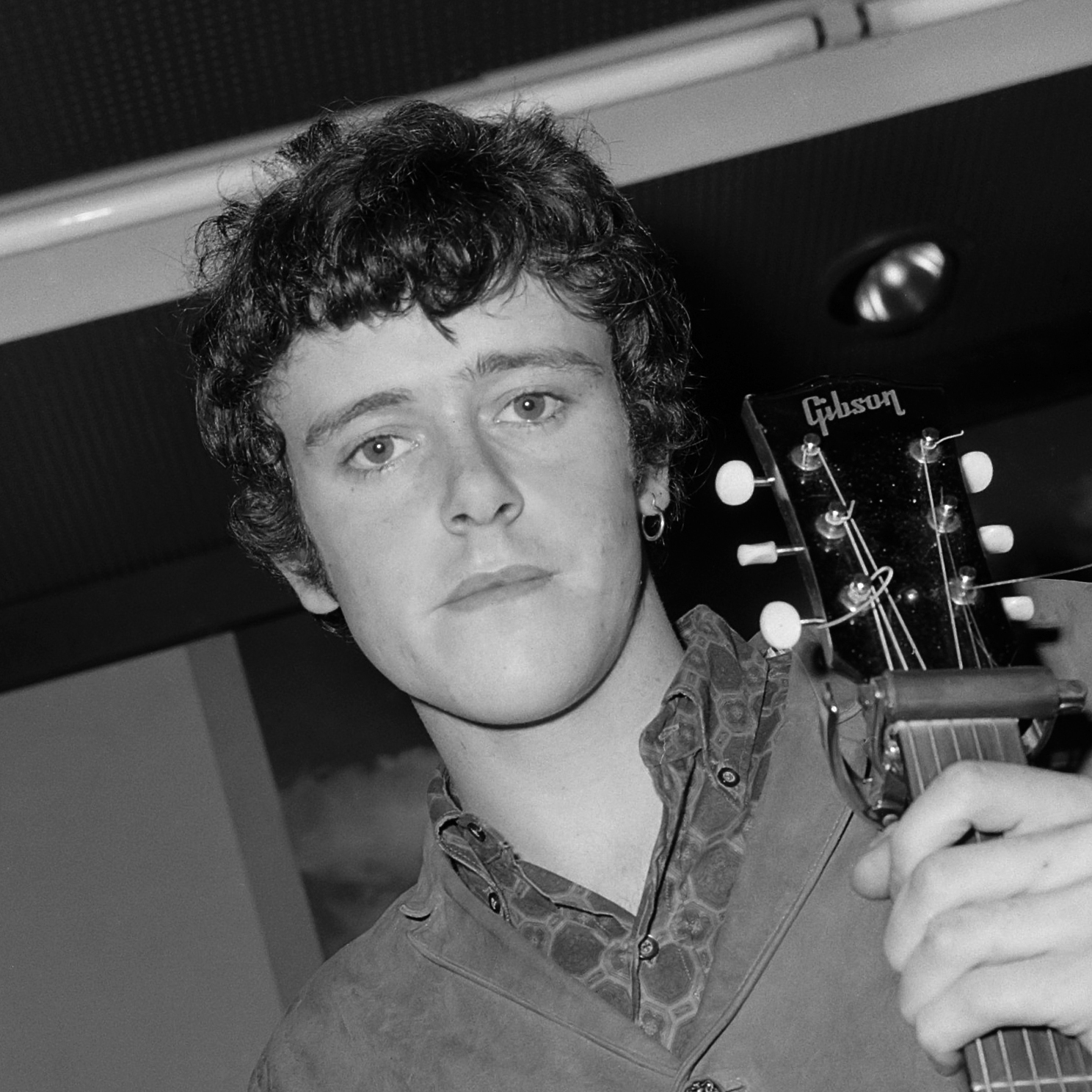
Donovan (* 1946)

- 1946: Donovan, britischer Songschreiber und Musiker
- 1946: Dave Mason, britischer Musiker
- 1946: Franz-Josef Paefgen, deutscher Manager
- 1946: Ulrich Stranz, deutscher Komponist und Violinist
- 1947: Ahmed Abdullah, US-amerikanischer Jazz-Trompeter
- 1947: Rainer Fornahl, deutscher Politiker
- 1947: Angelika Graf, deutsche Politikerin, MdB
- 1948: Meg Foster, US-amerikanische Schauspielerin
- 1948: Carla Galle, belgische Schwimmerin und Politikerin
- 1948: Thury Horath, Schweizer Ländlermusikant
- 1949: Tapio Räisänen, finnischer Skispringer
- 1949: Hans Reichel, deutscher Gitarrist, Violinist, Instrumentenbauer und Typograph
- 1949: Sylvia Renz, deutsche Schriftstellerin
- 1950: Liaty Pisani, italienische Schriftstellerin
- 1950: Richard Umberg, Schweizer Leichtathlet

#### 1951–1975
- 1951: Wolfgang Apel, deutscher Tierschützer
- 1951: Mevlüt Asar, türkisch-deutscher Schriftsteller und Dichter
- 1951: Petra Hammesfahr, deutsche Schriftstellerin
- 1952: Mario Capezzuto, deutscher Politiker, MdL
- 1952: Sly Dunbar, jamaikanischer Schlagzeuger und Produzent

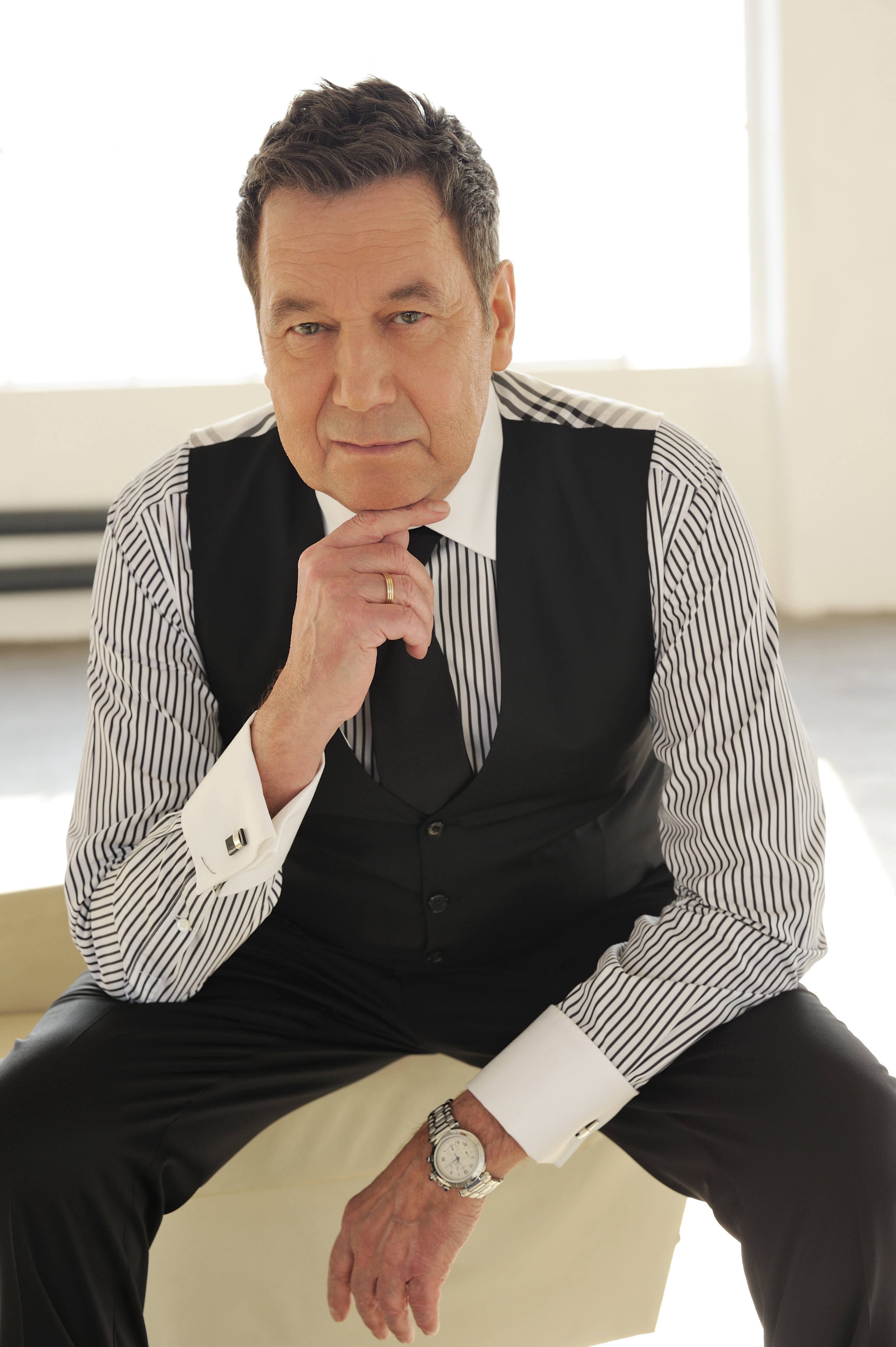
Roland Kaiser (* 1952)

- 1952: Roland Kaiser, deutscher Schlagersänger
- 1952: Vanderlei Luxemburgo, brasilianischer Fußballtrainer
- 1953: Elena Matous, Skiläuferin aus San Marino
- 1953: Ralf Rothmann, deutscher Schriftsteller
- 1953: Silke Stokar von Neuforn, deutsche Politikerin
- 1954: Sabine Postel, deutsche Schauspielerin
- 1955: Mark David Chapman, US-Amerikaner, Mörder John Lennons
- 1955: Nelson Rodríguez, venezolanischer Boxer
- 1956: Kerstin Grimm, deutsche Künstlerin
- 1957: Frank Dammann, deutscher Handballspieler
- 1957: André Dosé, Schweizer Manager und Sportfunktionär
- 1957: Charlotte Fox, US-amerikanische Bergsteigerin
- 1957: Phil Mahre, US-amerikanischer Skirennläufer
- 1957: Steve Mahre, US-amerikanischer Skirennläufer
- 1957: Sid Vicious, britischer Punk-Musiker; Bassist
- 1958: Harri Kirvesniemi, finnischer Skilangläufer
- 1958: Ralf Zumdick, deutscher Bundesliga-Torwart
- 1958: Rick Santorum, US-amerikanischer Politiker
- 1959: Hamide Akbayir, deutsche Politikerin
- 1959: Giorgi Guraspaschwili, georgischer Maler und Bildhauer
- 1959: Peter Enders, deutscher Politiker
- 1959: Heinz Karrer, Schweizer Manager und Handballspieler
- 1959: Agustin Kola, albanischer Fußballspieler

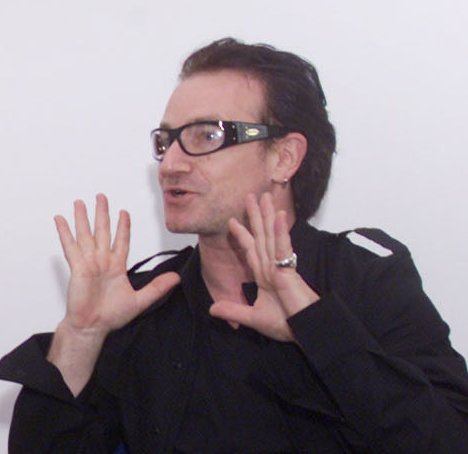
Bono (* 1960)

- 1960: Bono, irischer Rock-Musiker, Gitarrist und Sänger (U2)
- 1960: Richard Graham, britischer Schauspieler
- 1960: Gerry Kley, deutscher Politiker
- 1960: Harald Meller, deutscher Archäologe
- 1960: Klaus-Peter Nabein, deutscher Mittel- und Langstreckenläufer
- 1960: Merlene Ottey, slowenisch-jamaikanische Leichtathletin
- 1960: Victoria Rowell, US-amerikanische Schauspielerin
- 1961: Henry Arnold, deutscher Schauspieler, Musiker und Regisseur
- 1961: Danny Carey, US-amerikanischer Schlagzeuger
- 1961: Roberto Cotroneo, italienischer Schriftsteller und Publizist
- 1961: Johanna ter Steege, niederländische Schauspielerin
- 1962: John Ngugi, kenianischer Leichtathlet

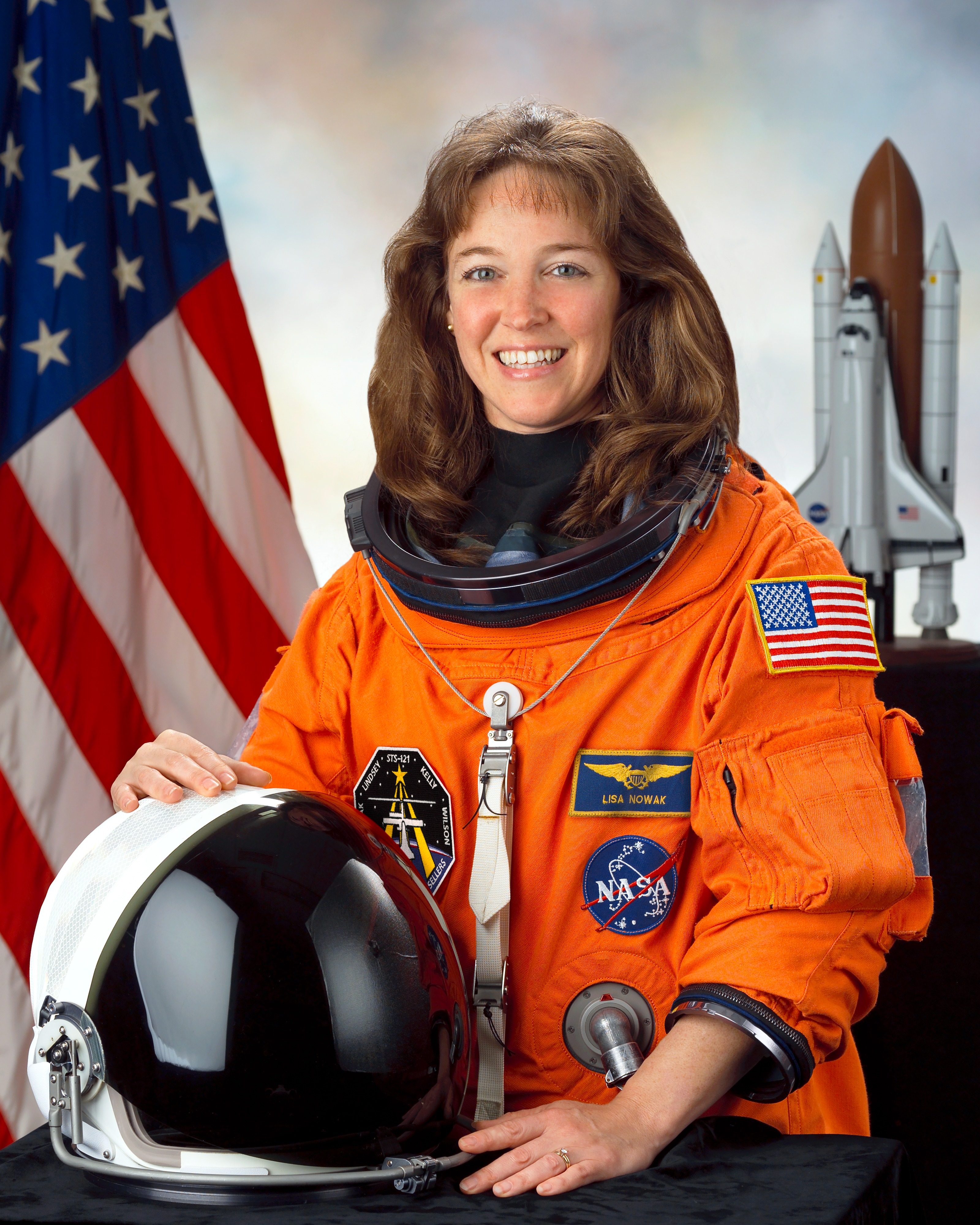
Lisa Nowak (* 1963)

- 1963: Lisa Nowak, US-amerikanische Astronautin
- 1964: Mark Andre, deutsch-französischer Komponist
- 1964: Rafael Ball, deutscher Bibliothekar
- 1964: Ulrike Beimpold, österreichische Schauspielerin, Regisseurin, Synchronsprecherin und Buchautorin
- 1964: Sarah Calburn, südafrikanische Architektin
- 1964: Yves Castagnet, französischer Organist
- 1964: Gitta Connemann, deutsche Politikerin, MdB
- 1964: Leopold Decloedt, belgischer Germanist und Unternehmer
- 1964: Emmanuelle Devos, französische Schauspielerin
- 1964: Wolfgang Feindt, deutscher Redakteur und Filmproduzent
- 1964: Karen Hallberg, argentinische Physikerin
- 1964: Freya Hoffmeister, deutsche Geschäftsfrau und Kanusportlerin
- 1964: Mats Malm, schwedischer Skandinavist, Literaturhistoriker, Hochschulprofessor und Übersetzer
- 1964: Peter Marhofer, österreichischer Anästhesist und Intensivmediziner
- 1964: Mario Panzeri, italienischer Bergsteiger und Bergführer
- 1964: Ulrich Reineke, deutscher Flottillenadmiral
- 1964: Carsten Schäfer, deutscher Rechtswissenschaftler und Professor
- 1965: Michael Regener, deutscher Sänger
- 1965: Linda Evangelista, kanadisches Mannequin und Fotomodell
- 1965: Philip Harper, US-amerikanischer Jazz-Trompeter
- 1966: Mikael Andersson, schwedischer Eishockeyspieler
- 1966: Jonathan Edwards, britischer Dreispringer
- 1966: Johannes Kalpers, deutscher Sänger
- 1966: Mustafa Yıldızdoğan, türkischer Musiker
- 1967: Antje Harvey, deutsche Biathletin
- 1968: Franz von Holzhausen, US-amerikanischer Fahrzeugdesigner
- 1968: Emilija Kokić, kroatische Pop- und Schlagersängerin
- 1968: Ecco Mylla, deutscher Schauspieler
- 1968: Milica Paranosic, serbisch-amerikanische Komponistin und Musikpädagogin
- 1968: Richard Patrick, US-amerikanischer Sänger
- 1968: Erik Palladino, US-amerikanischer Schauspieler
- 1968: Adrian Scarborough, britischer Schauspieler
- 1968: Markus Zoecke, deutscher Tennisspieler

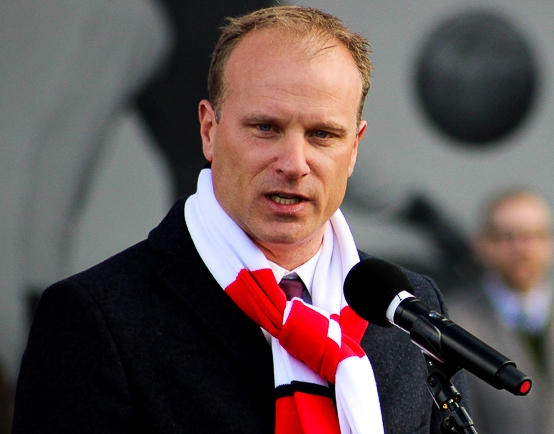
Dennis Bergkamp (* 1969)

- 1969: Dennis Bergkamp, niederländischer Fußballspieler
- 1969: Bob Sinclar, französischer Plattenproduzent, DJ und Remixer
- 1969: Hilary Lindh, US-amerikanische Skirennläuferin
- 1969: Shary Reeves, deutsche Journalistin, Schauspielerin, Autorin, Moderatorin, Produzentin und ehemalige Fußballspielerin
- 1970: Craig Mack, US-amerikanischer Rapper
- 1970: Gabriela Montero, venezolanische Konzertpianistin
- 1971: Kim Jong-nam, Sohn des ehemaligen nordkoreanischen Machthabers Kim Jong-il
- 1971: Monisha Kaltenborn, österreichische Juristin, Motorsport-Funktionärin und Rennstallbesitzerin
- 1971: Luan Krasniqi, deutscher Boxer
- 1971: Doris Neuner, österreichische Rennrodlerin
- 1971: Tomasz Wałdoch, polnischer Fußballspieler
- 1971: Katja Woywood, deutsche Schauspielerin
- 1971: Beat Zberg, Schweizer Radrennfahrer

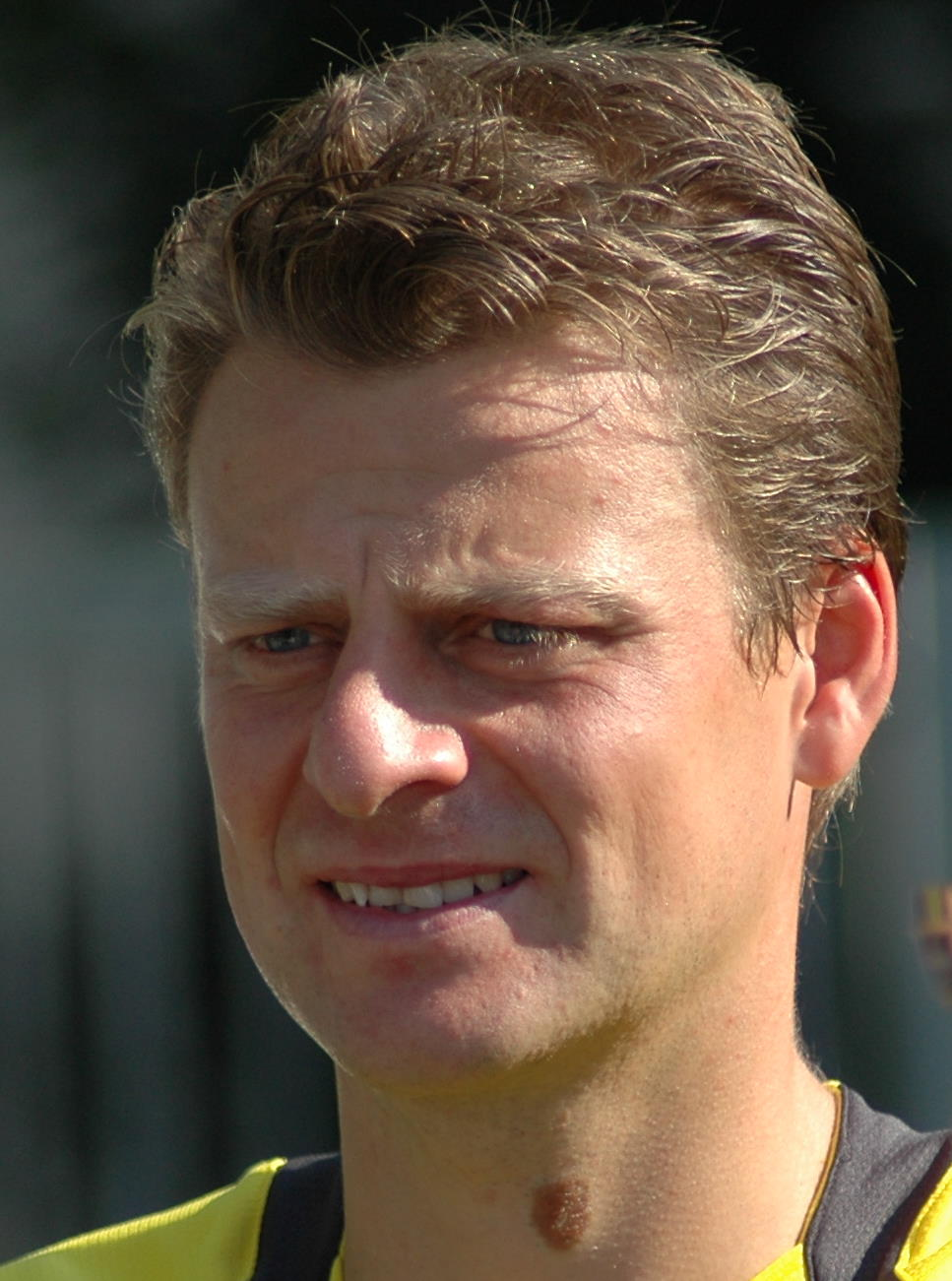
Christian Wörns (* 1972)

- 1972: Radosław Majdan, polnischer Fußballspieler
- 1972: Christian Wörns, deutscher Fußballspieler
- 1972: Katja Seizinger, deutsche Skirennläuferin
- 1973: Oliver Drechsel, deutscher Konzertpianist
- 1973: Philipp Franz zu Guttenberg, deutscher Adliger und Forstverwalter
- 1973: Rüştü Reçber, türkischer Fußballtorhüter
- 1973: Wayne Mardle, britischer Dartspieler
- 1974: Leandro Maria Alves, osttimoresischer Geistlicher
- 1974: Séverine Caneele, französische Schauspielerin
- 1974: Sylvain Wiltord, französischer Fußballspieler
- 1975: Hélio Castroneves, brasilianischer Automobilrennfahrer
- 1975: Ueli Kestenholz, Schweizer Snowboarder

#### 1976–2000
- 1976: Patti Basler, Schweizer Satirikerin
- 1976: Udo Mechels, belgischer Sänger
- 1976: Sven Montgomery, Schweizer Radrennfahrer
- 1976: Jan Vacek, tschechischer Tennisspieler

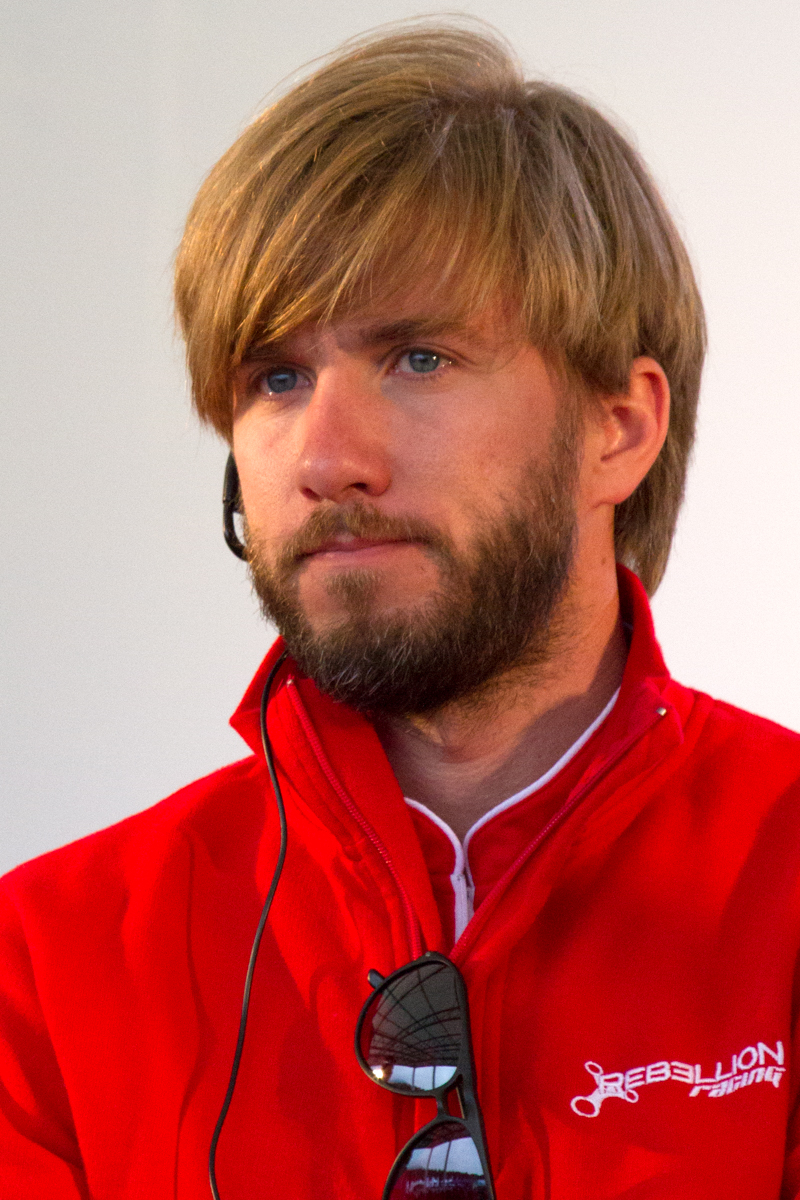
Nick Heidfeld (* 1977)

- 1977: Nick Heidfeld, deutscher Automobilrennfahrer
- 1977: Jiří Štoček, tschechischer Schachgroßmeister
- 1978: Mithat Demirel, deutscher Basketballspieler
- 1978: Kenan Thompson, US-amerikanischer Schauspieler
- 1979: Isabel Blanco, norwegische Handballspielerin
- 1979: Wiradech Kothny, thailändisch-deutscher Fechter
- 1979: Lee Hyori, südkoreanische Sängerin
- 1979: Jenny-Marie Muck, deutsche Schauspielerin
- 1979: Marieke Vervoort, belgische Rollstuhlleichtathletin im Behindertensport
- 1980: Karoline Dyhre Breivang, norwegische Handballspielerin
- 1980: Ralph Näf, Schweizer Mountainbike-Profi
- 1980: Frida Skybäck, schwedische Schriftstellerin
- 1981: Péter Ács, ungarischer Schachmeister
- 1981: Pina Picierno, italienische Politikerin
- 1981: Humberto Suazo, chilenischer Fußballspieler
- 1982: Eva-Maria Fitze, deutsche Eiskunstläuferin
- 1982: Marc Hennerici, deutscher Automobilrennfahrer
- 1982: Sabrina Richter, deutsche Handballspielerin
- 1983: Pawel Eljanow, ukrainischer Schachspieler
- 1983: Marcus Hanikel, österreichischer Fußballspieler
- 1983: Zac Taylor, US-amerikanischer American-Football-Trainer
- 1985: Odette Annable, US-amerikanische Schauspielerin
- 1985: Jan Dose, deutscher Schauspieler
- 1985: Mauro Finetto, italienischer Radrennfahrer
- 1985: Cristian Sánchez Prette, argentinischer Fußballspieler
- 1986: Kevin Amuneke, nigerianischer Fußballspieler

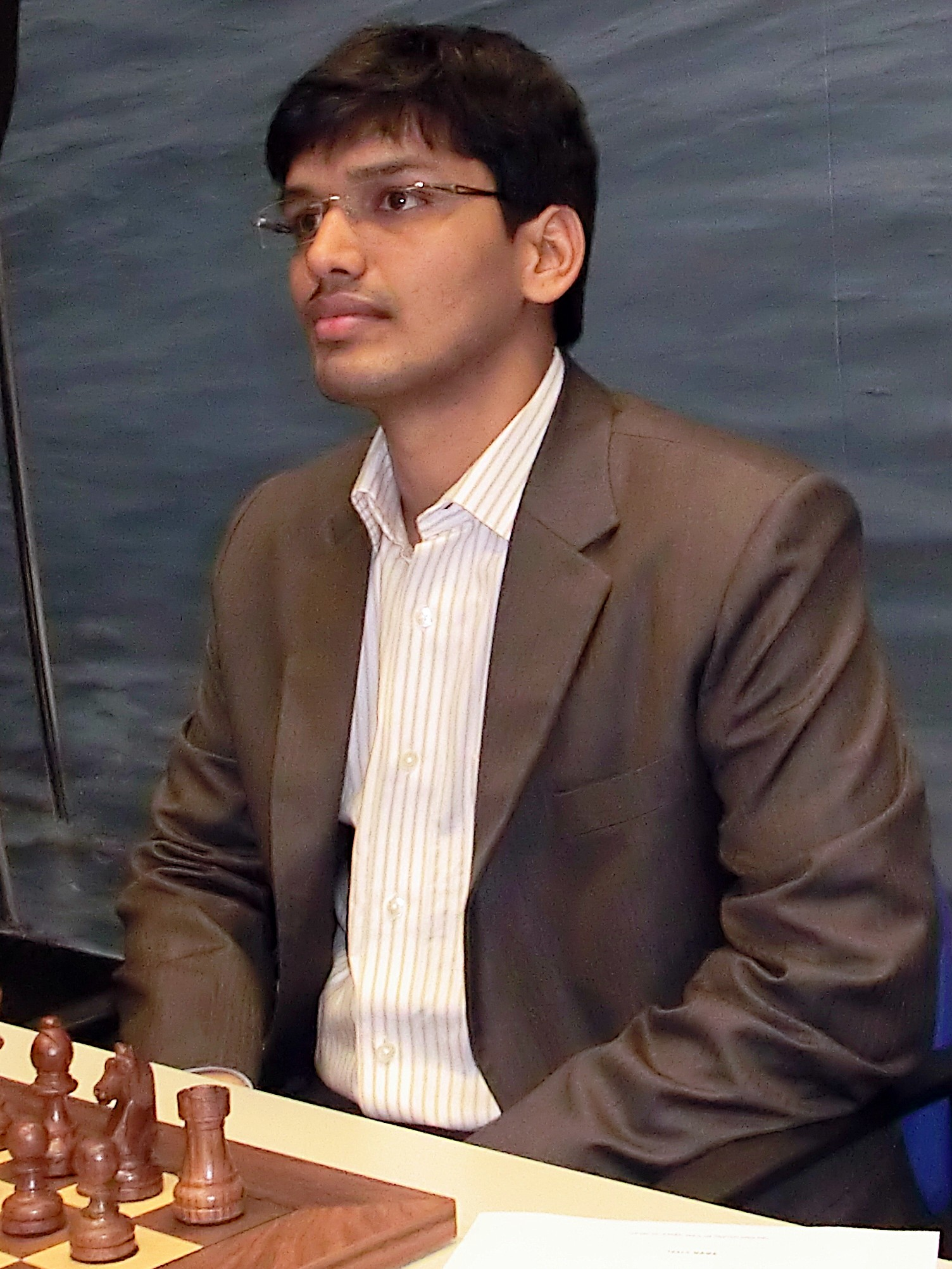
P. Harikrishna (* 1986)

- 1986: P. Harikrishna, indischer Schachgroßmeister
- 1987: Typh Barrow, belgische Sängerin
- 1988: Steffi Annys, belgische Badmintonspielerin
- 1988: Joel Miller, US-amerikanischer Automobilrennfahrer
- 1988: Elisabeth Olischar, österreichische Politikerin
- 1988: Cristian Pecci, spanischer Fußballspieler
- 1988: Miriam Stein, österreichisch-schweizerische Schauspielerin
- 1990: Ivana Vuleta, serbische Weitspringerin
- 1990: Valentin Weckerle, deutscher Handballspieler
- 1991: Tom McEwen, britischer Vielseitigkeitsreiter
- 1991: Jordan Taylor, US-amerikanischer Automobilrennfahrer
- 1991: Tim Wellens, belgischer Radrennfahrer
- 1992: Veronika Carver, deutschsprachige Science-Fiction-Autorin
- 1992: Jake Zyrus, philippinische Sängerin
- 1993: Halston Sage, US-amerikanische Schauspielerin
- 1993: Mohammad Soufi, syrischer Poolbillardspieler
- 1994: Mitchell Gilbert, australischer Automobilrennfahrer
- 1994: Yūki Itō, japanische Skispringerin
- 1995: Dries Van den Broecke, belgischer Skirennläufer
- 1995: Missy Franklin, US-amerikanische Schwimmerin
- 1995: Mikaela Tommy, kanadische Skirennläuferin
- 1996: Shashalee Forbes, jamaikanische Leichtathletin
- 1997: Richarlison, brasilianischer Fußballspieler
- 1998: Bineta Hansen, deutsche Schauspielerin
- 1999: Sebastian Szymański, polnischer Fußballspieler
- 2000: Meau Hewitt besser bekannt als Meau, niederländische Sängerin
- 2000: Amine Adli, marokkanischer Fußballspieler

### 21. Jahrhundert

#### 2001–2010
- 2001: Lucas Légeret, Schweizer Automobilrennfahrer
- 2004: Bilal El Khannous, marokkanisch-belgischer Fußballspieler
- 2020: Charles von Luxemburg, luxemburgischer Adeliger

## Gestorben

### Vor dem 18. Jahrhundert
- 0967: Drogo, Bischof von Osnabrück
- 0967: Rainald, erster Graf von Roucy
- 1034: Mieszko II. Lambert, König, später Herzog von Polen
- 1155: Heinrich I. von Wolfratshausen, Bischof von Regensburg
- 1206: William de Blois, anglonormannischer Geistlicher und Bischof von Lincoln
- 1239: Agnes von Zähringen, deutsche Adlige
- 1258: Sewal de Bovill, Erzbischof von York
- 1315: Agnes Blannbekin, österreichische Begine, Franziskanerin des Dritten Ordens und Mystikerin
- 1318: Richard de Clare, Lord of Thomond, anglo-irischer Adeliger
- 1356: Konrad Groß, Nürnberger Ratsherr
- 1356: Rhys ap Gruffydd, walisischer Adeliger und Feldherr
- 1363: Aldouin Alberti, Bischof von Maguelonne und Auxerre
- 1388: Gidō Shūshin, japanischer buddhistischer Mönch und Dichter
- 1403: Catherine Swynford, Mätresse und spätere Ehefrau von John of Gaunt
- 1424: Go-Kameyama, 99. Tennō von Japan
- 1480: Philipp I. (der Ältere) von Hanau-Lichtenberg, Graf von Hanau-Lichtenberg
- 1511: Andreas von Sonnenberg, deutscher Adliger aus dem Haus Waldburg und Graf von Sonnenberg

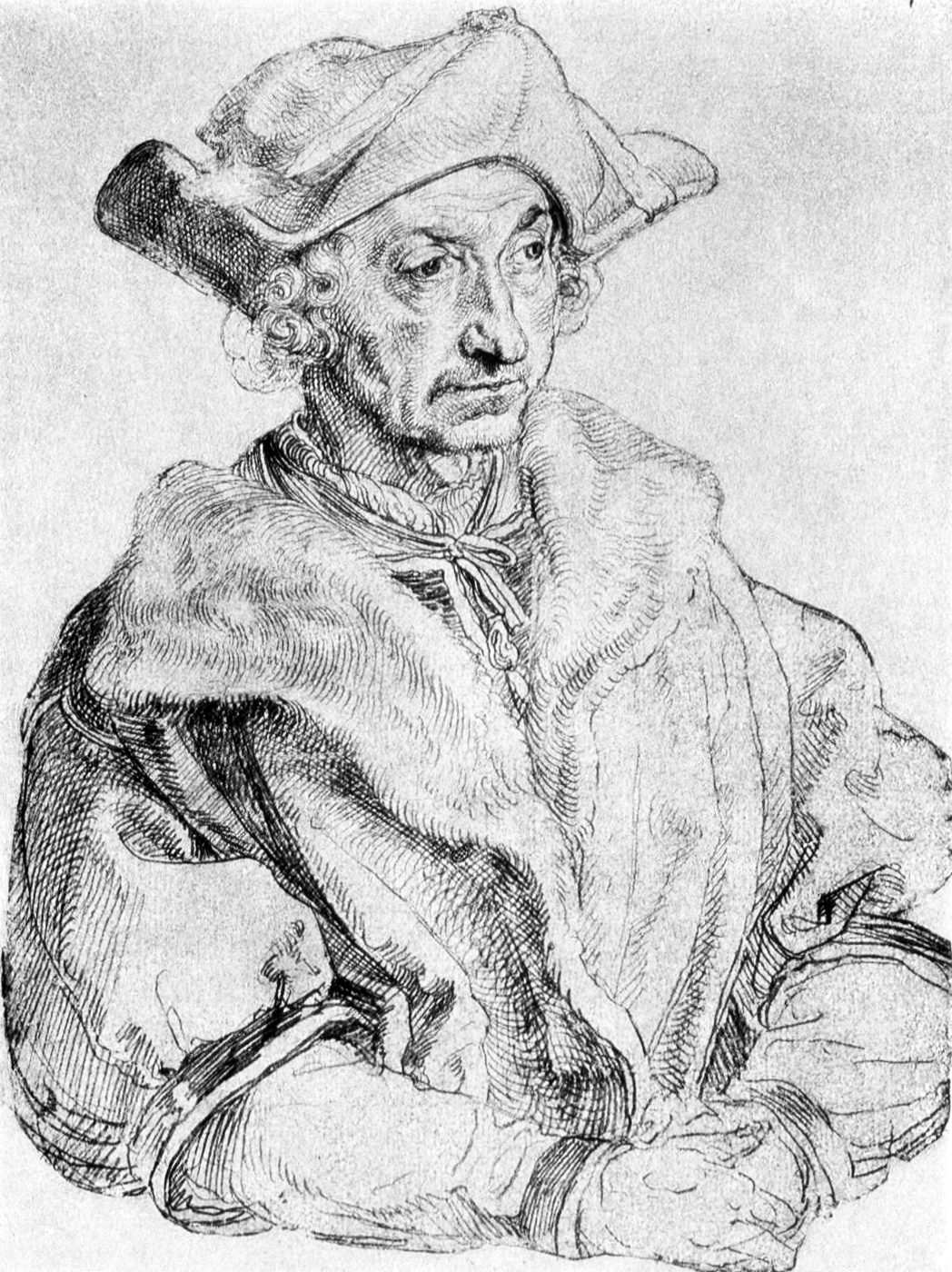
Sebastian Brant († 1521)

- 1521: Sebastian Brant, deutscher Humanist und Jurist, Autor der spätmittelalterlichen Moralsatire Das Narrenschiff
- 1527: Johann Hüglin, deutscher Pfarrer und Märtyrer
- 1566: Leonhart Fuchs, deutscher pflanzenkundiger Mediziner
- 1584: Luigi Cornaro, Kardinal der römisch-katholischen Kirche und Erzbischof von Zadar
- 1587: Reinhard Scheffer der Ältere, deutscher Jurist und Staatsmann
- 1597: Ulrico Aostalli, Schweizer Baumeister
- 1601: Hans van Steenwinckel der Ältere, flämischer Baumeister und Bildhauer
- 1605: Kasimir VI., nicht-regierender Herzog von Pommern
- 1632: Jean-Louis de Marillac, französischer Heerführer und Staatsmann, Marschall von Frankreich
- 1632: Mathias Tinctorius, Opfer der Hexenverfolgung in Hüfingen
- 1652: Jacques Nompar de Caumont, Marschall von Frankreich
- 1657: Gustaf Horn, schwedischer Feldherr im Dreißigjährigen Krieg
- 1667: Luisa Maria Gonzaga, Königin von Polen
- 1696: Jean de La Bruyère, französischer Schriftsteller

### 18. Jahrhundert
- 1704: Ezéchiel de Mélac, französischer Offizier
- 1706: Johann Jakob Hofmann, Schweizer Theologe, Altphilologe, Historiker und Lexikograf
- 1706: Simon Rettenpacher, deutschsprachiger und neulateinischer Dramatiker, Lyriker und Chronist
- 1710: Georg Dietrich Leyding, deutscher Organist und Komponist

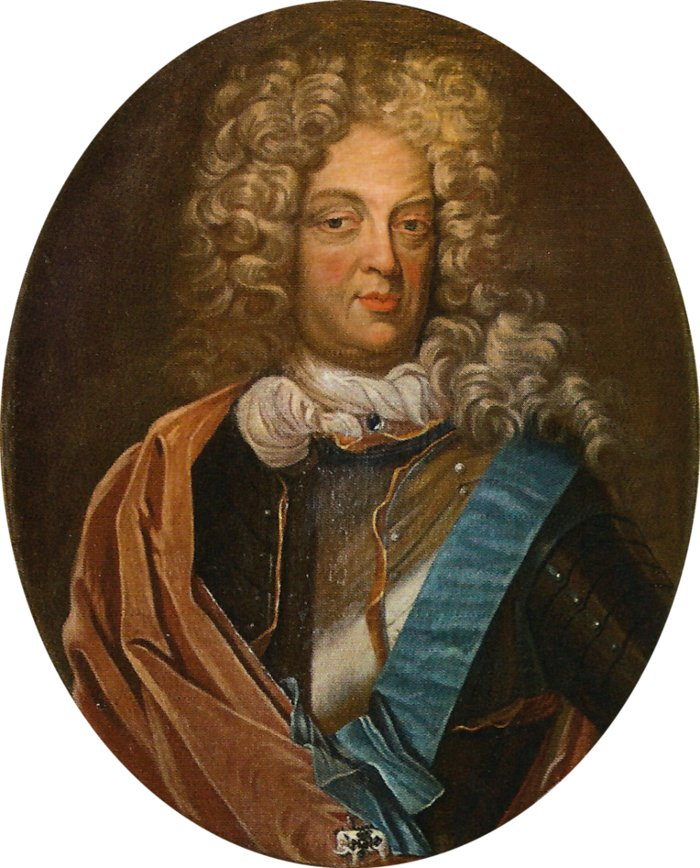
Christian Ernst († 1712)

- 1712: Christian Ernst, Markgraf von Brandenburg-Bayreuth
- 1721: Christian Wilhelm, Fürst von Schwarzburg-Sondershausen
- 1722: Hermann Lothar von Auwach, Freiherr und Domherr im Fürstbistum Speyer
- 1723: Meinrad Guggenbichler, in Österreich tätiger Schweizer Bildhauer des Barock
- 1725: René de Froulay de Tessé, französischer Diplomat und Kamaldulenser, Marschall von Frankreich
- 1733: Jacob August Franckenstein, deutscher Rechtswissenschaftler und lexikalischer Redakteur
- 1737: Nakamikado, 114. Tennō von Japan
- 1739: Cosmas Damian Asam, deutscher Bildhauer, Maler und Baumeister
- 1743: Melusine von der Schulenburg, Mätresse des braunschweig-lüneburgischen Kurfürsten und englischen Königs Georg I.
- 1751: Johann Beyer, Tischler und Astronom in Hamburg
- 1754: Samuel Walther, deutscher Schriftsteller, Pädagoge und Historiker
- 1758: Christian Gottlieb Jöcher, deutscher Historiker, Bibliothekar und Lexikograf
- 1758: Claus von Reventlow, dänisch-deutscher Jurist, Präsident des Højesteret und Domherr in Lübeck
- 1760: Christoph Graupner, deutscher Komponist
- 1764: Christian Friedrich Henrici, deutscher Schriftsteller, Lyriker und Librettist, wichtigster Textdichter Johann Sebastian Bachs
- 1766: Mendel Heymann, Stammvater der Familie Mendelssohn
- 1767: Christian Ulrich Grupen, deutscher Jurist, Rechtshistoriker und Autor
- 1767: Philipp Loth von Seers, preußischer Generalmajor, Chef des Ingenieurkorps und Kommandant der Festung Schweidnitz sowie Ritter des Ordens Pour le Mérite
- 1774: Ludwig XV., König von Frankreich
- 1775: Charlotte Ackermann, deutsche Schauspielerin
- 1775: Caroline Mathilde, Königin von Dänemark und Norwegen
- 1789: Said Murad Khan Zand, Herrscher von Persien
- 1794: Élisabeth Philippe Marie Hélène de Bourbon, französische Prinzessin
- 1797: Heinrich XXVIII. Reuß zu Ebersdorf, wichtiges Mitglied der Herrnhuter Brüdergemeine
- 1798: George Vancouver, britischer Offizier der Royal Navy und Entdecker

### 19. Jahrhundert
- 1805: Johann Evangelist Haydn, österreichischer Tenor
- 1807: Jean-Baptiste-Donatien de Vimeur, Graf von Rochambeau, Marschall von Frankreich
- 1813: Johann Karl Wilhelm Illiger, deutscher Zoologe und Entomologe

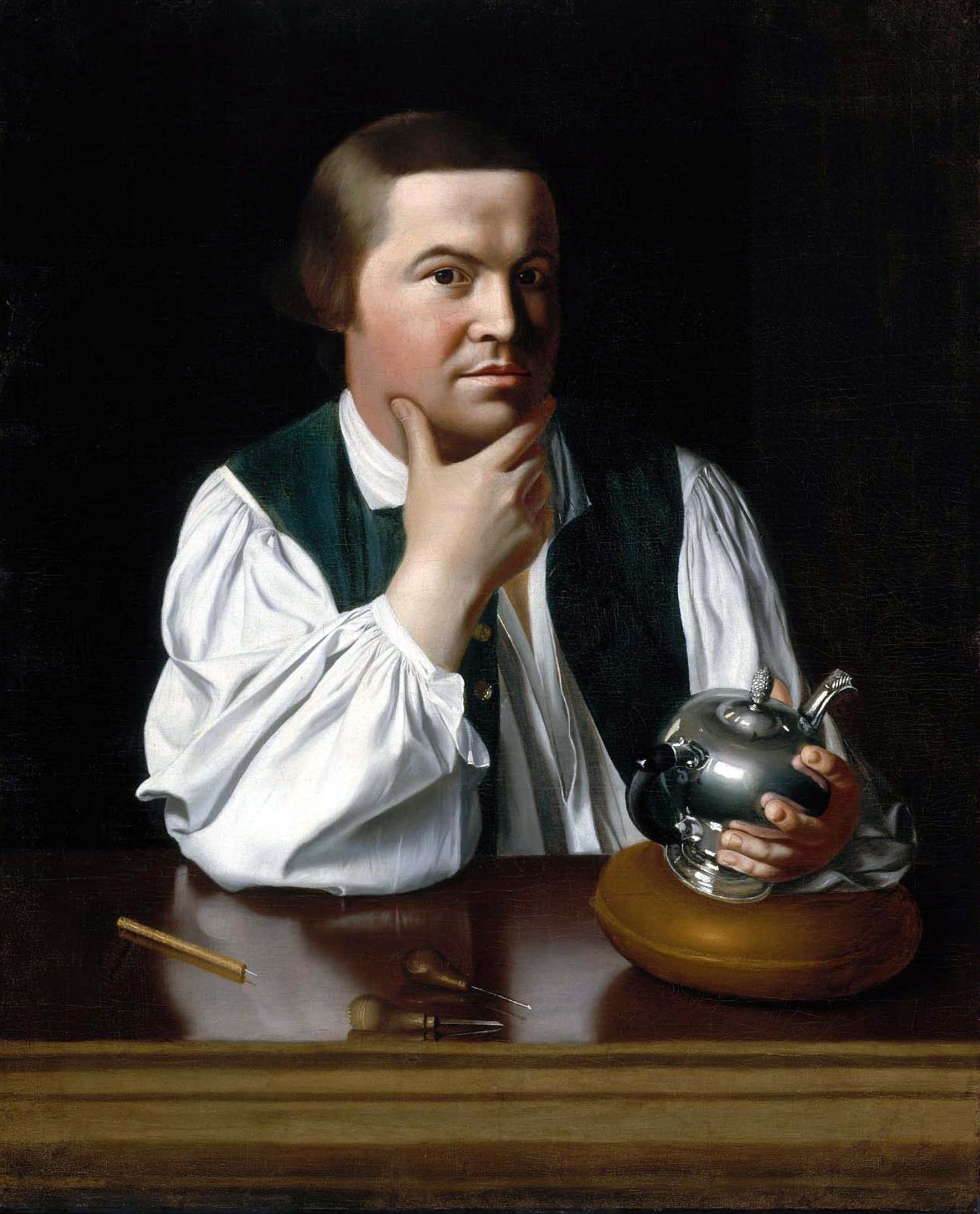
Paul Revere († 1818)

- 1818: Paul Revere, US-amerikanischer Freiheitskämpfer
- 1819: Eli Porter Ashmun, US-amerikanischer Politiker
- 1822: Roch-Ambroise Cucurron Sicard, französischer Geistlicher und Taubstummen-Lehrer
- 1829: Thomas Young, britischer Physiker
- 1833: Friedrich Adolf Ahlert, deutscher Architekt und Dombaumeister von Köln
- 1833: François Andrieux, französischer Gelehrter, Dichter und Jurist
- 1837: Georg Karl Friedrich Emmrich, deutscher evangelischer Geistlicher und Pädagoge
- 1840: Catterino Cavos, italienisch-russischer Komponist
- 1840: Johann Christoph Gottlob Weise, deutscher Botaniker und Autor
- 1846: Anton Wilhelm Möller, deutscher evangelischer Geistlicher
- 1848: Caspar von Geismar, deutscher Adliger, kaiserlich-russischer General-Adjutant des Zaren
- 1849: Katsushika Hokusai, japanischer Vertreter des Ukiyo-e

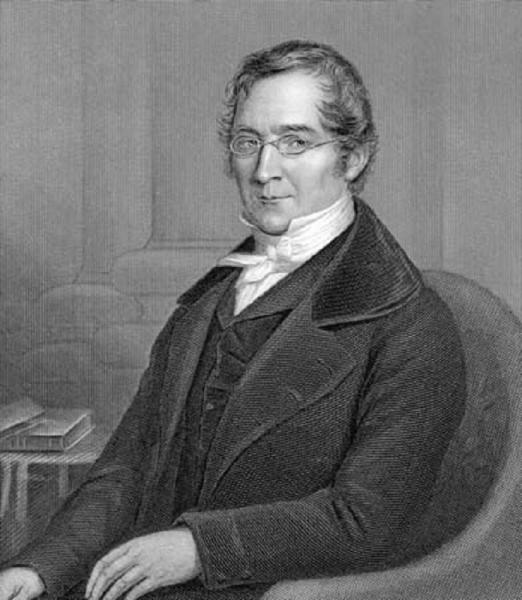
Joseph Louis Gay-Lussac († 1850)

- 1859: Bertha Arndts, deutsche Schriftstellerin
- 1861: Karl Heinrich Caspari, deutscher Geistlicher, Theologe und Schriftsteller
- 1861: Christian C. A. Lange, norwegischer Historiker und Archivar
- 1863: Thomas Jonathan Jackson, US-amerikanischer Offizier, General der Konföderierten im Sezessionskrieg
- 1863: Jean-Bernard Kaupert, Schweizer Musikpädagoge und Komponist
- 1865: Eleonore de Ahna, deutsche Opernsängerin
- 1865: William Armstrong, US-amerikanischer Politiker
- 1875: Friedrich Jahn, deutscher Orgelbauer
- 1875: Gustave Adolphe Thuret, französischer Botaniker und Algologe
- 1876: Georgi Obretenow, bulgarischer Revolutionär
- 1877: Ernst Carl von Ahlefeldt, deutscher Adliger, Landrat, Herr der Güter Oehe und Rögen
- 1880: John Goss, britischer Organist und Komponist
- 1887: Friedrich August Fritzsche, deutscher Jurist und Politiker
- 1889: Michail Jewgrafowitsch Saltykow-Schtschedrin, russischer Schriftsteller und Satiriker
- 1891: Carl Wilhelm von Nägeli, Schweizer Botaniker
- 1892ː Fanny Churberg, finnische Malerin

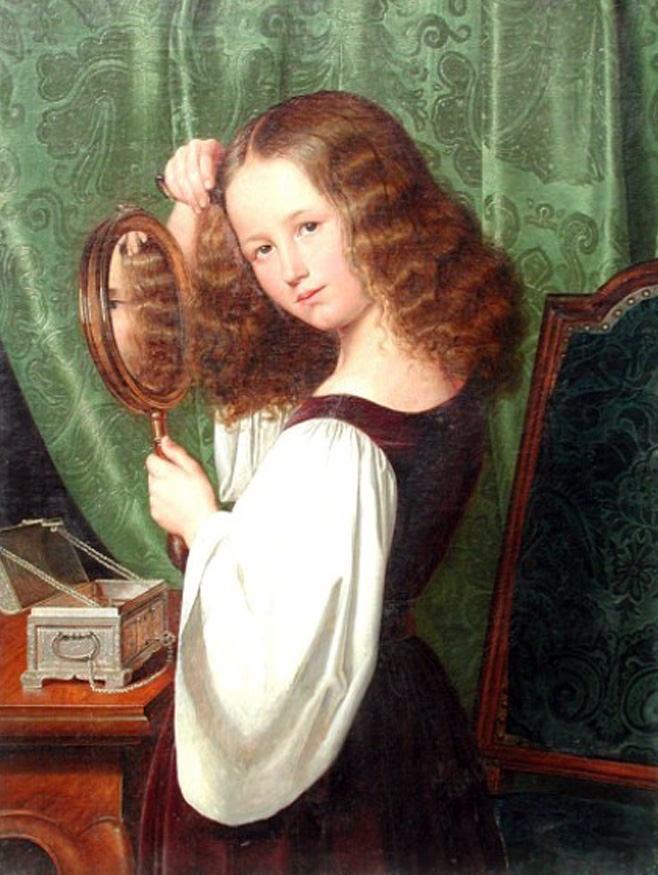
Sophie von Hasenclever († 1892)

- 1892: Sophie Hasenclever, deutsche Dichterin und Übersetzerin
- 1897: William Thomas Best, britischer Organist
- 1898: Wilhelm Kohl, deutscher Apotheker und Limes-Forscher

### 20. Jahrhundert

#### 1901–1950
- 1901: Georg Christian Dieffenbach, deutscher Pfarrer und Dichter
- 1904: Henry Morton Stanley, britisch-US-amerikanischer Journalist, Afrikaforscher und Buchautor
- 1906: Hashim Jalilul Alam Aqamaddin, Sultan von Brunei
- 1906: Oskar von Soden, deutscher Diplomat

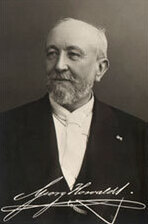
Georg Howaldt († 1909)

- 1909: Georg Howaldt, deutscher Unternehmer und Industrieller im Schiffbau (Howaldtswerke AG), Kommerzienrat
- 1911: La Fayette Grover, US-amerikanischer Rechtsanwalt und Politiker, Abgeordneter, Gouverneur und Senator für Oregon
- 1913: Andreas Aubert, norwegischer Kunsthistoriker und Kunstkritiker
- 1915: Albert Weisgerber, deutscher Maler und Grafiker
- 1915: Karl Lamprecht, deutscher Historiker und Hochschullehrer
- 1916: Robert Kraft, deutscher Schriftsteller
- 1919: Bruno Sauer, deutscher Archäologe
- 1922: Margarete von Vahsel, deutsche Theaterschauspielerin und Opernsängerin
- 1926: Alton B. Parker, US-amerikanischer Richter und Rechtsanwalt, US-Präsidentschaftskandidat
- 1931: Maria Slavona, deutsche Malerin des Impressionismus
- 1932: Konstantin von Gebsattel, deutscher Offizier und Propagandist
- 1935: Herbert Witherspoon, US-amerikanischer Sänger, Gesangspädagoge und Theatermanager
- 1937: August Jacob Georg Howaldt, deutscher Unternehmer und Industrieller im Schiffbau (Howaldtswerke AG)
- 1937: Friedrich Uhlhorn, deutscher evangelischer Theologe und Kirchenhistoriker
- 1938: Antoine Jean Baumgartner, Schweizer evangelischer Theologe und Hochschullehrer
- 1939: Sigfús Einarsson, isländischer Komponist
- 1942: Else Rauch, deutsche Lehrerin und NS-Opfer
- 1943: Siegfried Rädel, deutscher Politiker, MdR, Widerstandskämpfer gegen den Nationalsozialismus
- 1945: Konrad Henlein, sudetendeutscher Politiker im Nationalsozialismus, SS-General
- 1945: Richard Glücks, deutscher General der SS und Waffen-SS, leitender Inspekteur der Konzentrationslager
- 1945: Fritz Wehrmann, deutscher Matrose und NS-Opfer
- 1950: Vasile Aftenie, rumänisch griechisch-katholischer Weihbischof

#### 1951–2000
- 1951: Willi Busch, deutscher Schauspieler
- 1952: Paul Greifzu, deutscher Automobil- und Motorradrennfahrer
- 1954: Ekkehard Arendt, österreichischer Schauspieler
- 1954: Erik Reger, deutscher Schriftsteller
- 1957: Edvardas Adamkevičius, litauischer General
- 1957: Guido Ascoli, italienischer Mathematiker
- 1957: Kurt von Tippelskirch, deutscher General und Militärhistoriker
- 1959: Paul Altheer, Schweizer Schriftsteller
- 1959: Hermann Fecht, deutscher Verleger

Taco Hajo van den Honert († 1959)

- 1959: Taco Hajo van den Honert, niederländischer Botaniker
- 1960: Juri Karlowitsch Olescha, russischer Schriftsteller
- 1963: Gianfranco Comotti, italienischer Automobilrennfahrer
- 1963: Hermann Wopfner, österreichischer Historiker und Volkskundler
- 1964: Elfriede Jaeger, deutsche Politikerin, MdB
- 1964: Michail Fjodorowitsch Larionow, russischer Maler
- 1965: Edmund Adler, österreichischer Künstler
- 1966: Erich Engel, deutscher Film- und Theaterregisseur
- 1967: Lorenzo Bandini, italienischer Automobilrennfahrer
- 1967: Arthur Carron, englischer Operntenor
- 1967: Karl Einhart, deutscher Maler
- 1968: Scotty Beckett, US-amerikanischer Schauspieler
- 1968: Hans-Joachim Rath, deutscher Generalmajor
- 1969: Eli Lotar, französischer Fotograf
- 1971: Paul Abel, britischer Jurist
- 1971: Mihail Jora, rumänischer Komponist
- 1971: Mitsukuri Shūkichi, japanischer Komponist
- 1972: Giovanni Bertone, italienischer Karosseriebauer
- 1974: Roland Gregory Austin, britischer Altphilologe
- 1974: Hal Mohr, US-amerikanischer Kameramann
- 1975: Ernst Farke, deutscher Politiker, MdB
- 1976: Elias Aslaksen, norwegischer Prediger
- 1977: Joan Crawford, US-amerikanische Filmschauspielerin
- 1977: Alfred Frauenfeld, österreichischer nationalsozialistischer Politiker
- 1979: Antun Augustinčić, jugoslawischer Bildhauer
- 1979: Louis Paul Boon, belgisch-flämischer Schriftsteller und Journalist
- 1981: Sigurd Greven, deutscher Verleger
- 1981: Bolesław Lewandowski, polnischer Komponist und Dirigent
- 1982: Werner Ackermann, deutscher Schriftsteller, Verleger und Miteigentümer der Künstlerkolonie Monte Verità
- 1982: Friedrich Schröder Sonnenstern, deutscher Zeichner und Maler

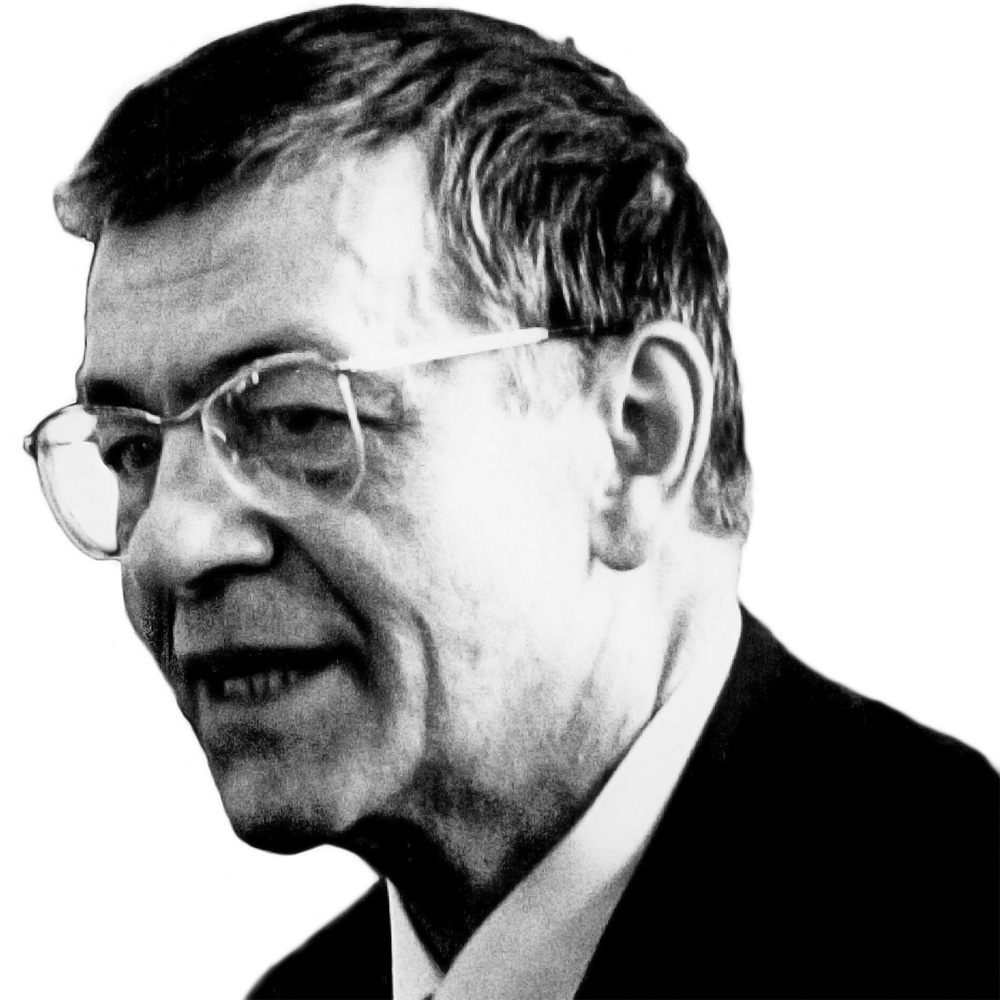
Peter Weiss († 1982)

- 1982: Peter Weiss, deutscher Schriftsteller, Maler, Grafiker und Experimentalfilmer
- 1983: Antoine Andrieux, französischer Politiker
- 1984: Joaquim Agostinho, portugiesischer Radrennfahrer
- 1984: Gustave Singier, belgischer Maler
- 1987: Hermann Glöckner, deutscher Maler und Bildhauer
- 1987: Konrad Stephanus, deutscher Brigadegeneral des Heeres der Bundeswehr
- 1987: Wilhelm Strienz, deutscher Sänger
- 1988: Joey Sternaman, US-amerikanischer American-Football-Spieler und -Trainer
- 1988: Josephus Joannes Maria van der Ven, niederländischer Rechtswissenschaftler

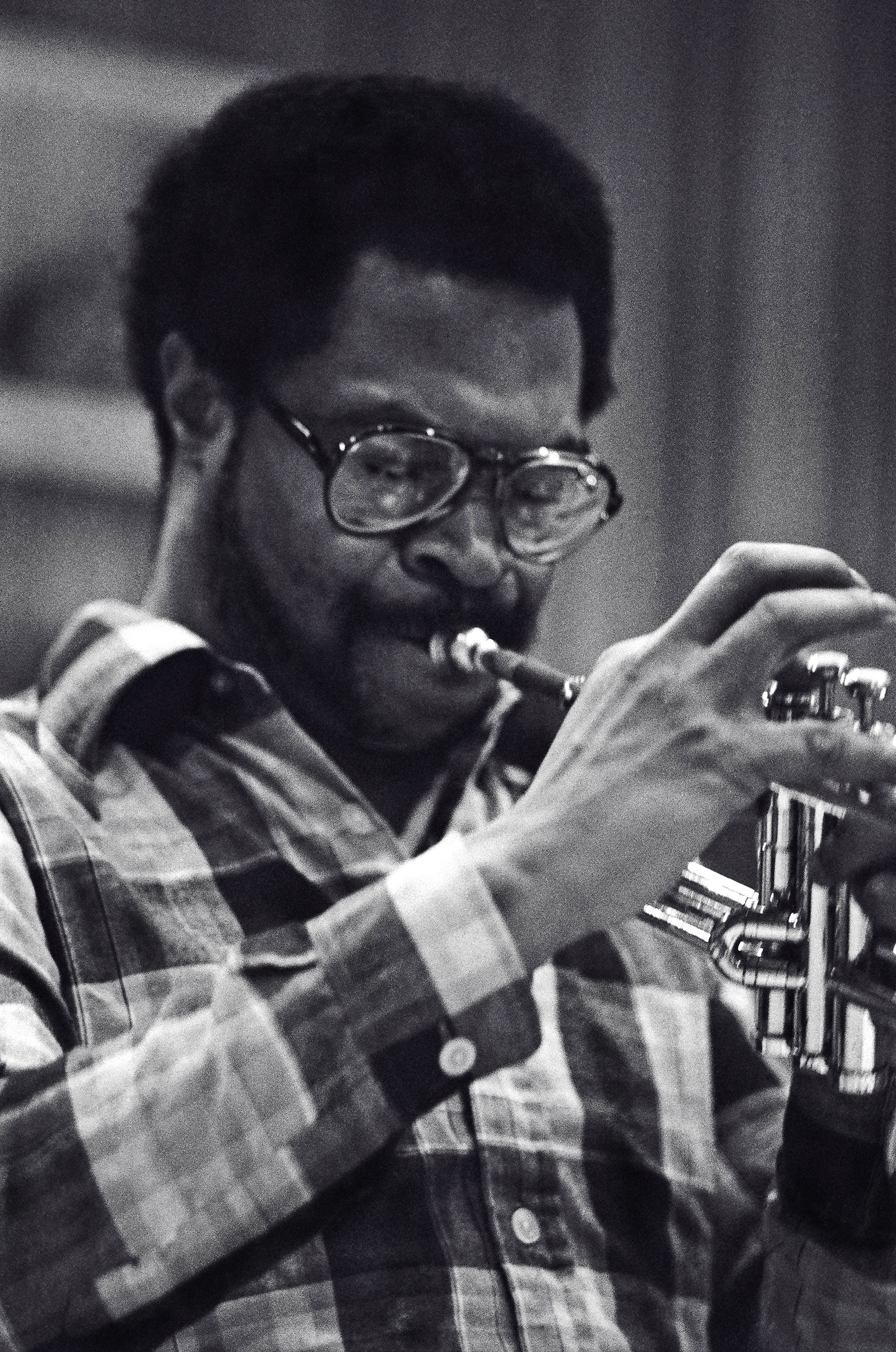
Woody Shaw († 1989)

- 1989: Woody Shaw, US-amerikanischer Jazz-Trompeter und Komponist
- 1990: Bruno Arno, deutscher Schauspieler, Kabarettist, Choreograph und Tänzer
- 1990: Therese Neudorfer, österreichische Politikerin
- 1990: Karl-Eduard Wilke, deutscher Generalmajor
- 1994: John Wayne Gacy, US-amerikanischer Serienmörder
- 1994: Lucebert, niederländischer Maler und Schriftsteller
- 1995: Steffie Spira, deutsche Schauspielerin
- 1995: Joe Vetrano, US-amerikanischer American-Football-Spieler
- 1996: Gerd Duwner, deutscher Schauspieler und Synchronsprecher
- 1996: Yasuko Namba, japanische Bergsteigerin
- 1996: Ethel Smith, US-amerikanische Organistin
- 1997: John P. Austin, US-amerikanischer Szenenbildner
- 1998: Cesare Perdisa, italienischer Automobilrennfahrer
- 2000: Louis Gérard, französischer Unternehmer und Automobilrennfahrer
- 2000: Hans Lodermeier, deutscher Motorradrennfahrer

### 21. Jahrhundert
- 2001: Werner Schuster, deutscher Arzt und Politiker
- 2001: Kurt Ziesel, österreichischer Journalist
- 2002: David Riesman, US-amerikanischer Soziologe
- 2003: Heinrich Schipperges, deutscher Medizinhistoriker
- 2003: Heinz Oestergaard, deutscher Modeschöpfer
- 2005: Otto Steiger, Schweizer Schriftsteller
- 2006: Soraya, kolumbianisch-US-amerikanische Songwriterin und Sängerin

Alexander Sinowjew († 2006)

- 2006: Alexander Alexandrowitsch Sinowjew, russischer Dissident, Philosoph und Schriftsteller
- 2006: John Hicks, US-amerikanischer Jazzpianist
- 2007: Horst Michna, deutscher Arzt und Sportwissenschaftler
- 2008: Paul Haeberlin, französischer Drei-Sterne-Koch
- 2009: Maurice Edmond Müller, Schweizer Chirurg
- 2010: Ike Franklin Andrews, US-amerikanischer Politiker
- 2010: Frank Frazetta, US-amerikanischer Fantasy- und Science-Fiction-Illustrator
- 2012: Horst Faas, deutscher Fotograf und Kriegsberichterstatter
- 2012: Günther Kaufmann, deutscher Schauspieler
- 2012: Bernardo Sassetti, portugiesischer Pianist, Jazzmusiker und Komponist
- 2012: Carroll Shelby, US-amerikanischer Automobilrennfahrer und -konstrukteur
- 2012: Gunnar Sønsteby, norwegischer Widerstandskämpfer
- 2013: Renate Hirsch-Giacomuzzi, deutsche Society-Lady
- 2013: Brigitte Kiesler, deutsche Turnerin
- 2014: Elisabeth Frenzel, deutsche Literaturwissenschaftlerin
- 2014: Gert Börnsen, deutscher Politiker
- 2015: Chris Burden, US-amerikanischer Künstler
- 2015: William Thomas Cooper, australischer Maler und Ornithologe

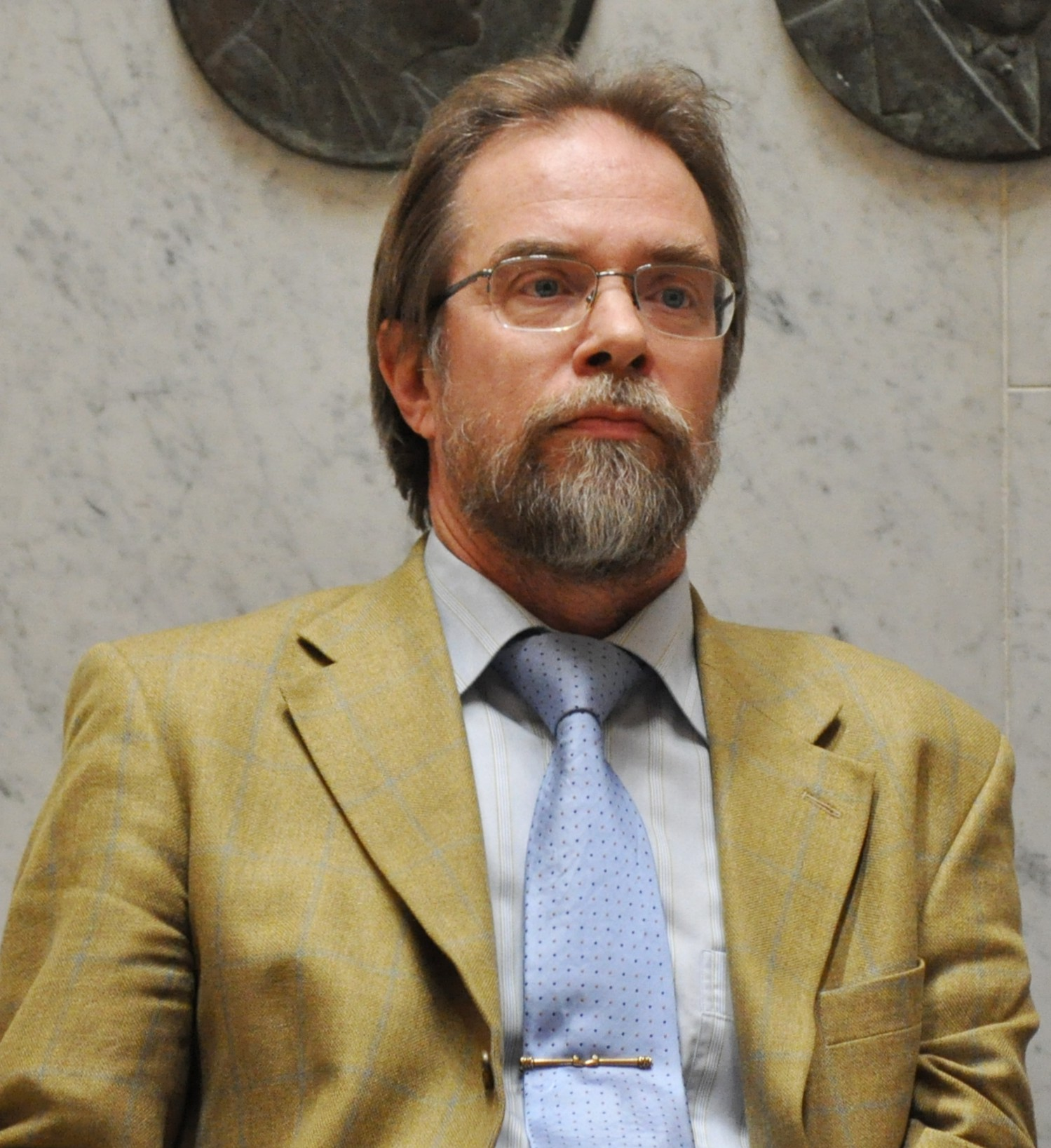
Ilkka Hanski († 2016)

- 2016: Ilkka Hanski, finnischer Ökologe
- 2016: Thomas Luckmann, deutsch-amerikanischer Soziologe
- 2017: Geoffrey Bayldon, britischer Schauspieler
- 2017: Takeuti Gaisi, japanischer mathematischer Logiker
- 2018: Klaus Jung, deutscher Sportmediziner
- 2018: Dieter Ruckhaberle, deutscher Museumsleiter
- 2018: Jewgeni Andrejewitsch Wassjukow, sowjetisch-russischer Schachspieler
- 2019: Anatol Herzfeld, deutscher Bildhauer
- 2019: Ingrid Nargang, österreichische Juristin und Zeithistorikerin
- 2019: Geneviève Raugel, französische Mathematikerin
- 2019: Paul-Werner Scheele, deutscher Bischof
- 2021: Frank Brazier, australischer Radrennfahrer
- 2021: Fortunato Franco, indischer Fußballspieler
- 2021: Dieudonné Ntep, kamerunischer Radrennfahrer
- 2022: Leonid Krawtschuk, ukrainischer Politiker
- 2023: Ian Hacking, kanadischer Wissenschaftstheoretiker und Sprachphilosoph
- 2023: Sue Maroroa, neuseeländische Schachspielerin
- 2024: André Simonazzi, Schweizer Vizekanzler und Bundesratssprecher

## Feier- und Gedenktage
- Kirchliche Gedenktage
  - Johann Hüglin, deutscher Märtyrer und Pfarrer (evangelisch)
  - Hl. Gordanius, römischer Märtyrer und Schutzpatron (katholisch)

Weitere Einträge enthält die Liste von Gedenk- und Aktionstagen.